# قائمة إصدارات الطوابع البريدية في رأس الخيمة (1969)
أدارت المملكة المتحدة العلاقات الخارجية لإمارات الساحل المتصالح نتيجة لمعاهدة «الاتفاقية الحصرية» لعام 1892، بما في ذلك إدارة البريد والبرق - حيث تكن هذه الإمارات منتمية للاتحاد البريدي العالمي. افتتحت حكومة الهند أول مكتب بريد في دبي في عام 1941. وفي عام 1948، وتولت إدارته وتشغيله الوكالات البريدية البريطانية في شرق شبه الجزيرة العربية، وهي شركة تابعة لمكتب البريد العام. كانت الطوابع في ذلك الوقت عبارة عن طوابع بريطانية مقابل رسوم إضافية بقيمة الروبية، حتى عام 1959، حيث أصدرت مجموعة من طوابع بريدية تحمل اسم «الإمارات المتصالحة» من دبي.
في عام 1963، تنازلت المملكة المتحدة عن مسؤوليتها عن الأنظمة البريدية في الإمارات المتصالحة إلى حكام الإمارات المتصالحة. لذا أصدرت إمارة رأس الخيمة أول طوابعها البريدية في سنة 1964.
الكثير من الطوابع التي أصدرت في إمارة رأس الخيمة تصنف ضمن طوابع الكثبان الرملية. طبعت هذه الطوابع بكثرة في الستينيات وأوائل السبعينيات من القرن الماضي، وتكاد تكون عديمة القيمة اليوم.
وجد فينبار كيني وهو رجل أعمال أمريكي ومن هواة جمع الطوابع الفرصة لإنشاء عدد من الإصدارات من الطوابع التي تستهدف سوق جامعي الطوابع المربح. وقد أبرم في عام 1964 اتفاقات مع إمارات الخليج العربي لإصدار طوابع، ومن بينها إمارة رأس الخيمة. حملت هذه الطوابع مصورا ذات ألوان وأشكال صارخة وليس لها صلة فعلية بالإمارات.
كان بيع الطوابع البريدية لفترة قصيرة تجارة مربحة للإمارات، حيث كان لمعظم الإمارات القليل من مصادر الدخل، باستثناء إمارة أبو ظبي، التي توفر فيها إنتاج النفط منذ عام 1965. ومع ذلك، انخفضت الإيرادات التي تصل إلى 70 ألف جنيه إسترليني للإمارات الأفقر إلى 30 ألف جنيه إسترليني مع التشبع الحتمي للسوق. شكل بيع الطوابع بحلول عام 1966 المصدر الرئيسي لدخل الإمارات المتصالحة الشمالية.
أدى انتشارها في النهاية إلى تقليل قيمتها، ولهذا السبب، فإن العديد من الكتالوجات الشعبية اليوم لا تدرجها حتى.
اتهم فينبار كيني بالتورط في قضية رشوة في الولايات المتحدة بسبب تعاملاته مع حكومة جزر كوك. انتهت ترتيبات فينبار كيني عندما توحدت الإمارات العربية المتحدة في ديسمبر 1971.
هذه قائمة إصدارات الطوابع البريدية في إمارة رأس الخيمة لعام 1969م.

## إصدارات لوحات الموسيقيين
أصدرت طوابع تظهر عليها صورة لوحات عالمية تظهر عليها صورة موسيقيين، وقد أصدرت بتاريخ 5 يناير 1969.

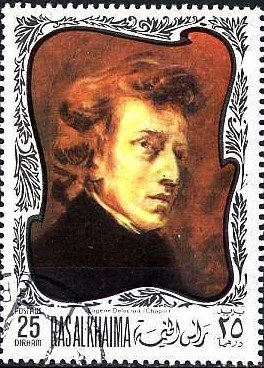
25 درهما صورة فريدريك شوبان للرسام أوجين ديلاكروا
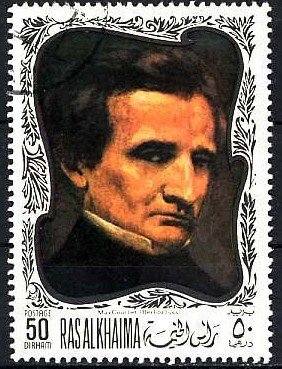
50 درهما صورة هيكتور بيرليوز للرسام غوستاف كوربيه
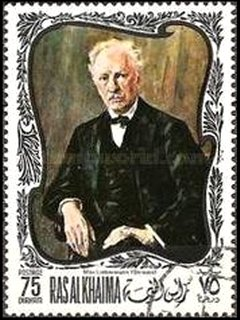
75 درهما صورة ريخارد شتراوس للرسام ماكس ليبرمان
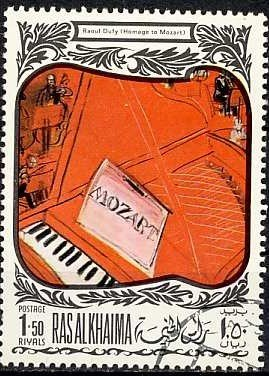
ريال ونصف صورة فولفغانغ أماديوس موزارت للرسام راؤول دوفي
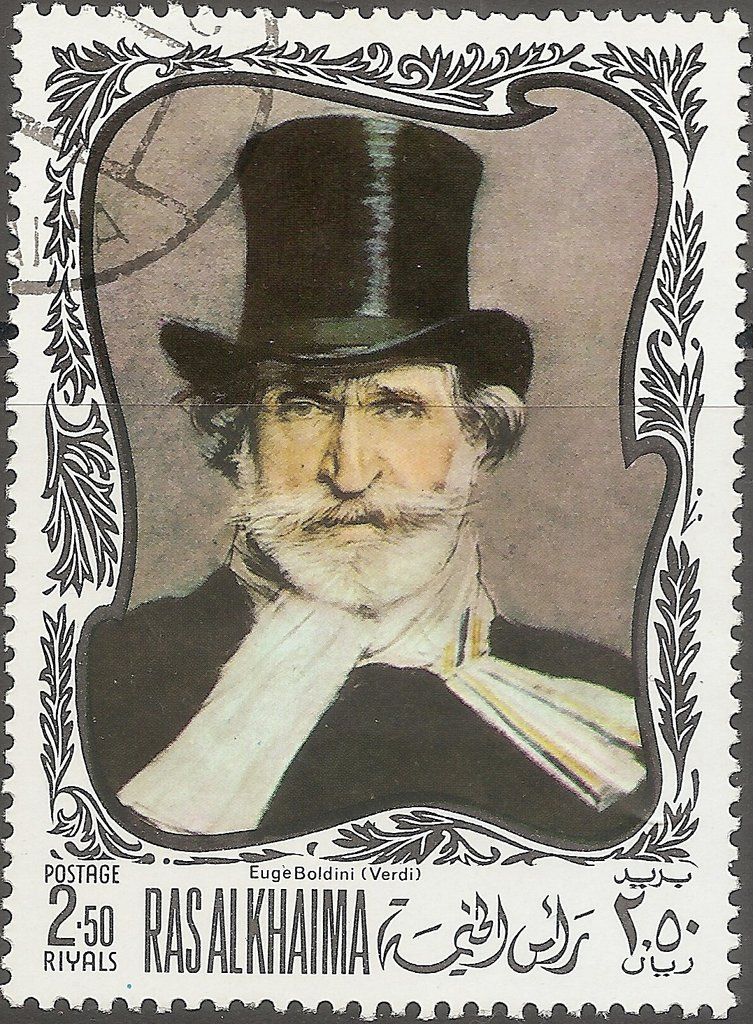
ريالان ونصف صورة جوزيبي فيردي للرسام جيوفاني بولديني[الإنجليزية]

وهذه صور صحائف الطوابع:

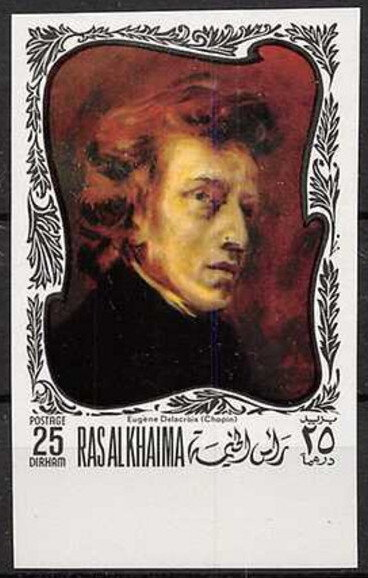
25 درهما صورة فريدريك شوبان للرسام أوجين ديلاكروا
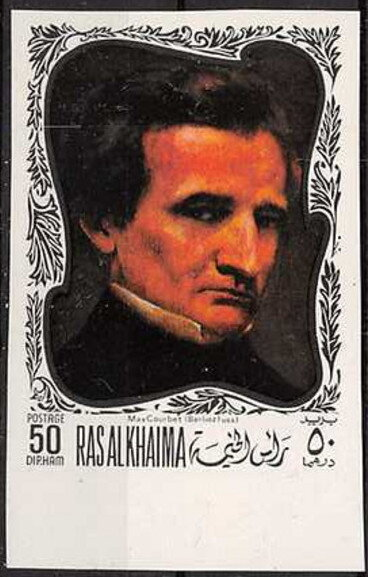
50 درهما صورة هيكتور بيرليوز للرسام غوستاف كوربيه
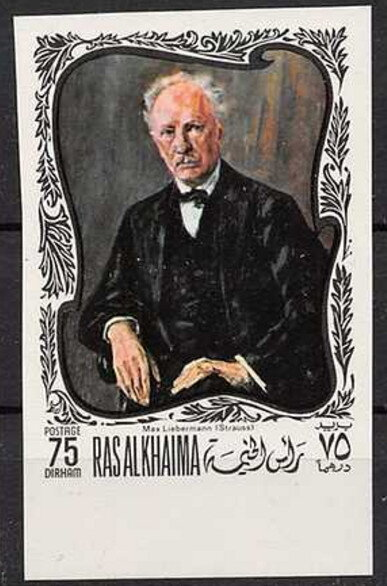
75 درهما صورة ريخارد شتراوس للرسام ماكس ليبرمان
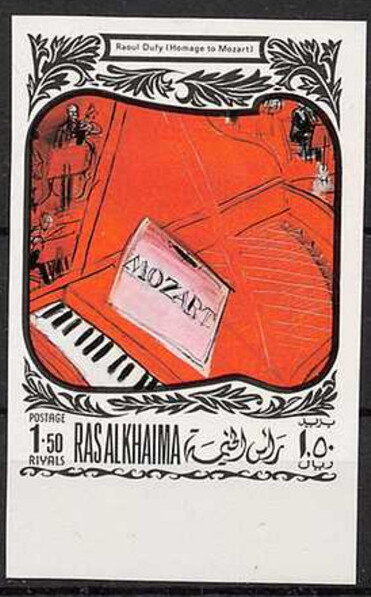
ريال ونصف صورة فولفغانغ أماديوس موزارت للرسام راؤول دوفي
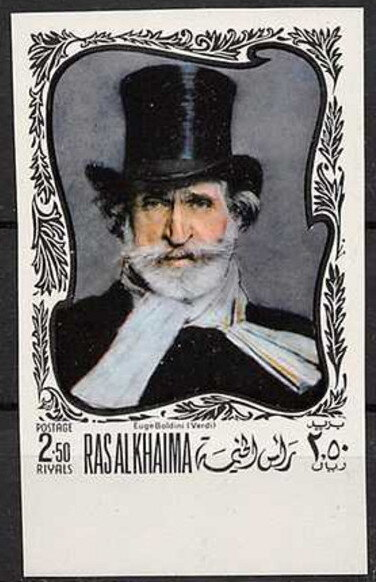
ريالان ونصف صورة جوزيبي فيردي للرسام جيوفاني بولديني[الإنجليزية]

كما توفرت من الطوابع نسخة غير مخرمة:

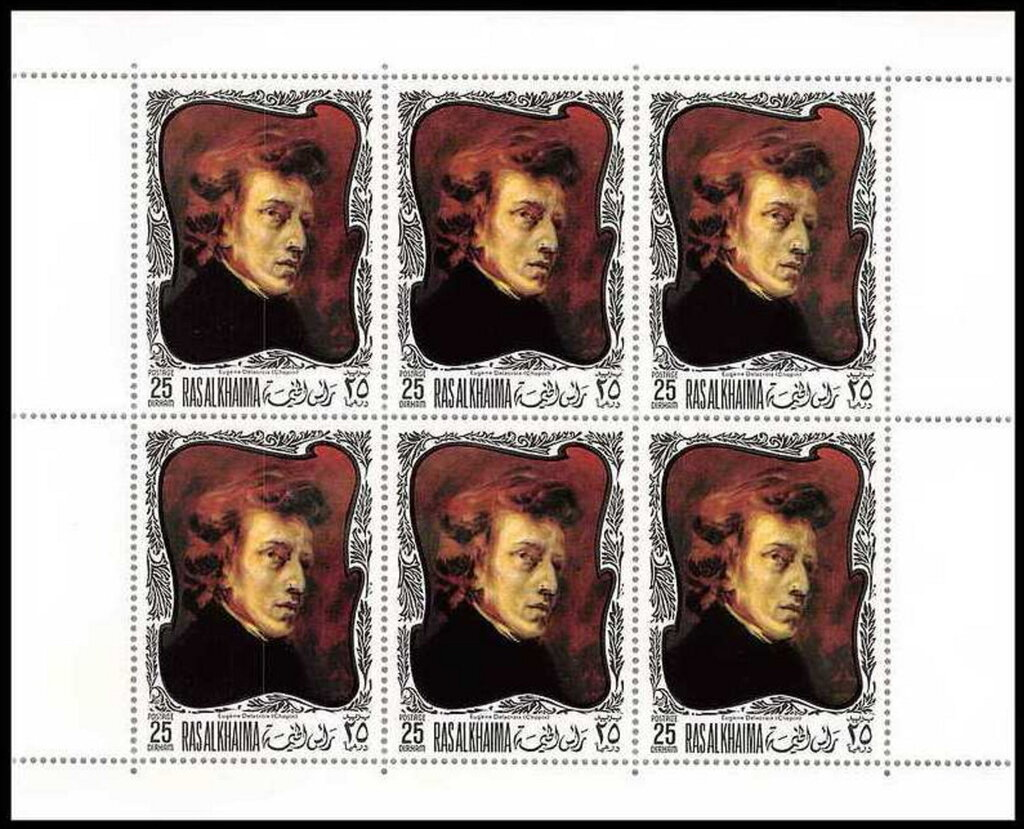
25 درهما صورة فريدريك شوبان للرسام أوجين ديلاكروا
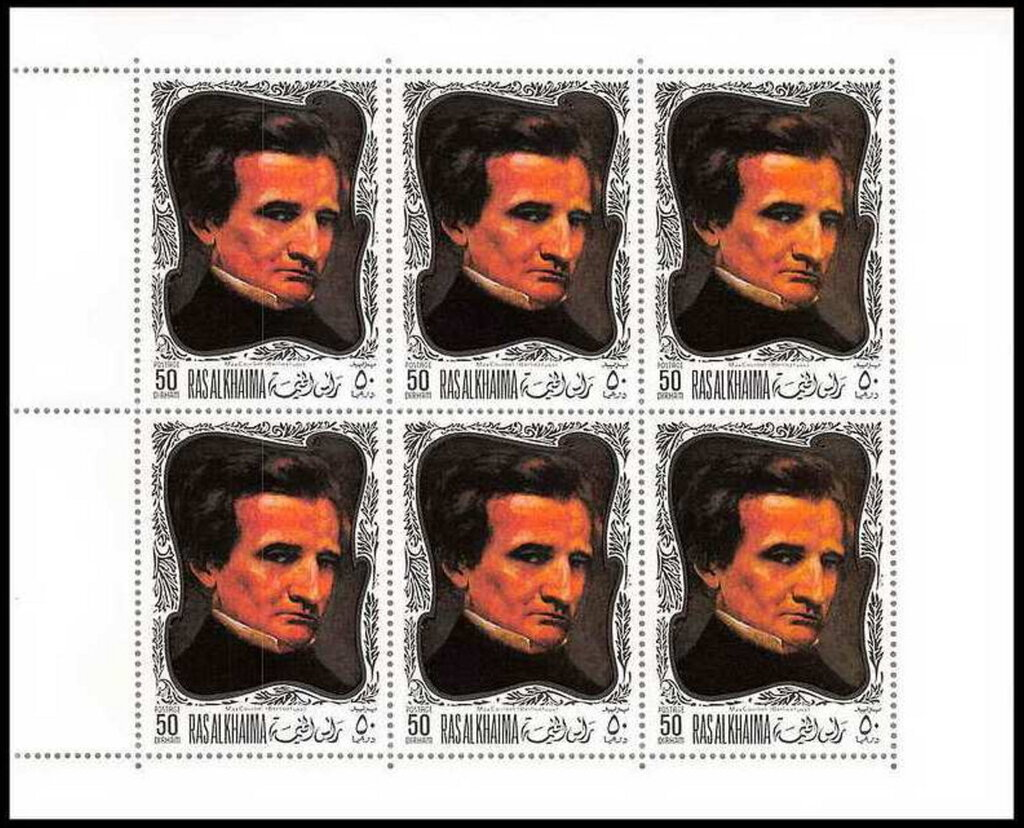
50 درهما صورة هيكتور بيرليوز للرسام غوستاف كوربيه
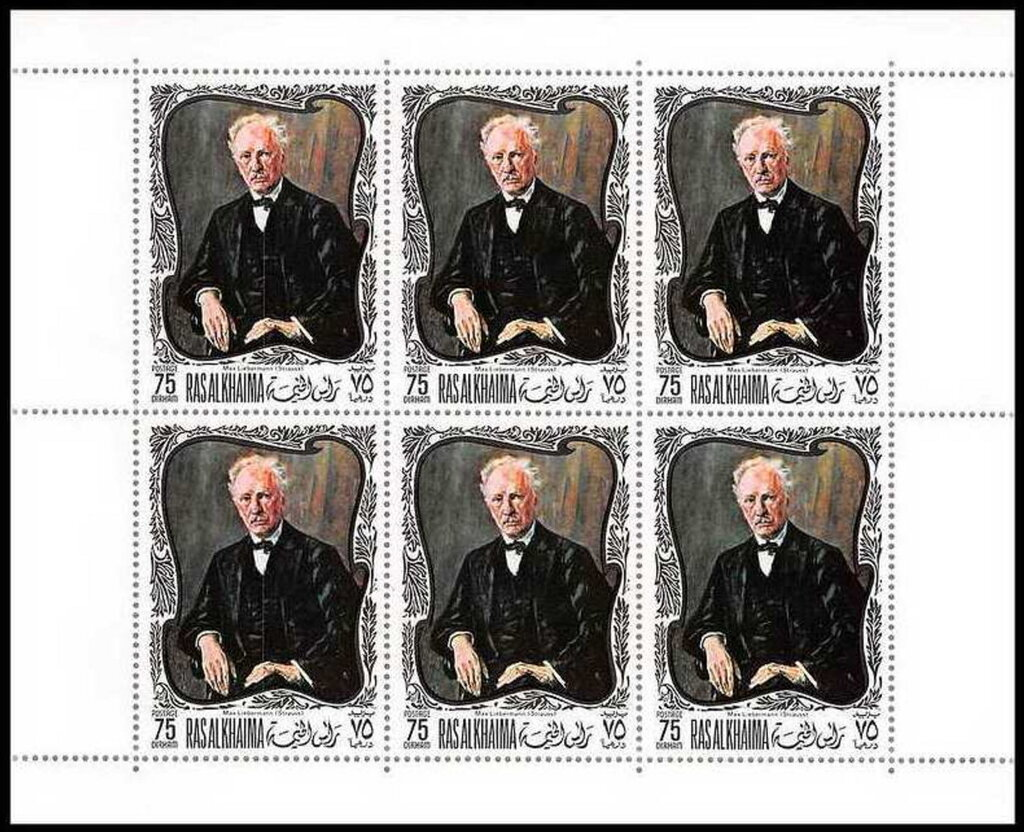
75 درهما صورة ريخارد شتراوس للرسام ماكس ليبرمان
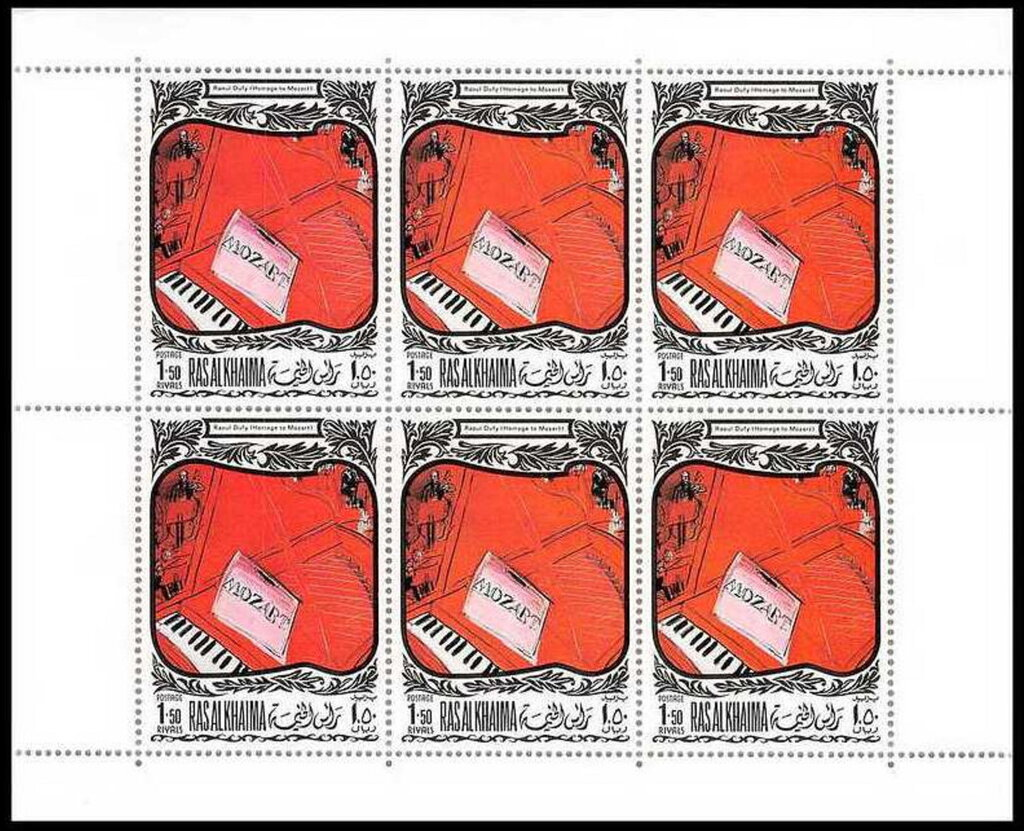
ريال ونصف صورة فولفغانغ أماديوس موزارت للرسام راؤول دوفي
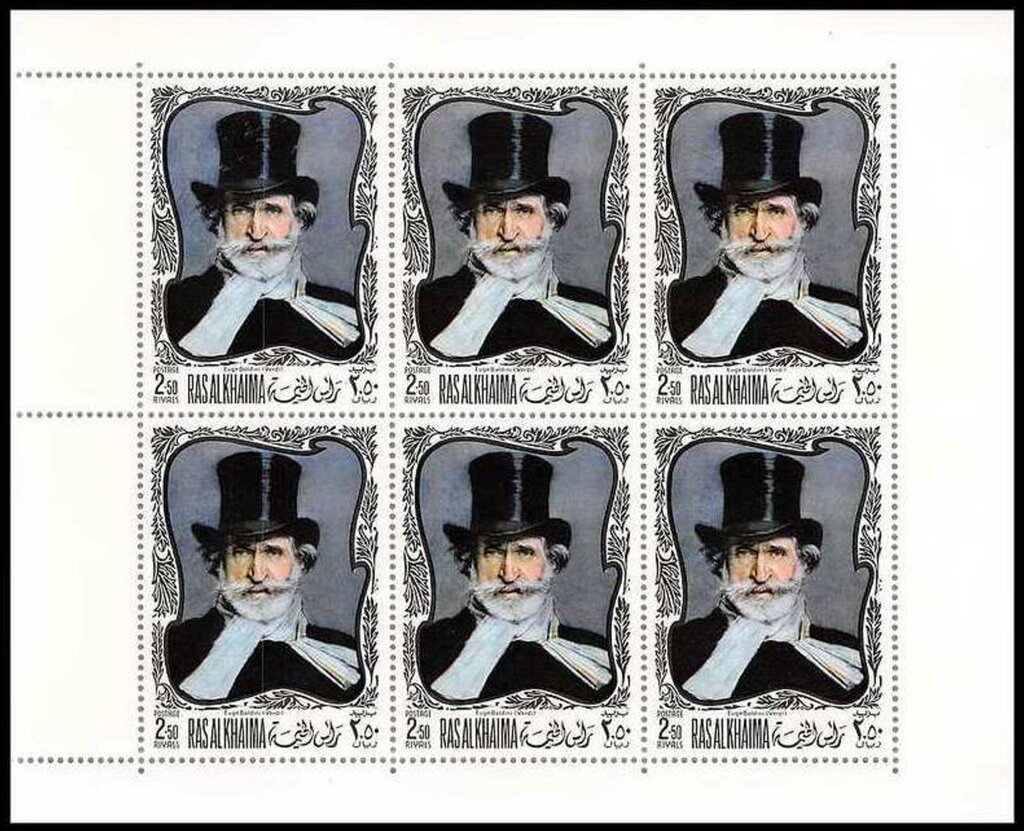
ريالان ونصف صورة جوزيبي فيردي للرسام جيوفاني بولديني[الإنجليزية]

وهذه صور صحائف الطوابع غير المخرمة:

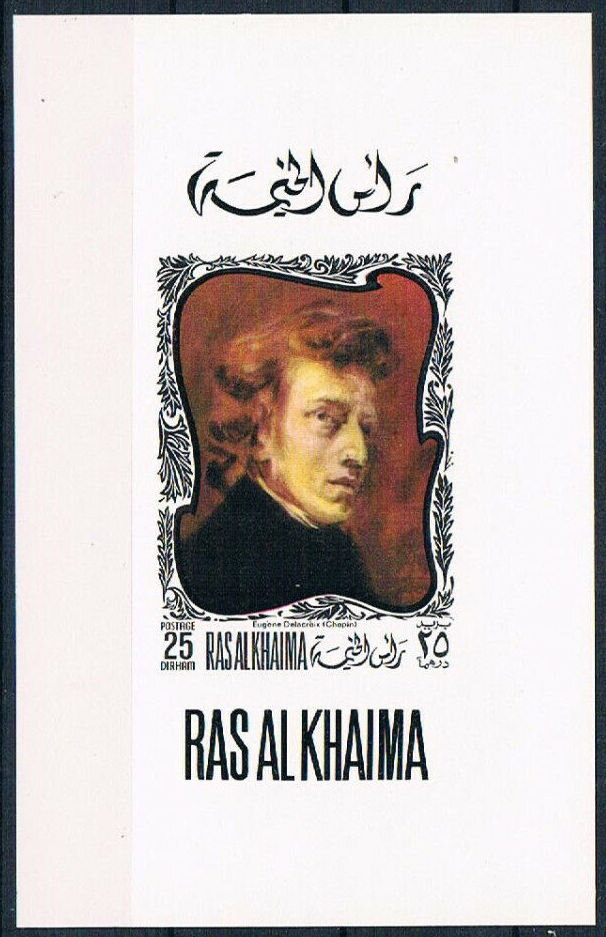
25 درهما صورة فريدريك شوبان للرسام أوجين ديلاكروا
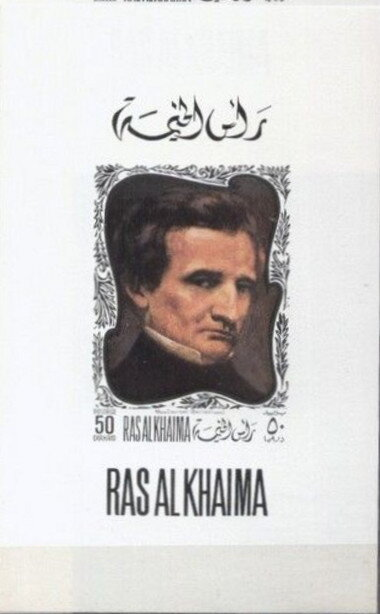
50 درهما صورة هيكتور بيرليوز للرسام غوستاف كوربيه
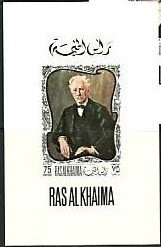
75 درهما صورة ريخارد شتراوس للرسام ماكس ليبرمان
ريال ونصف صورة فولفغانغ أماديوس موزارت للرسام راؤول دوفي
ريالان ونصف صورة جوزيبي فيردي للرسام جيوفاني بولديني[الإنجليزية]

وكذلك توفرت بطاقات تذكارية تضم نسخ الطوابع.

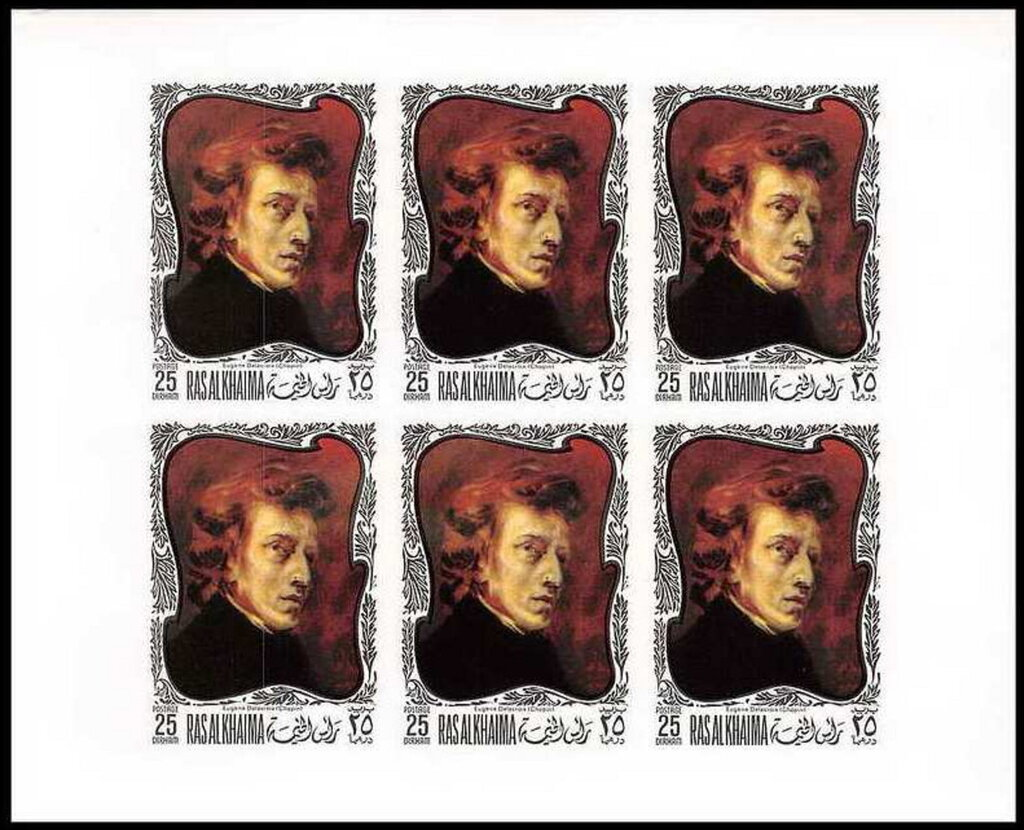
25 درهما صورة فريدريك شوبان للرسام أوجين ديلاكروا
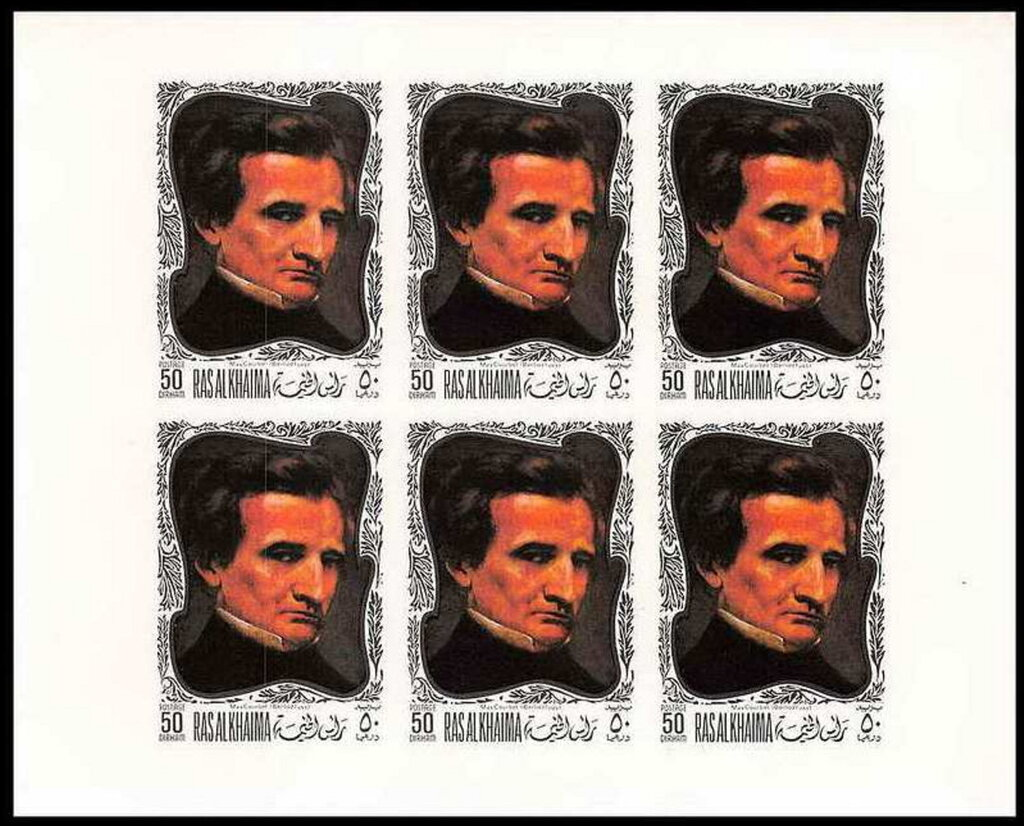
50 درهما صورة هيكتور بيرليوز للرسام غوستاف كوربيه
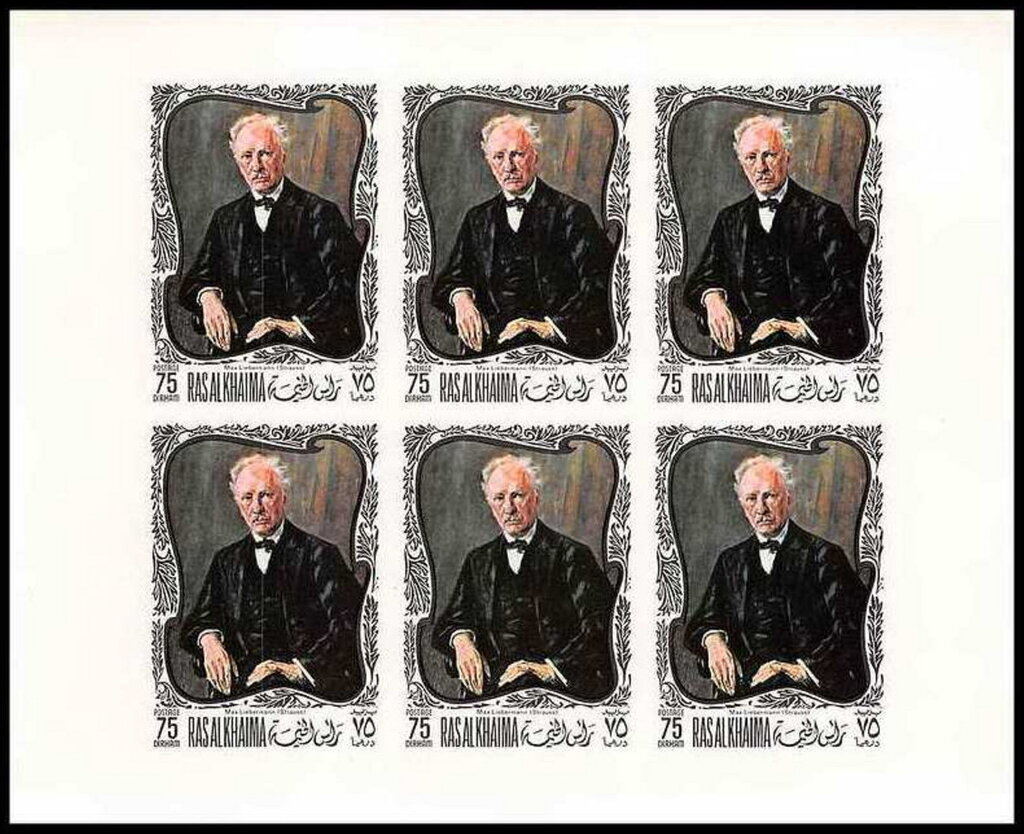
75 درهما صورة ريخارد شتراوس للرسام ماكس ليبرمان
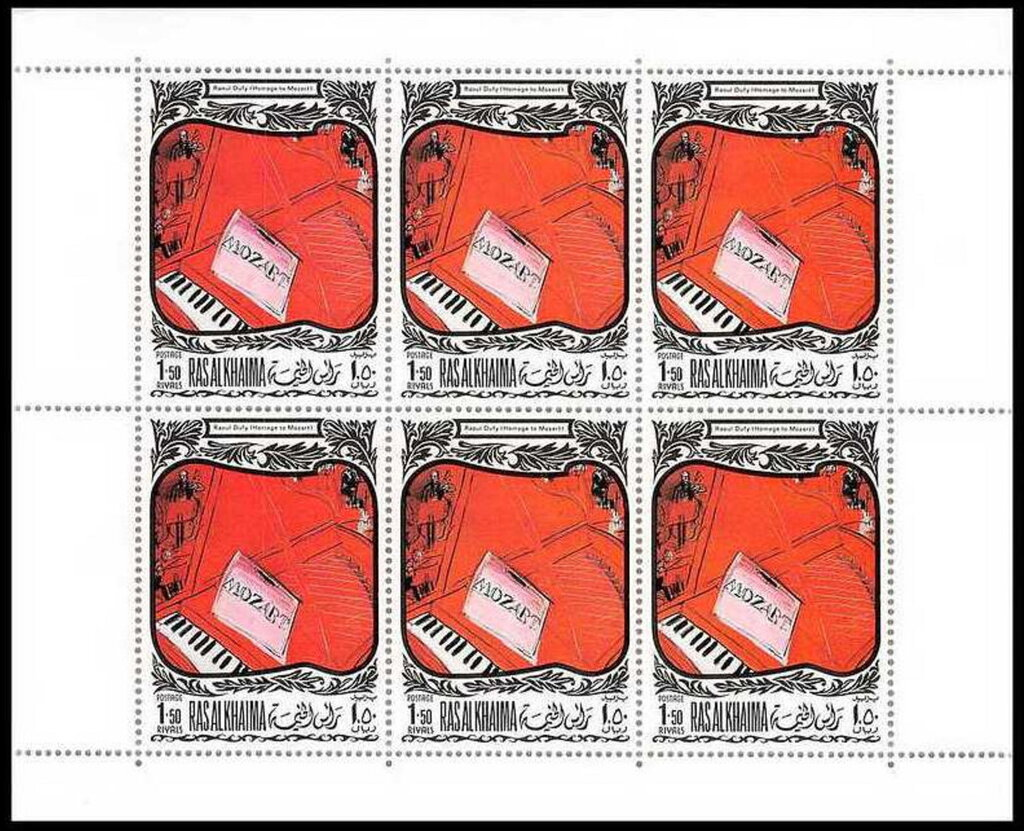
ريال ونصف صورة فولفغانغ أماديوس موزارت للرسام راؤول دوفي
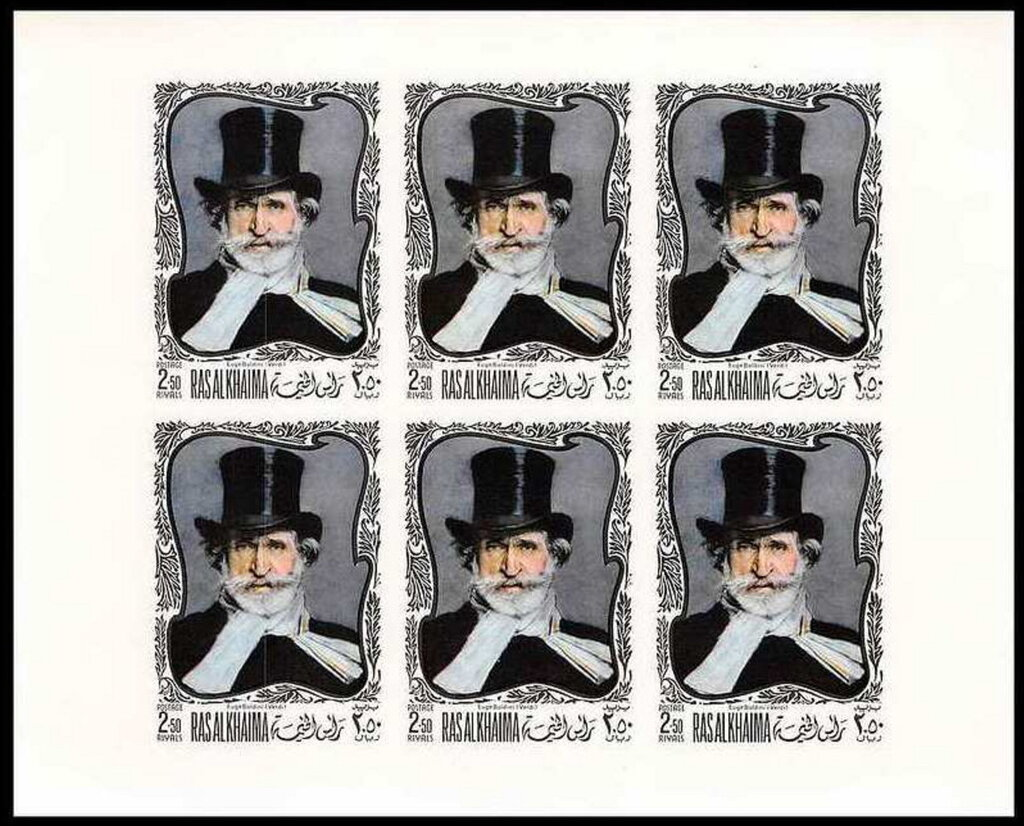
ريالان ونصف صورة جوزيبي فيردي للرسام جيوفاني بولديني[الإنجليزية]

## إصدارات المسرحيات
أصدرت طوابع تظهر عليها صور لوحات لمشاهد من مسرحيات عالمية، وقد أصدرت الطوابع في 2 فبراير 1969، وهي من تصميم فاسارهيلي جيولا لازلو:

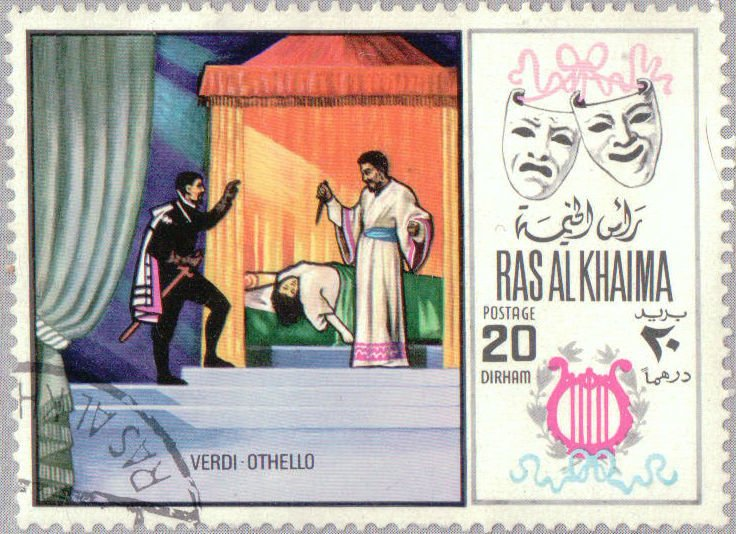
20 درهما لوحة عن مسرحية عطيل من تأليف ويليام شكسبير وتلحين جوزيبي فيردي
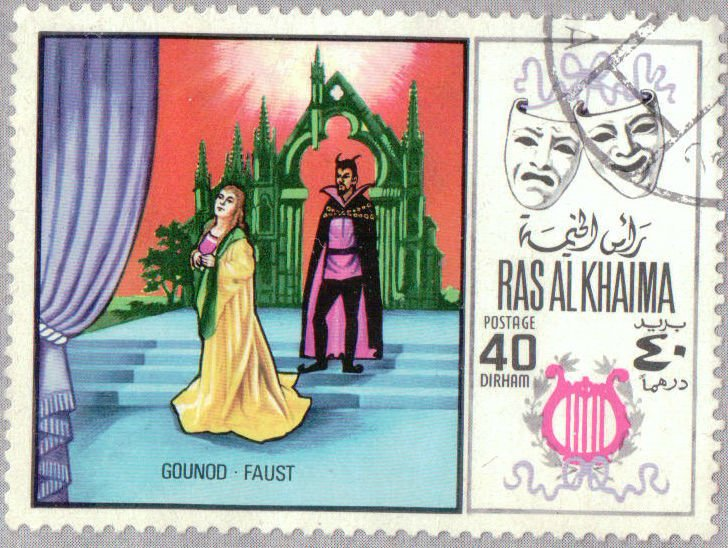
40 درهما فاوست للموسيقار شارل جونو
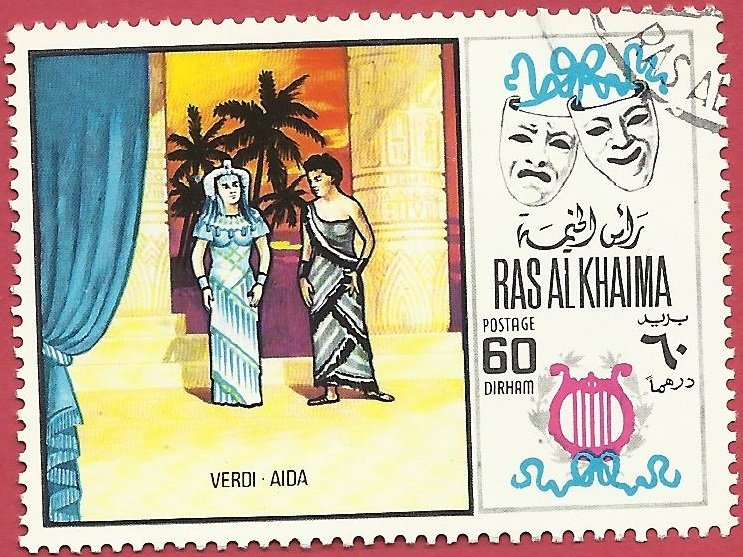
60 درهما أوبرا عايدة لجوزيبي فيردي
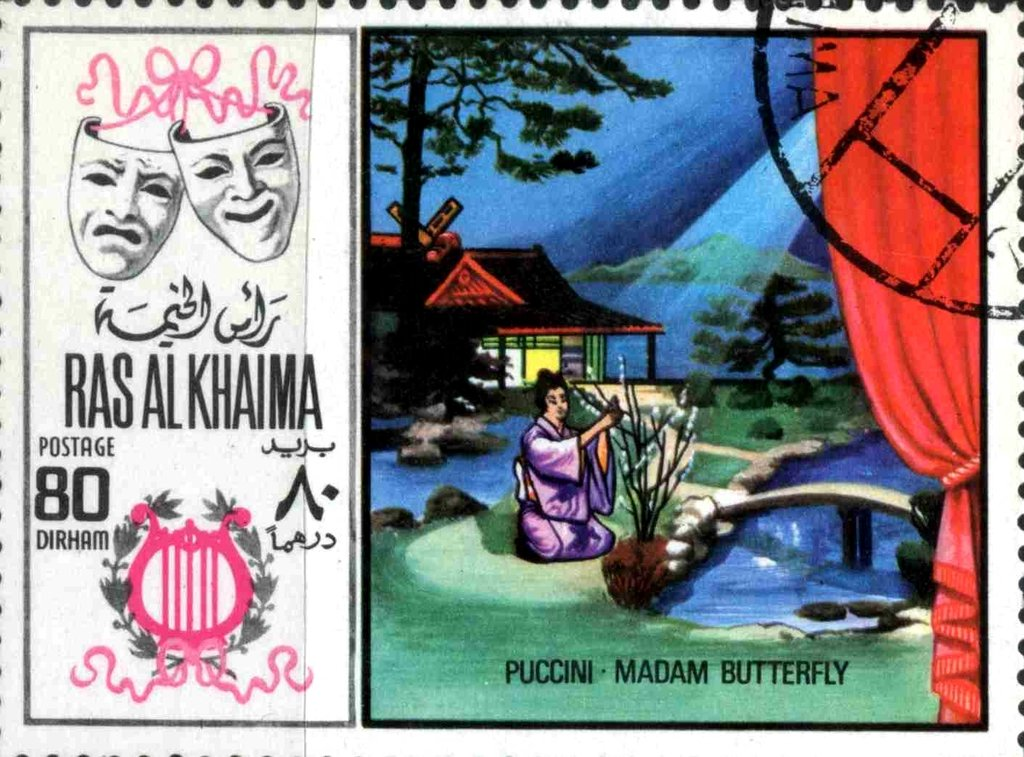
80 درهما مدام بترفلاي لجاكومو بوتشيني
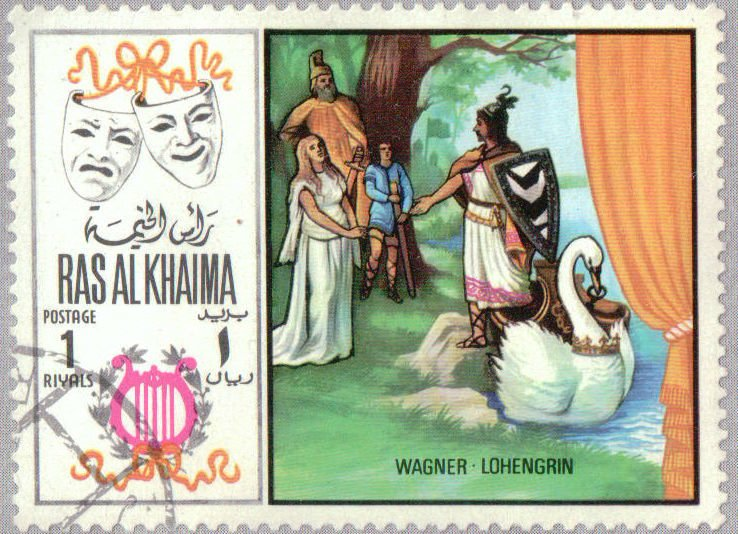
ريال واحد أوبرا لوهنغرين[الإنجليزية] لريخارد فاغنر
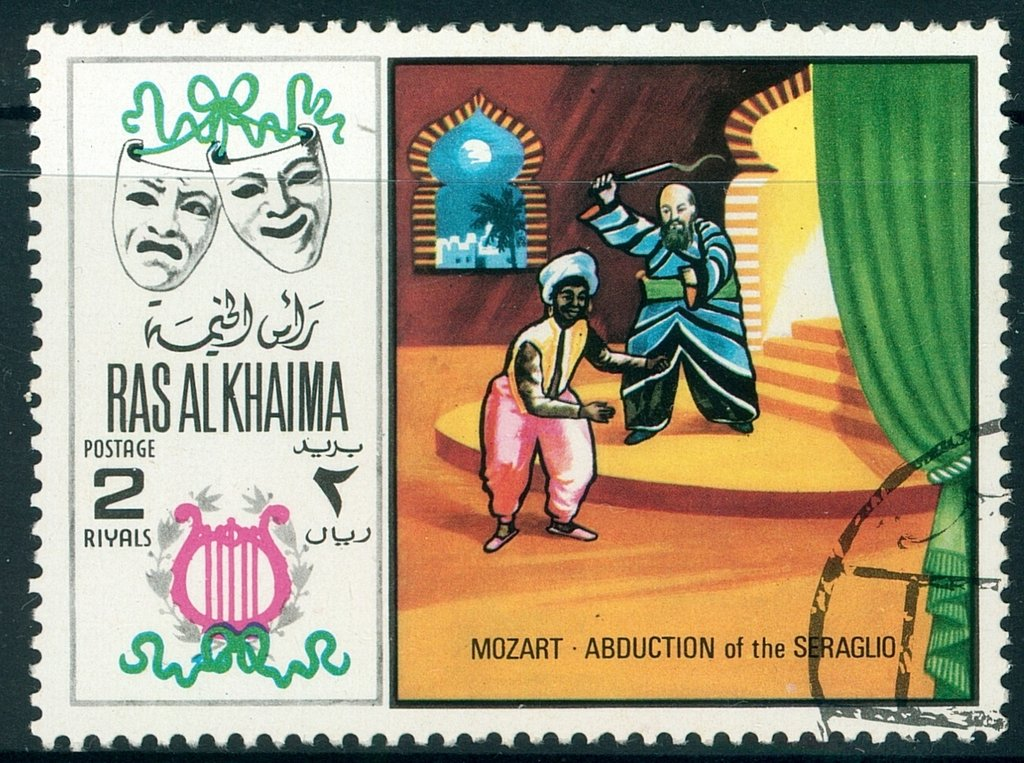
ريالان الاختطاف من السراي[الإنجليزية] لفولفغانغ أماديوس موزارت

وهذه صور صحائف الطوابع:

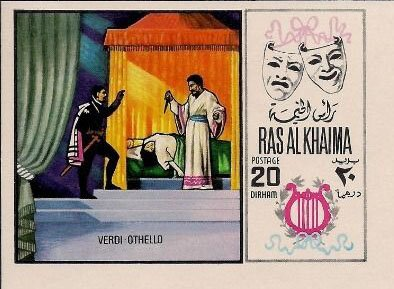
20 درهما لوحة عن مسرحية عطيل من تأليف ويليام شكسبير وتلحين جوزيبي فيردي
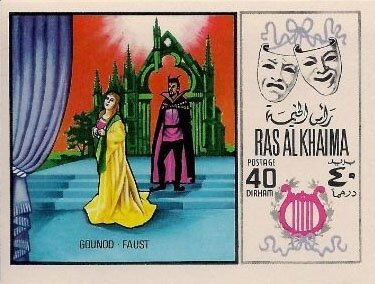
40 درهما فاوست للموسيقار شارل جونو
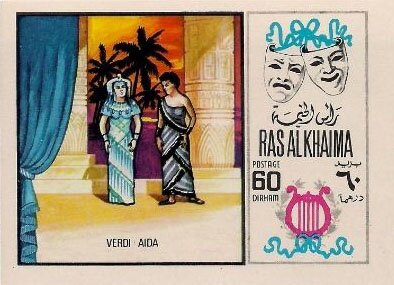
60 درهما أوبرا عايدة لجوزيبي فيردي
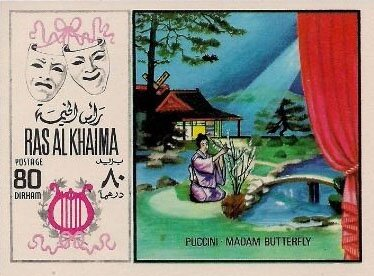
80 درهما مدام بترفلاي لجاكومو بوتشيني
ريال واحد أوبرا لوهنغرين[الإنجليزية] لريخارد فاغنر
ريالان الاختطاف من السراي[الإنجليزية] لفولفغانغ أماديوس موزارت

كما توفرت من الطوابع نسخة غير مخرمة:

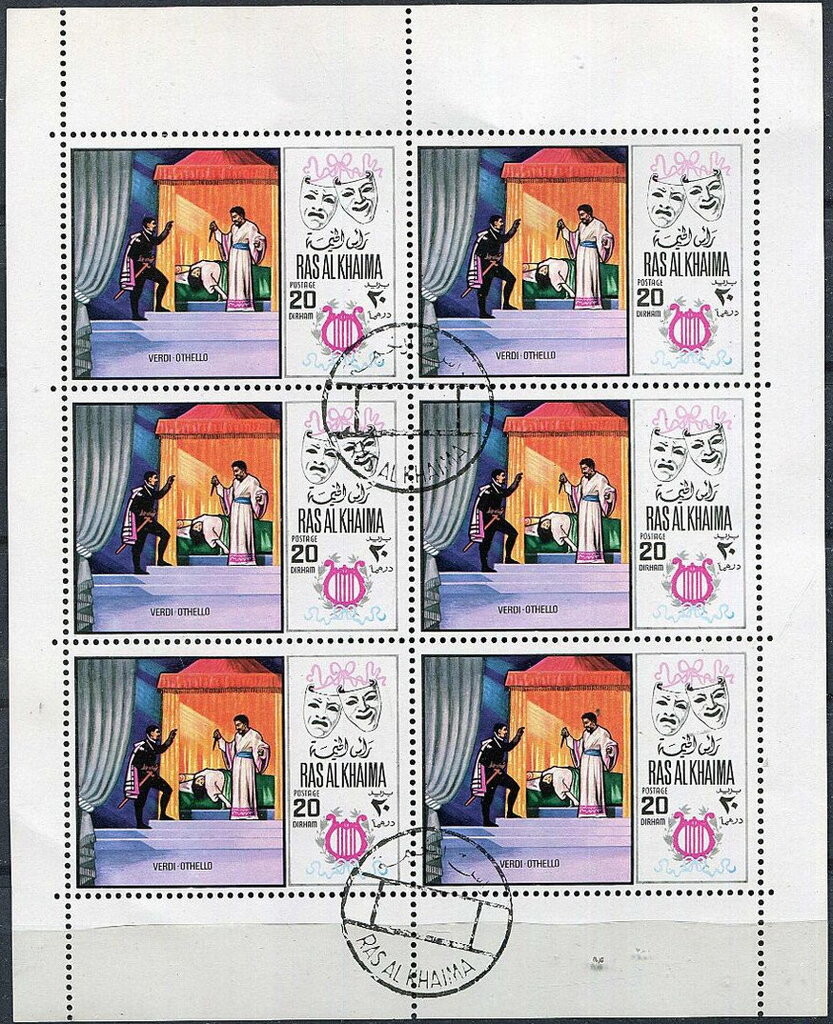
20 درهما لوحة عن مسرحية عطيل من تأليف ويليام شكسبير وتلحين جوزيبي فيردي
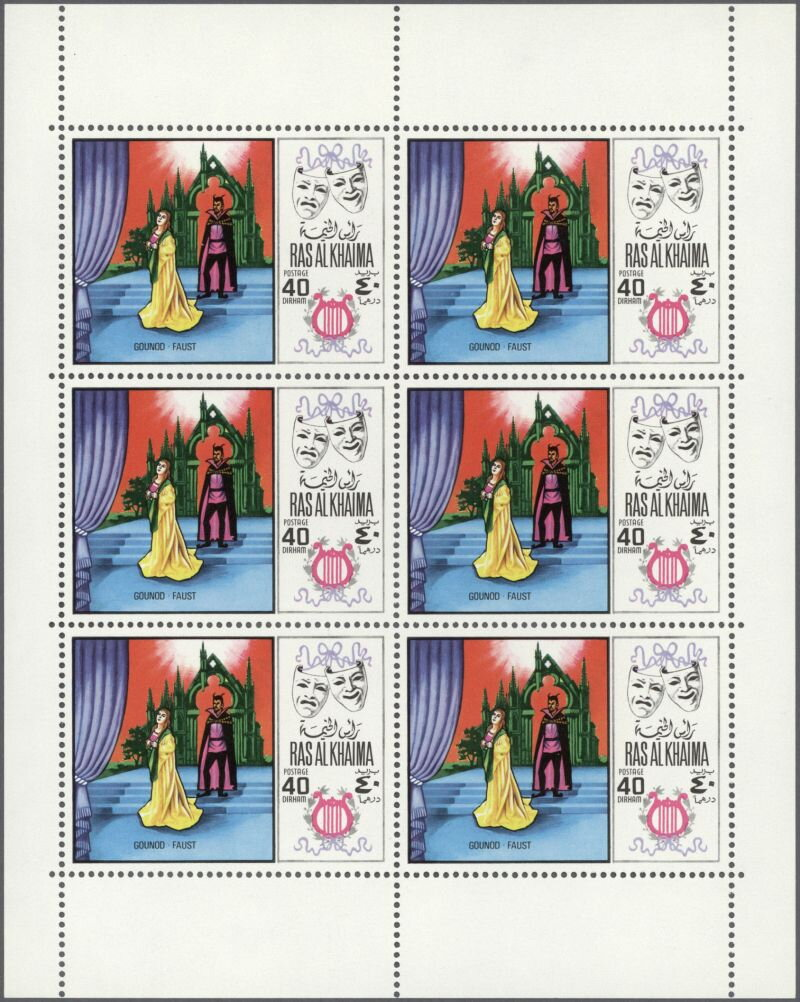
40 درهما فاوست للموسيقار شارل جونو
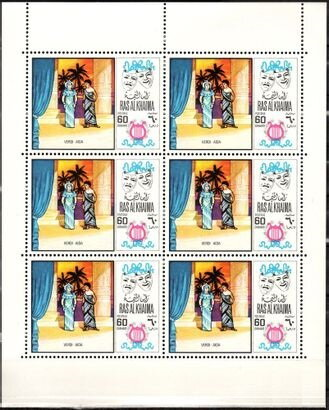
60 درهما أوبرا عايدة لجوزيبي فيردي
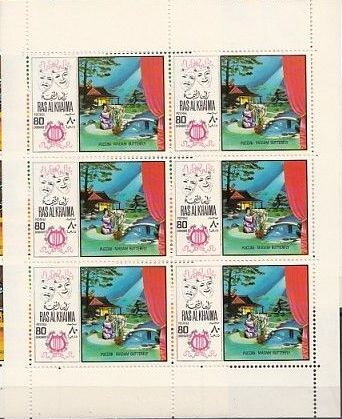
80 درهما مدام بترفلاي لجاكومو بوتشيني
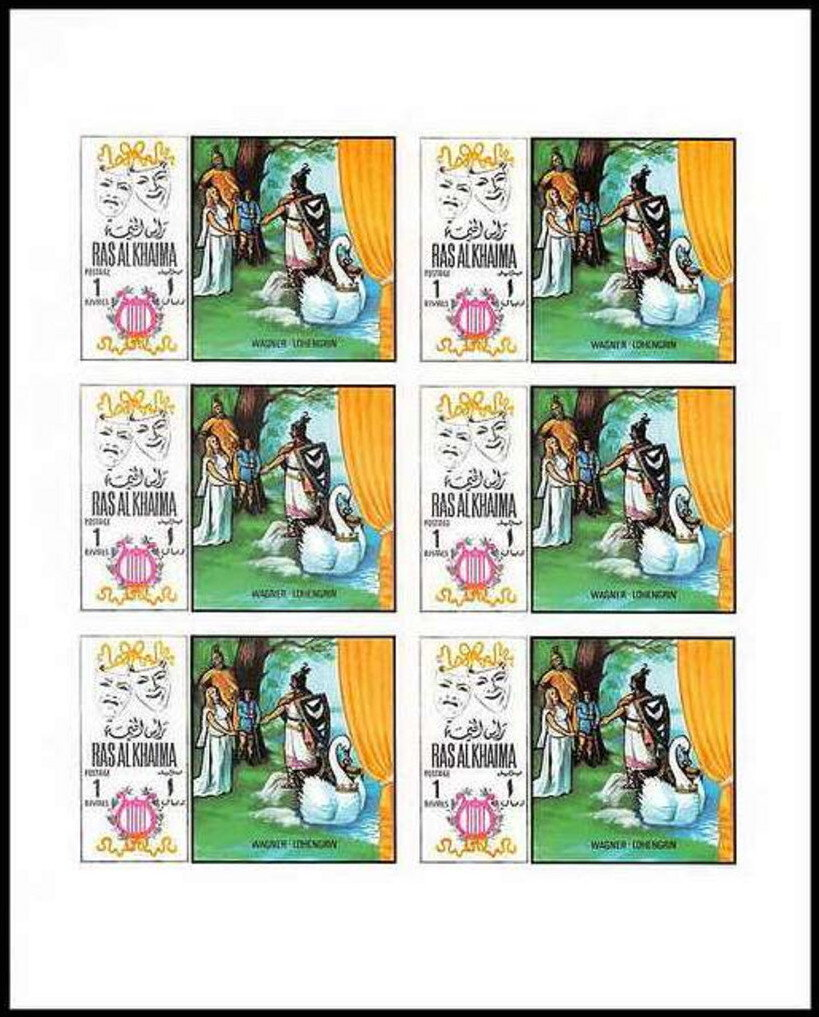
ريال واحد أوبرا لوهنغرين[الإنجليزية] لريخارد فاغنر
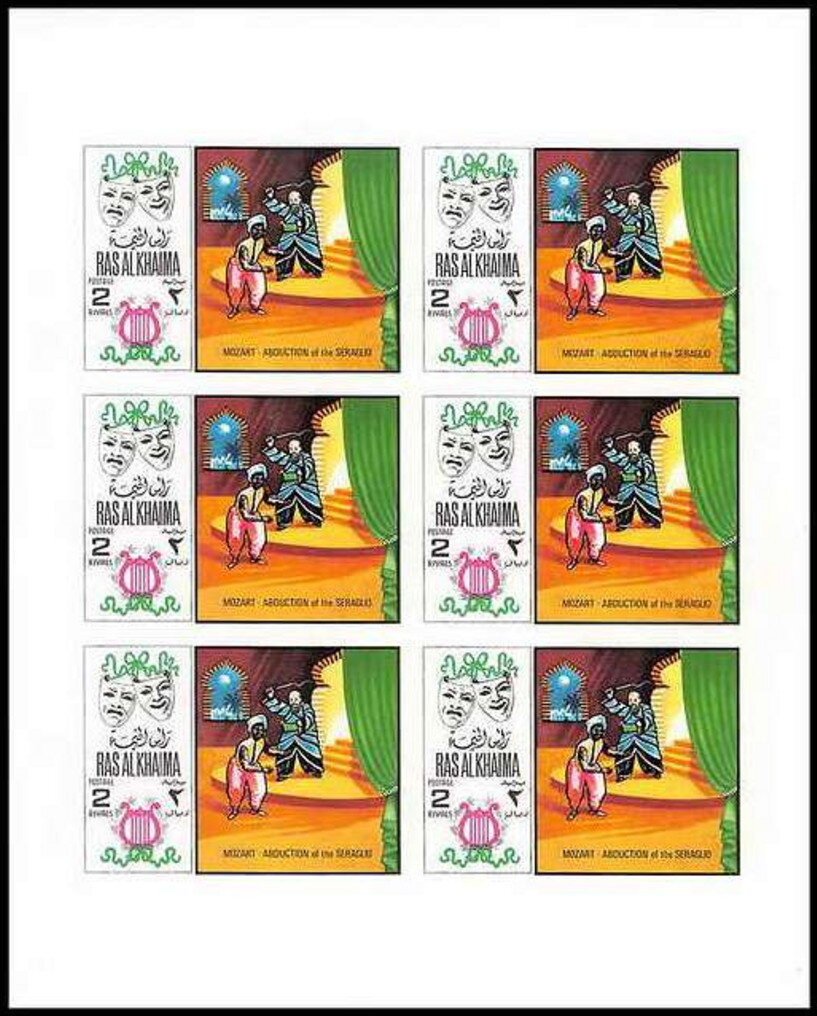
ريالان الاختطاف من السراي[الإنجليزية] لفولفغانغ أماديوس موزارت

وهذه صور صحائف الطوابع غير المخرمة:

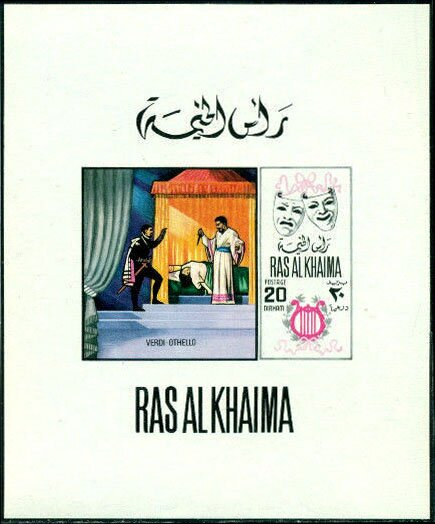
20 درهما لوحة عن مسرحية عطيل من تأليف ويليام شكسبير وتلحين جوزيبي فيردي
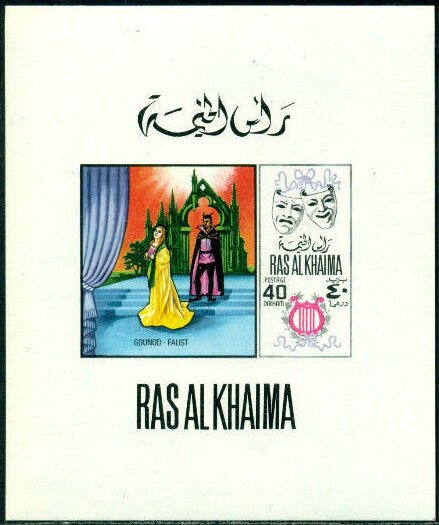
40 درهما فاوست للموسيقار شارل جونو
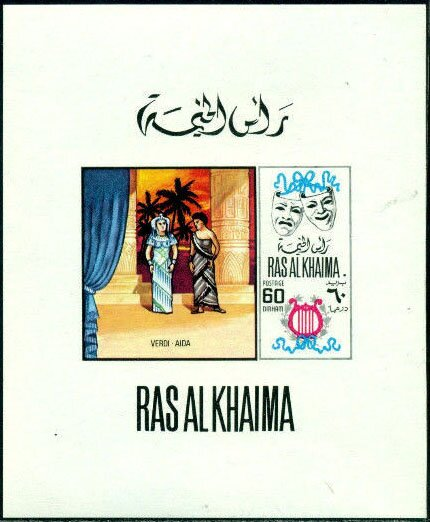
60 درهما أوبرا عايدة لجوزيبي فيردي
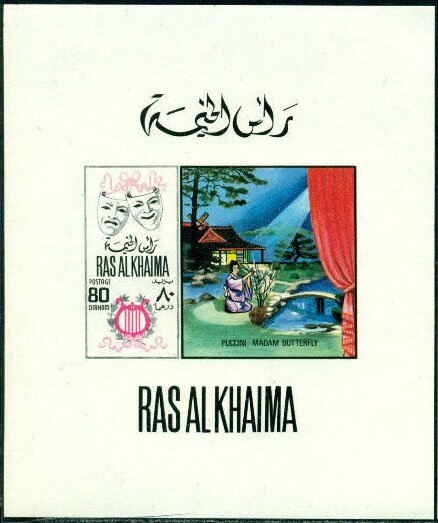
80 درهما مدام بترفلاي لجاكومو بوتشيني
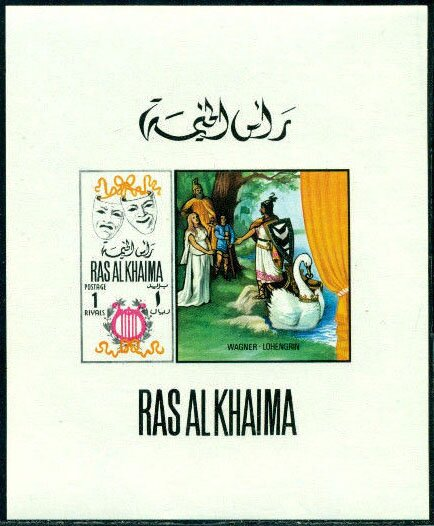
ريال واحد أوبرا لوهنغرين[الإنجليزية] لريخارد فاغنر
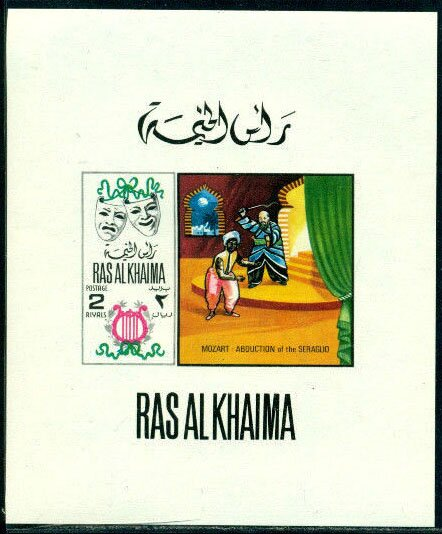
ريالان الاختطاف من السراي[الإنجليزية] لفولفغانغ أماديوس موزارت

وكذلك توفرت بطاقات تذكارية تضم نسخ الطوابع.

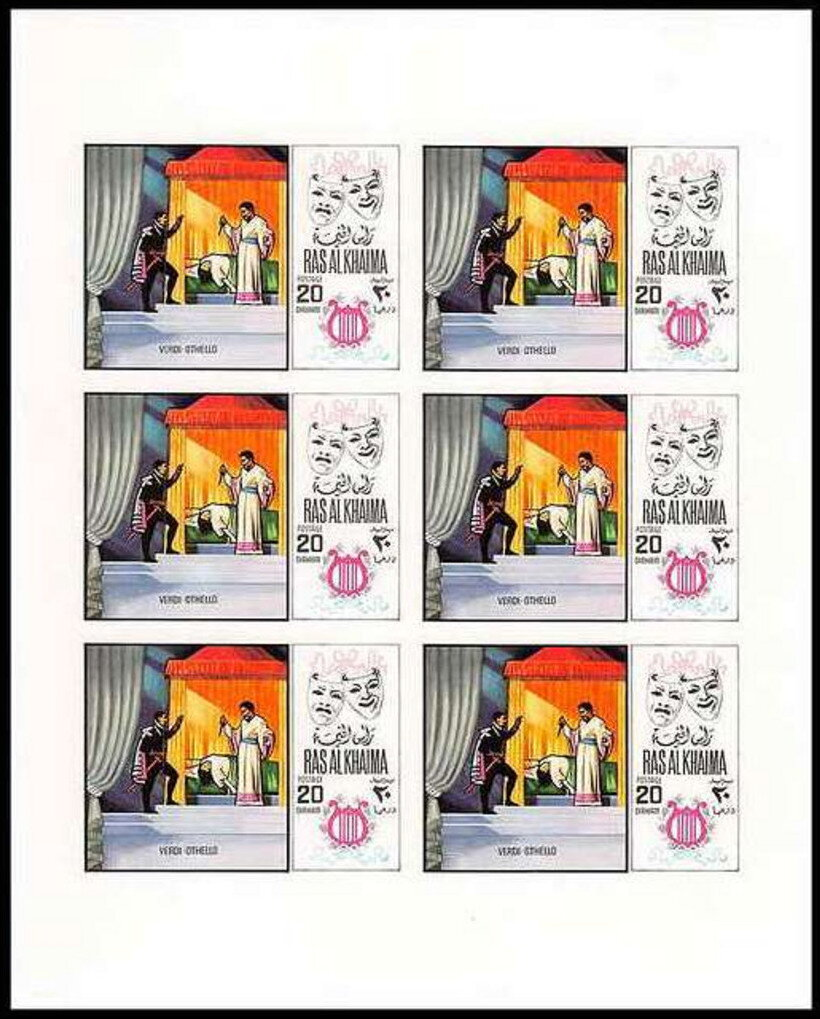
20 درهما لوحة عن مسرحية عطيل من تأليف ويليام شكسبير وتلحين جوزيبي فيردي
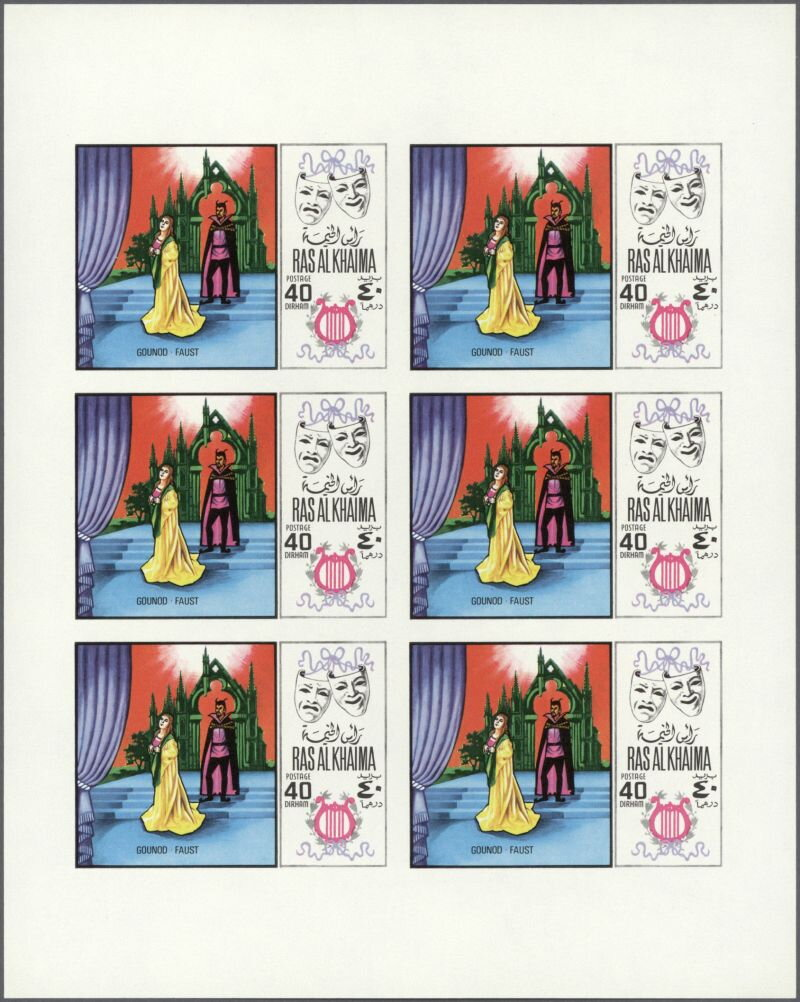
40 درهما فاوست للموسيقار شارل جونو
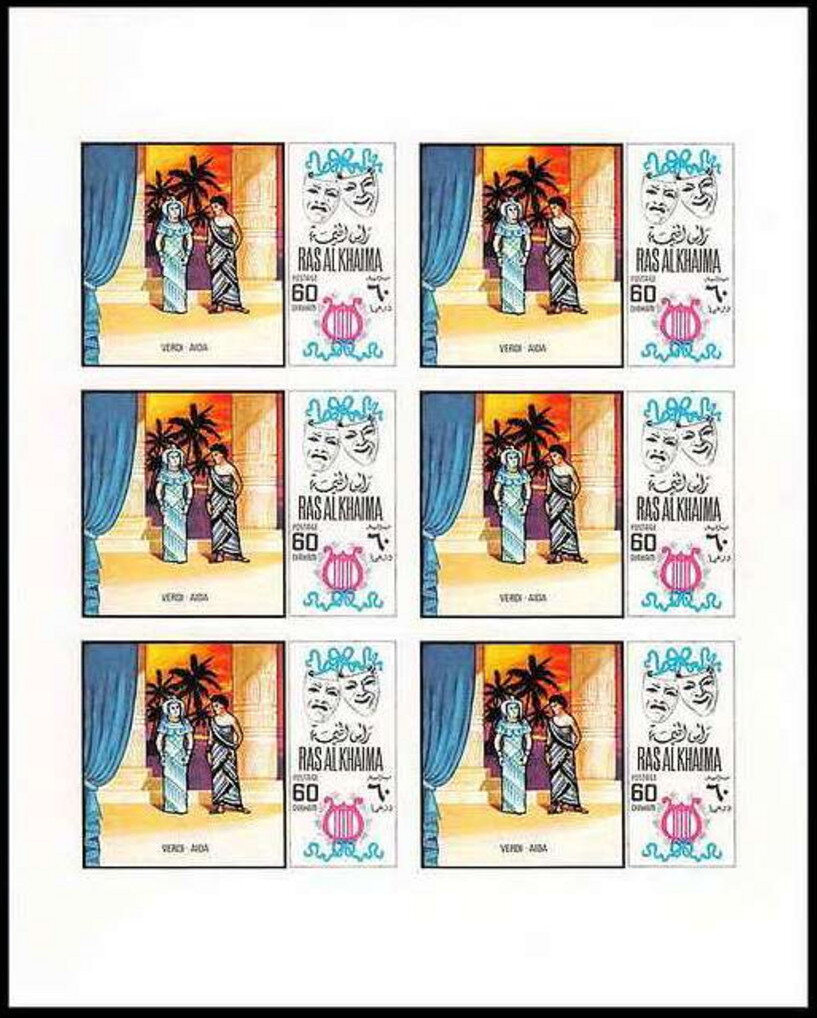
60 درهما أوبرا عايدة لجوزيبي فيردي
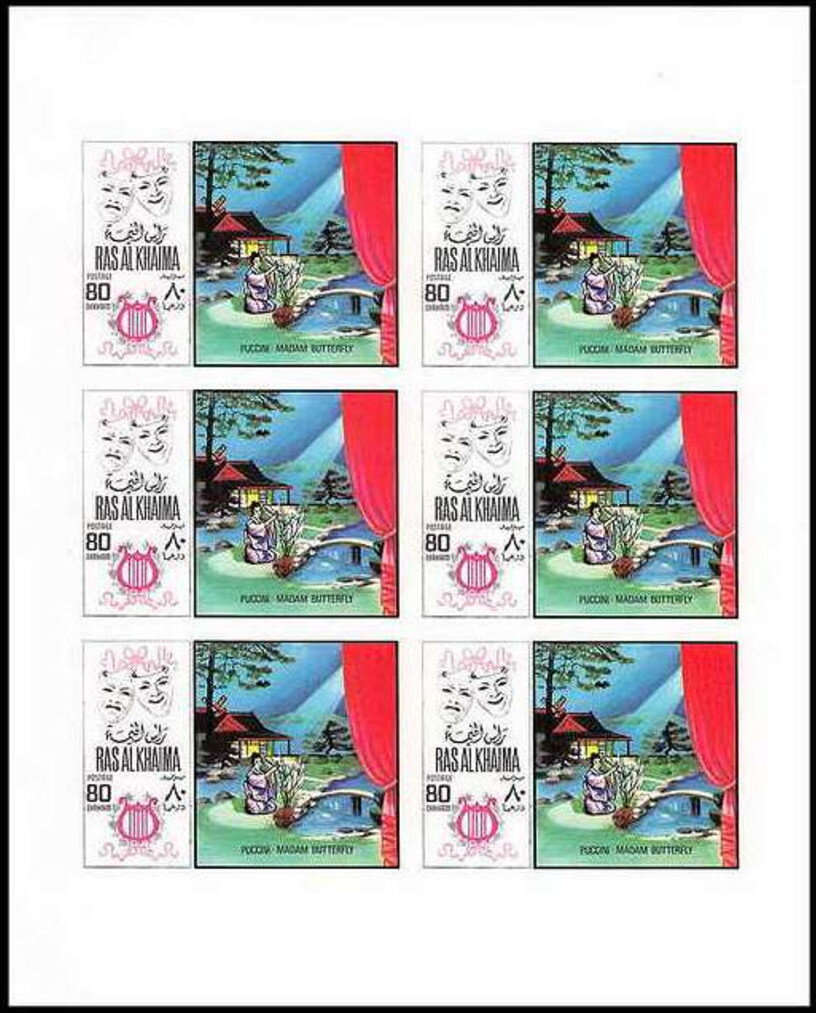
80 درهما مدام بترفلاي لجاكومو بوتشيني
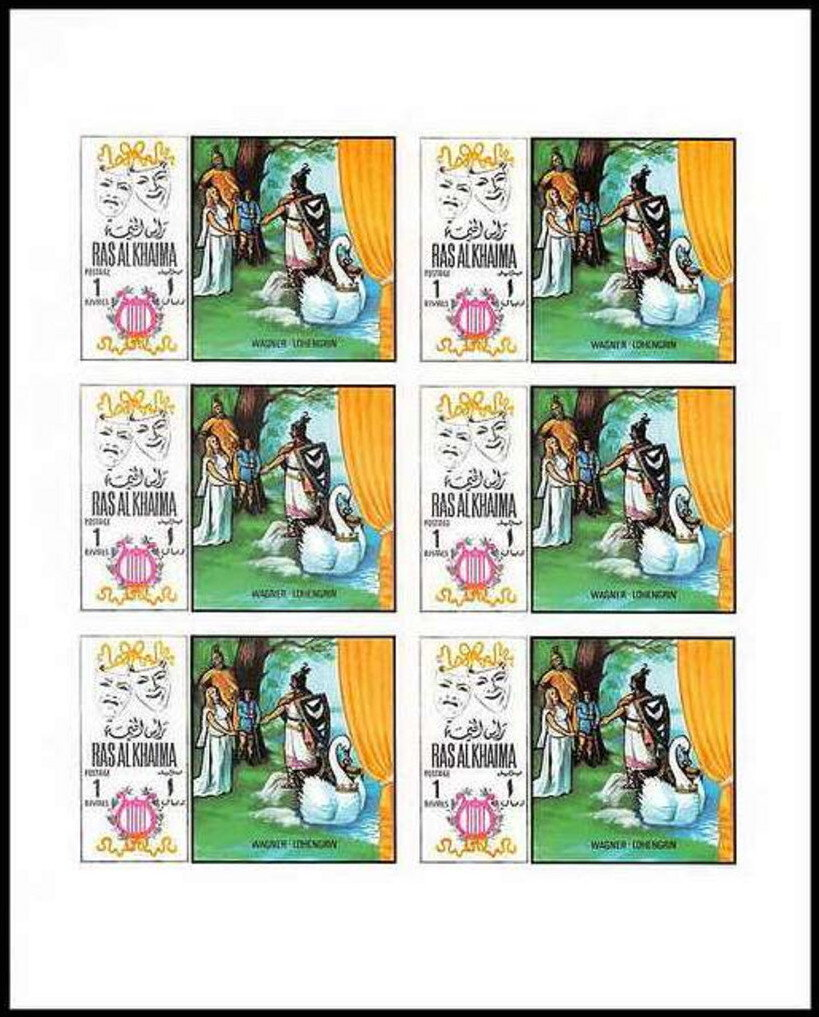
ريال واحد أوبرا لوهنغرين[الإنجليزية] لريخارد فاغنر
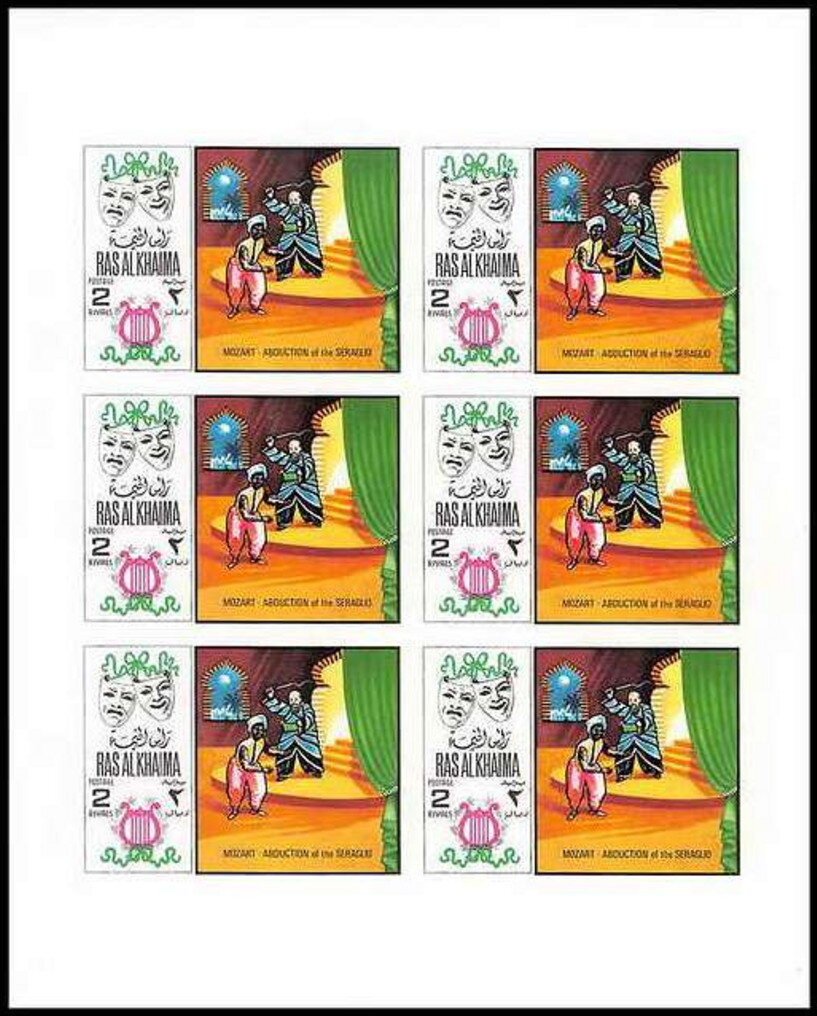
ريالان الاختطاف من السراي[الإنجليزية] لفولفغانغ أماديوس موزارت

## إصدارات الشخصيات

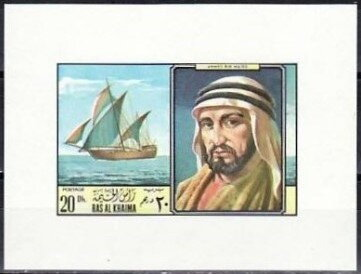
20 درهما أحمد بن ماجد
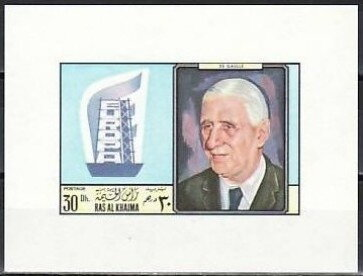
30 درهما شارل ديغول
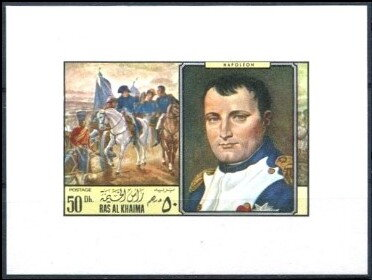
50 درهما نابليون بونابرت

أصدرت طوابع تظهر عليها صورة شخصيات عالمية في 5 فبراير 1969.

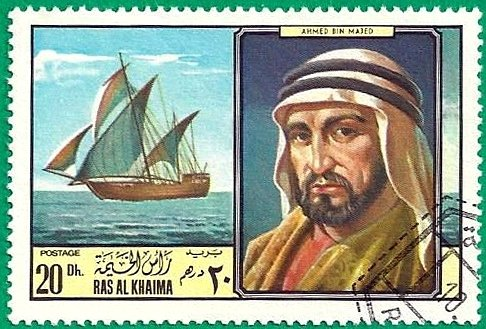
20 درهما أحمد بن ماجد
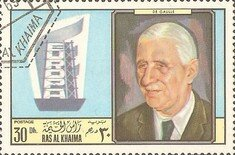
30 درهما شارل ديغول
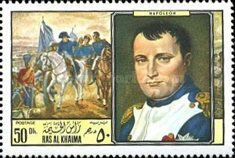
50 درهما نابليون بونابرت

وكذلك طوابع مخصصة للبريد الجوي:

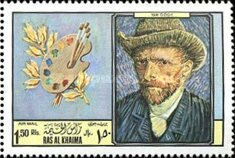
ريال ونصف فنسنت فان كوخ
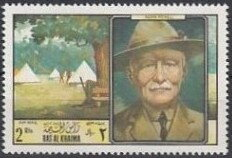
ريالان بادن باول
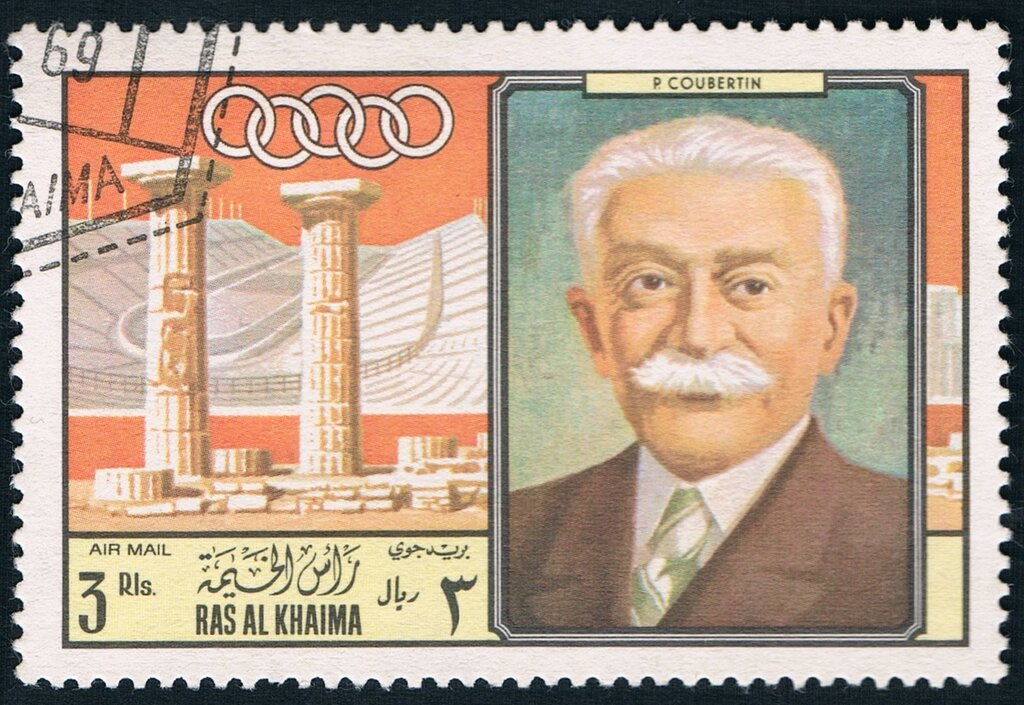
3 ريالات بيير دي كوبرتان
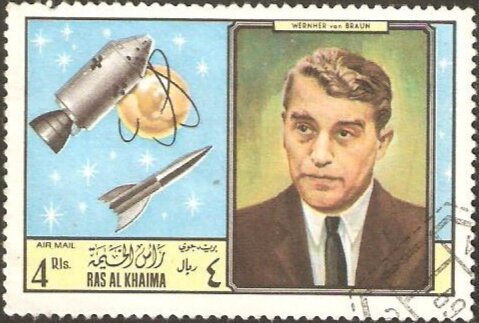
4 ريالات فيرنر فون براون
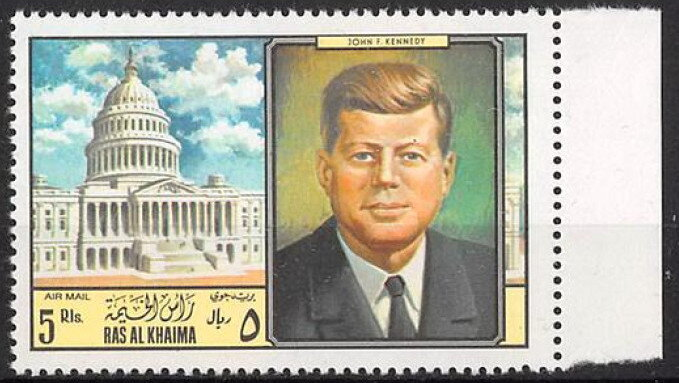
5 ريالات جون كينيدي

وتوفر من هذه الطوابع نسخ غير مخرمة:

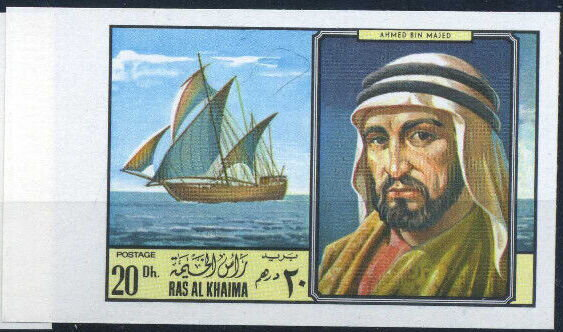
20 درهما أحمد بن ماجد
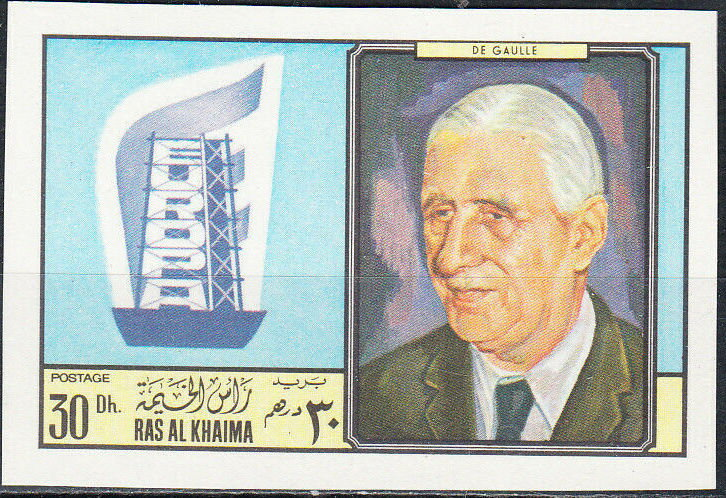
30 درهما شارل ديغول
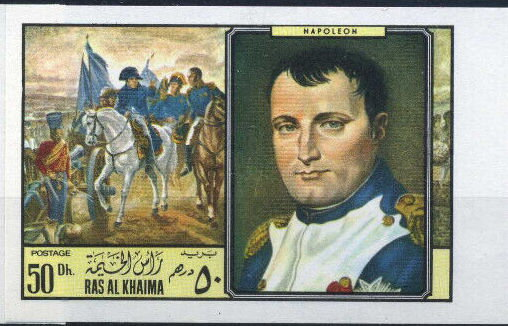
50 درهما نابليون بونابرت

وكذلك نسخ غير مخرمة من الطوابع مخصصة للبريد الجوي:

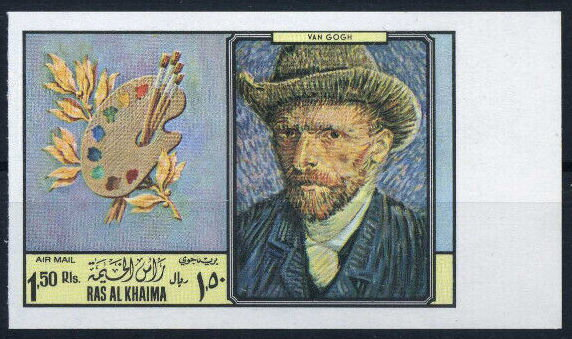
ريال ونصف فنسنت فان كوخ
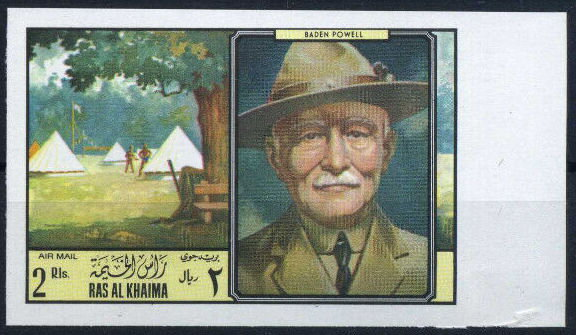
ريالان بادن باول
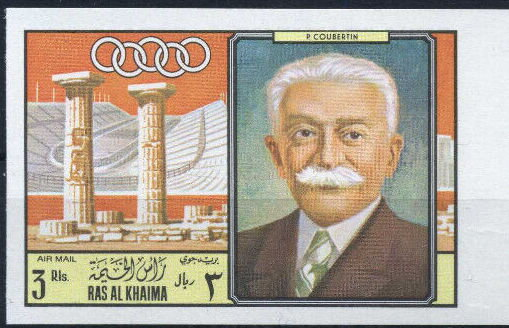
3 ريالات بيير دي كوبرتان
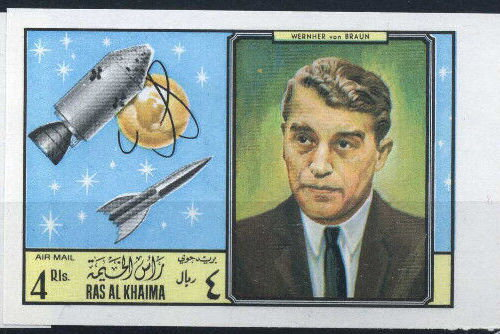
4 ريالات فيرنر فون براون
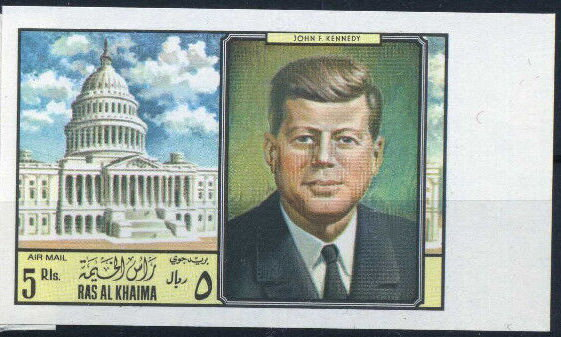
5 ريالات جون كينيدي

وكذلك توفرت بطاقات:
- 20 درهما
أحمد بن ماجد
- 30 درهما
شارل ديغول
- 50 درهما
نابليون بونابرت

وكذلك بطاقات مخصصة للبريد الجوي:

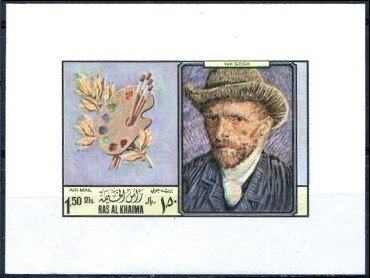
ريال ونصف فنسنت فان كوخ
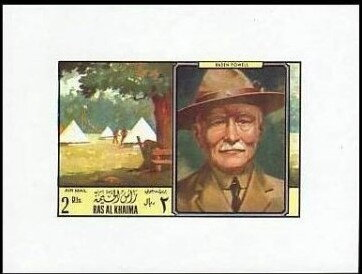
ريالان بادن باول
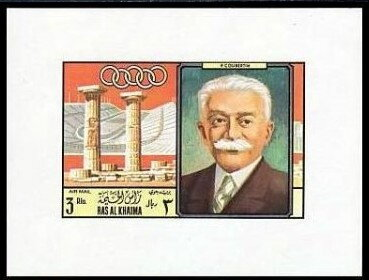
3 ريالات بيير دي كوبرتان
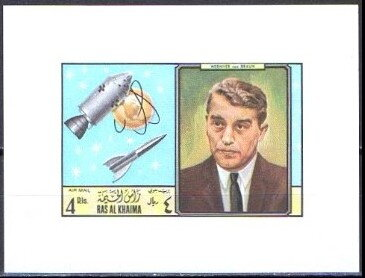
4 ريالات فيرنر فون براون
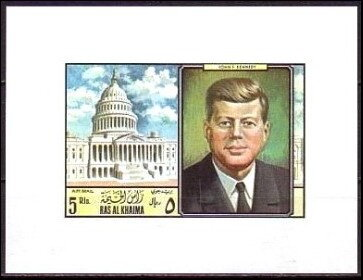
5 ريالات جون كينيدي

وكذلك أصدرت بطاقات تذكارية ضمت طوابع بقيمة 10 ريالات، وكانت البطاقات الأولى تحمل صورة شارل ديغول:

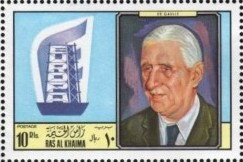
الطابع المخرم
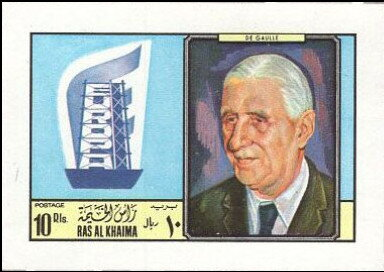
الطابع غير المخرم

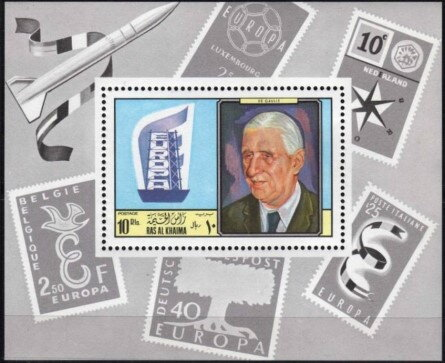
البطاقة المخرمة.

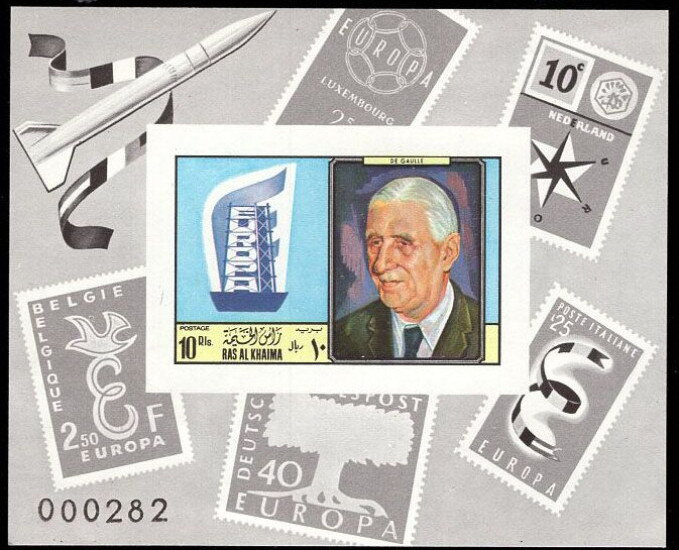
البطاقة المخرمة.

وكذلك أصدرت بطاقات تحمل صورة جون كينيدي:

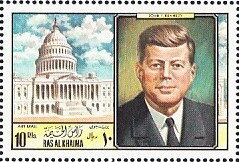
طابع مخرم بقيمة 10 ريالات.

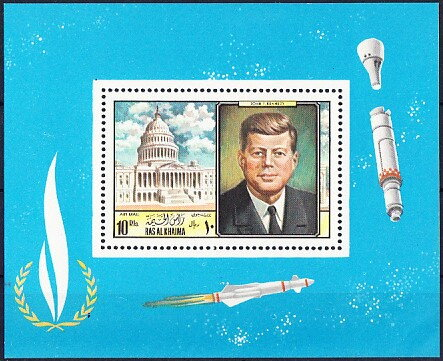
بطاقة بقيمة 10 ريالات.

ولم تتوفر صورة البطاقة غير المخرمة.
وكذلك من بين الإصدارات طوابع مذهبة:

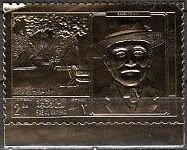
ريالان بادن باول
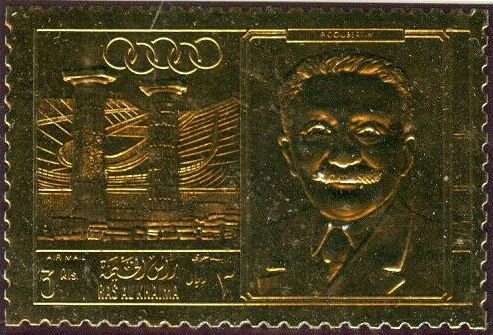
3 ريالات بيير دي كوبرتان
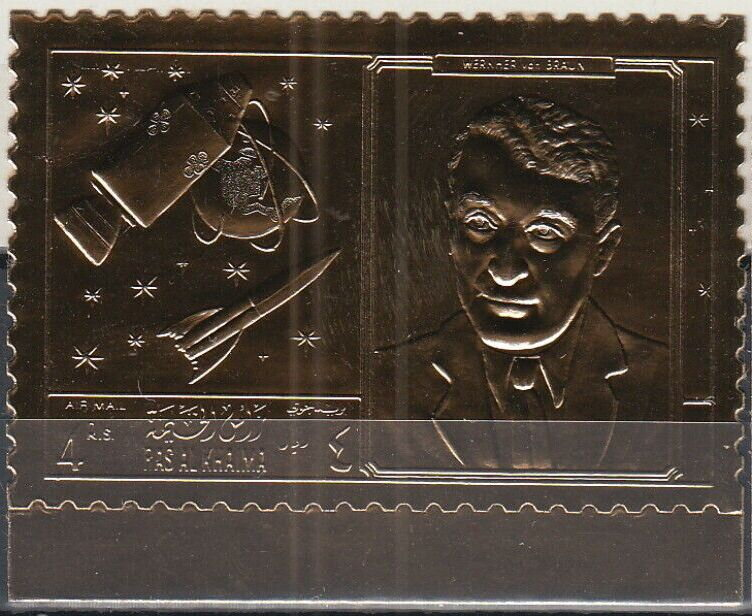
4 ريالات فيرنر فون براون
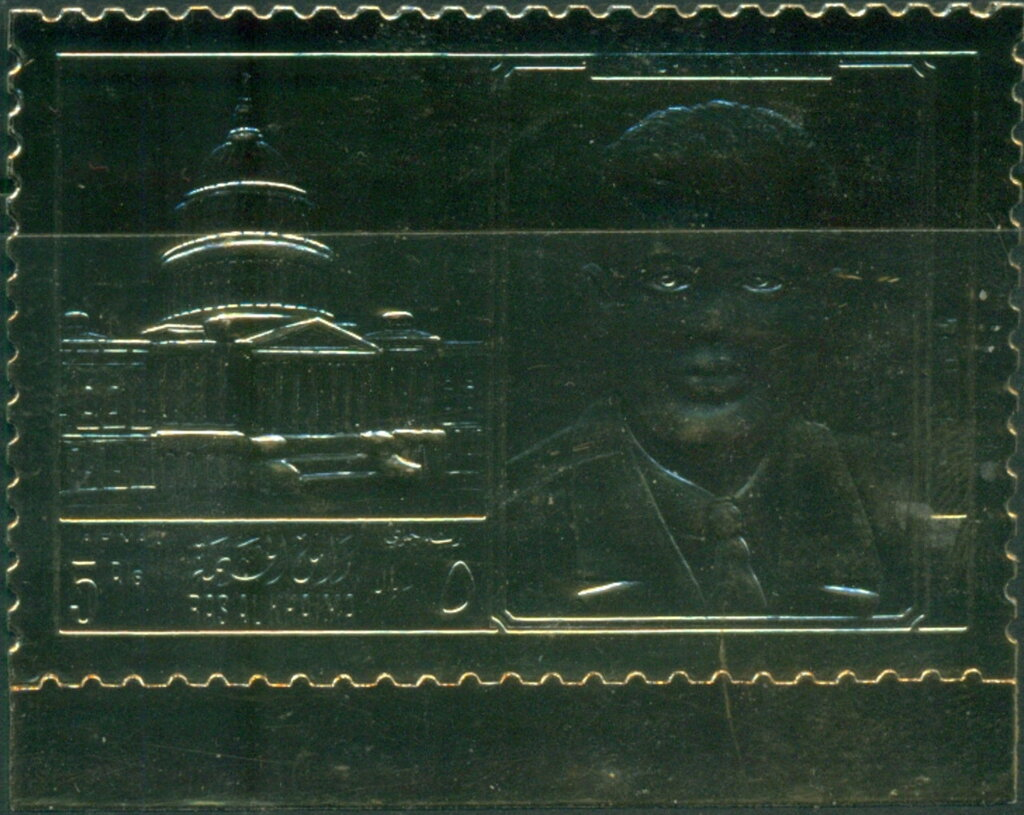
5 ريالات جون كينيدي

كذلك توفرت طوابع غير مخرمة:

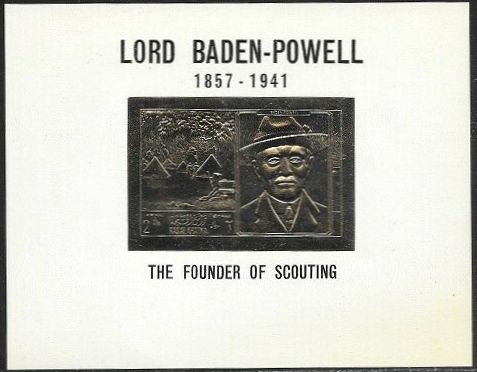
ريالان بادن باول
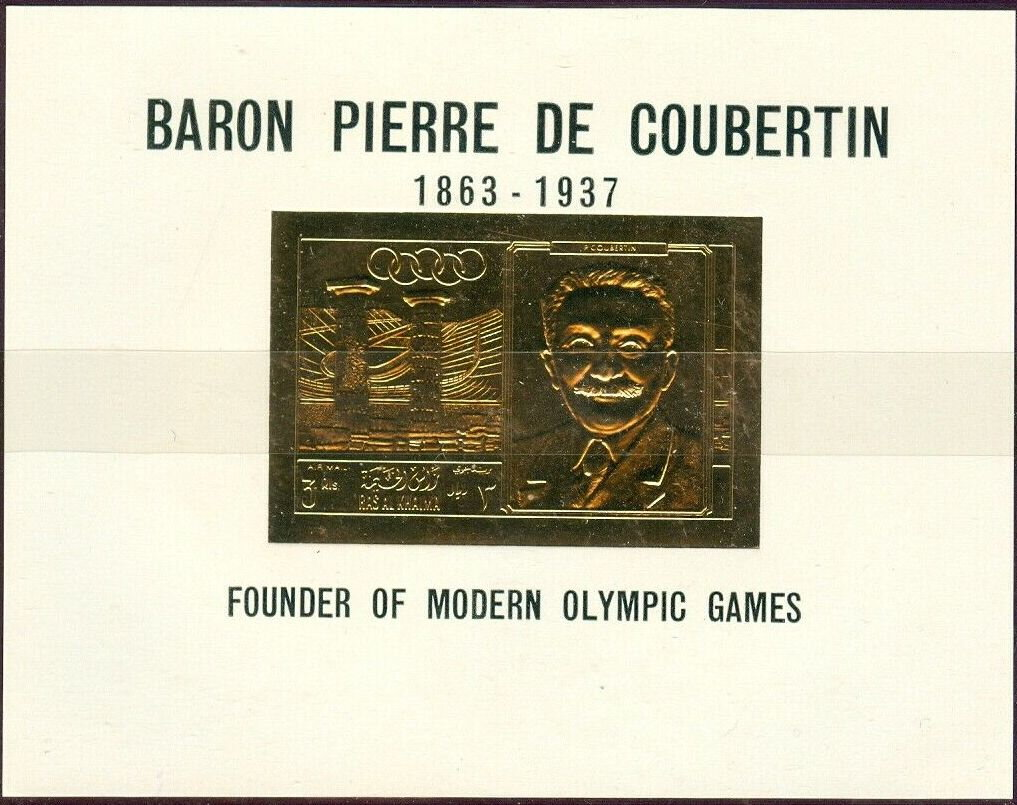
3 ريالات بيير دي كوبرتان
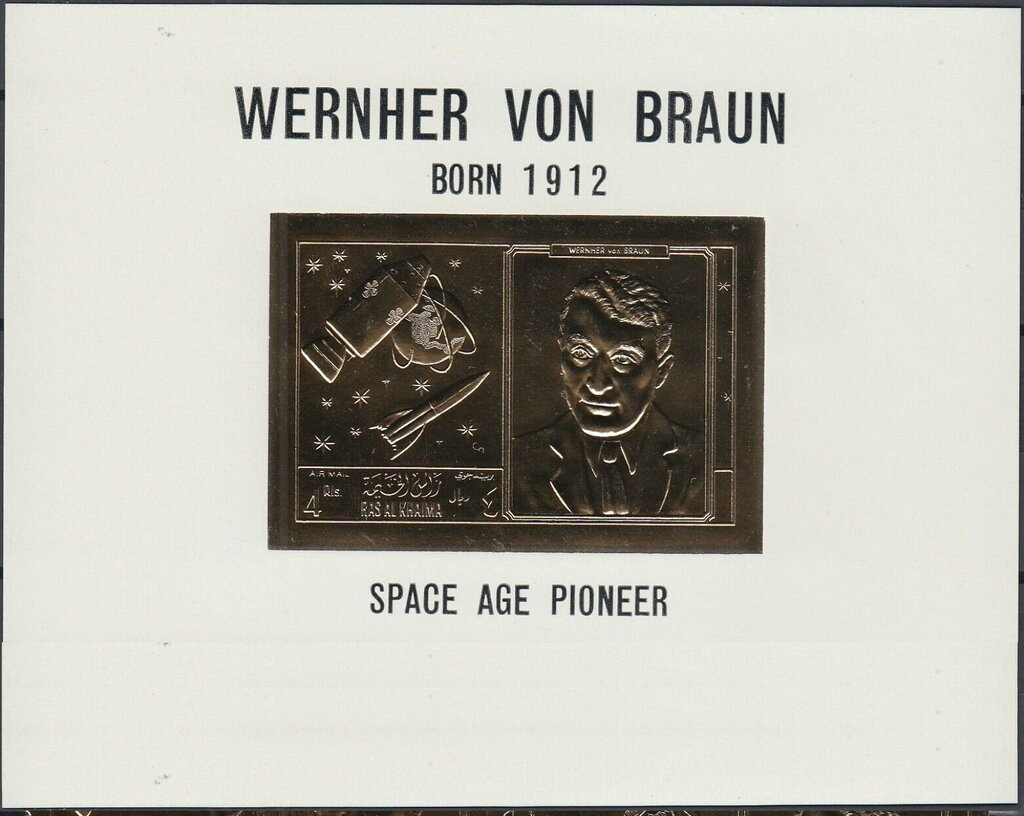
4 ريالات فيرنر فون براون
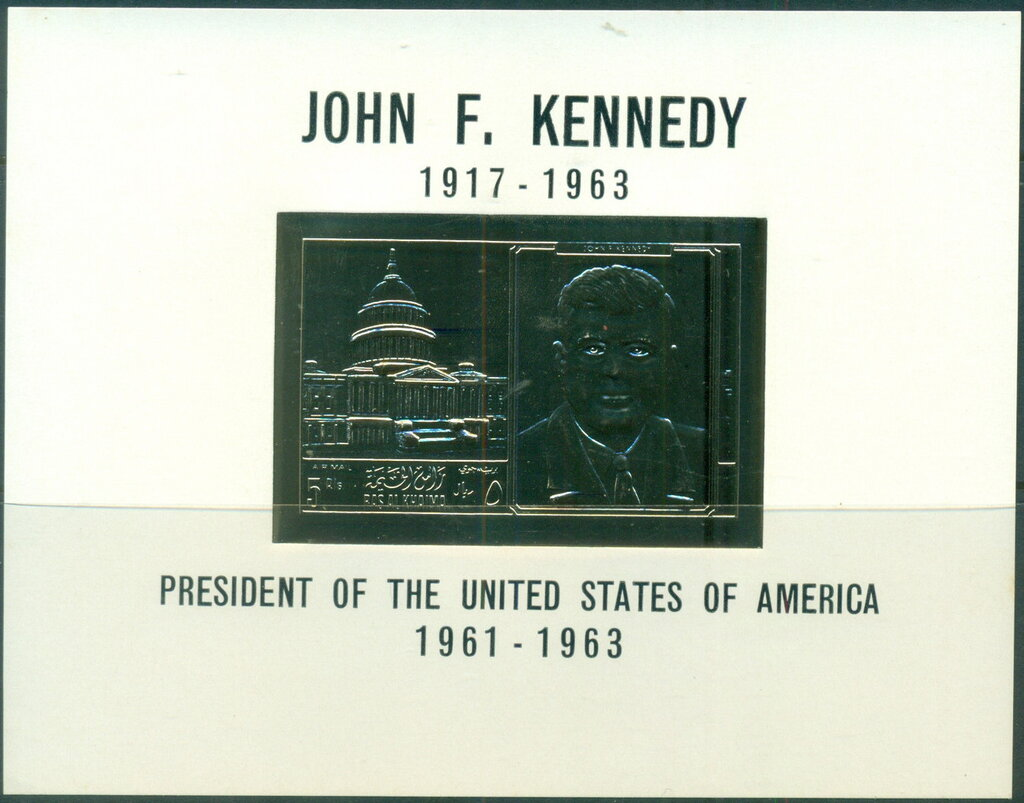
5 ريالات جون كينيدي

وكذلك أصدرت بطاقات تحتوي على نسخة من الطابع:

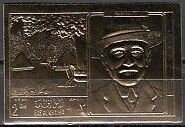
ريالان بادن باول
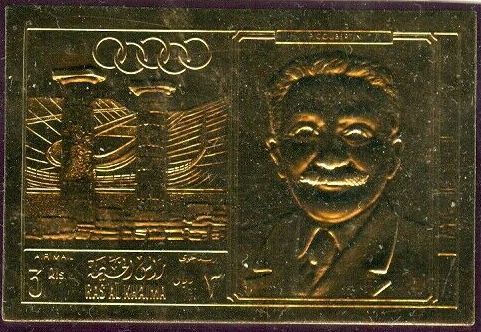
3 ريالات بيير دي كوبرتان
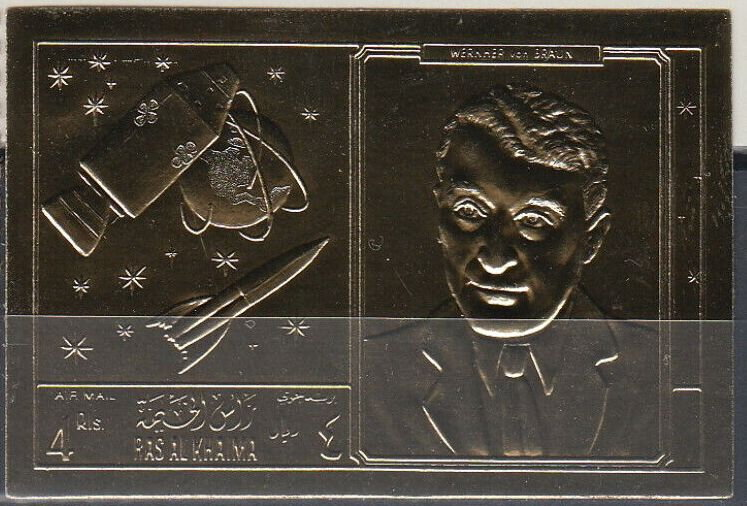
4 ريالات فيرنر فون براون
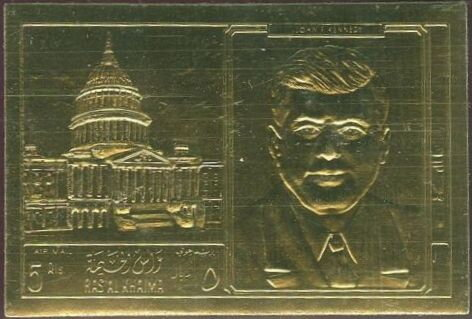
5 ريالات جون كينيدي

## إصدارات معرض الطوابع العالمي في المكسيك

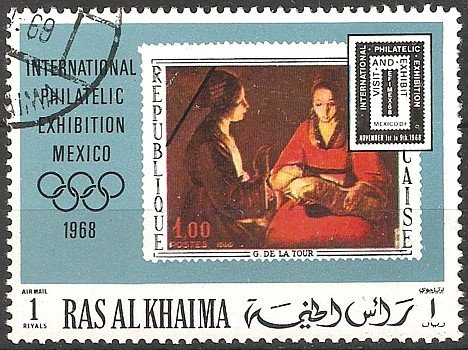
ريال واحد طابع من (صادر عام 1966)
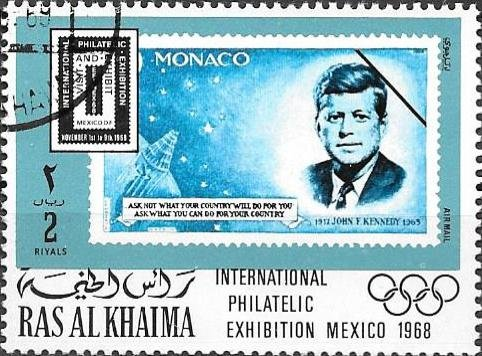
ريالان طابع من (صادر عام 1964)
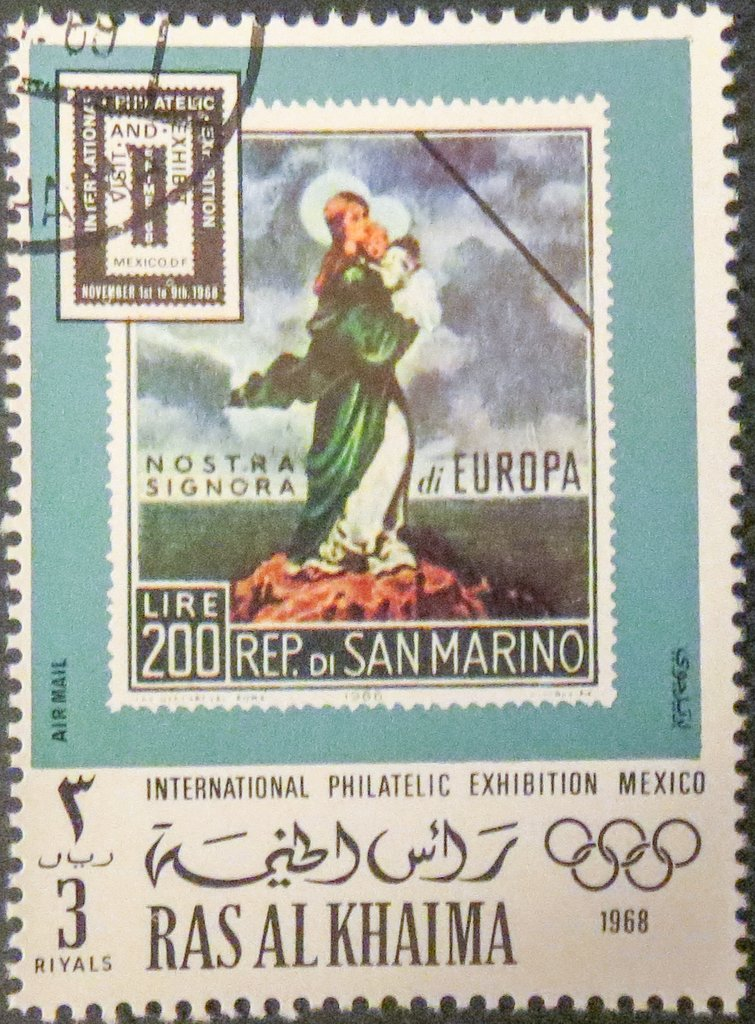
3 ريالات طابع من (صادر عام 1966)
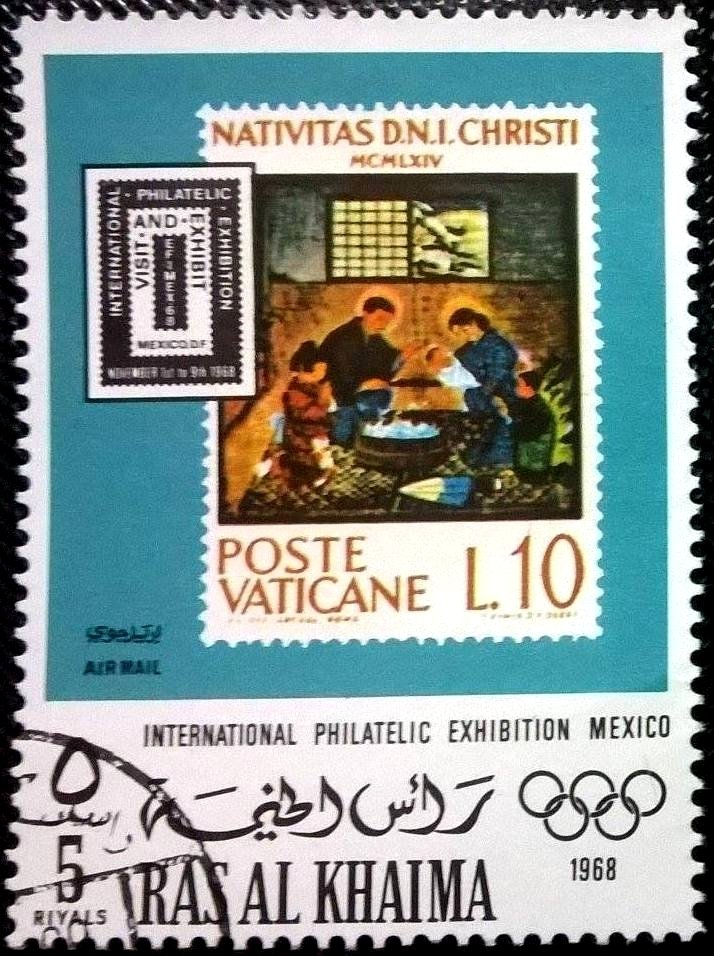
5 ريالات طابع من (صادر عام 1964)
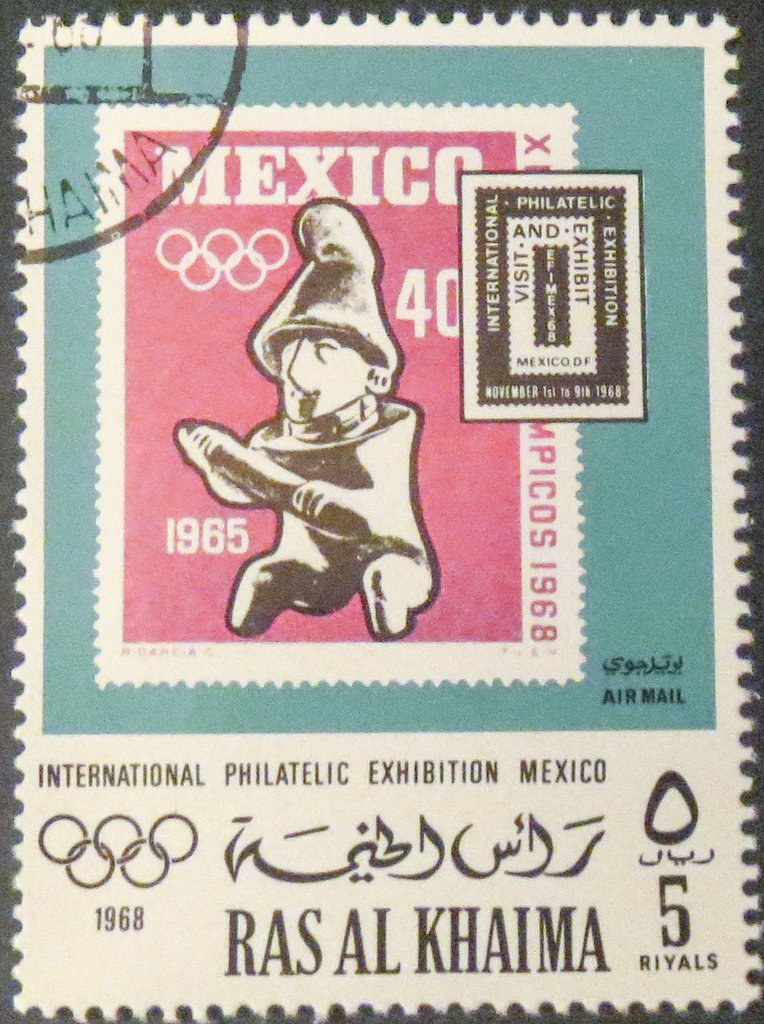
5 ريالات طابع من (صادر عام 1965)

أصدرت في 20 فبراير 1969 طوابع تحتفي بمعرض الطوابع العالمي الذي أقيم في المكسيك، وكانت الطوابع كما يلي:
- طابعان متجاوران بقيمة 10 دراهم لكل طابع، وتظهر فيها صورة طابعين أمريكيين صادرين عام 1967:

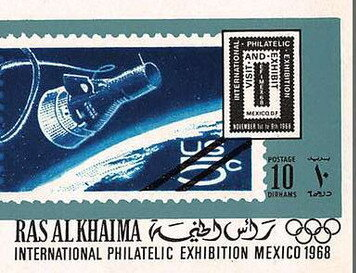
الطابع الأيسر
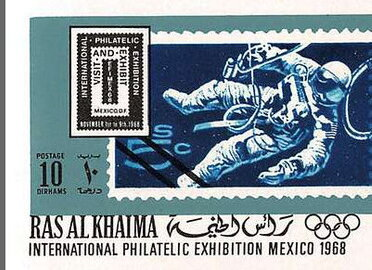
الطابع الأيمن

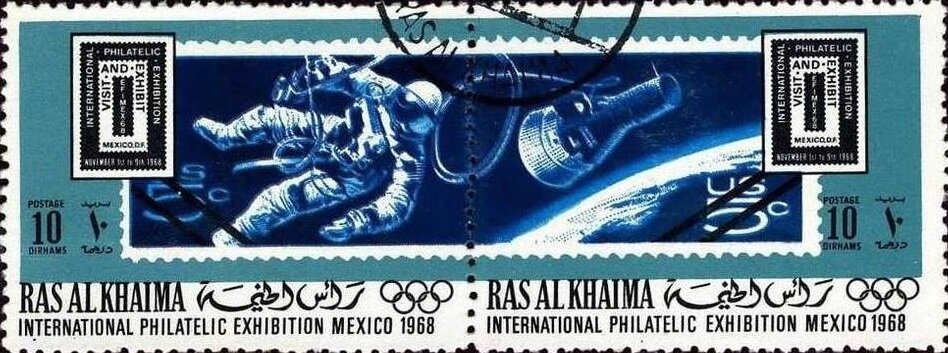
صورة الطابعين المتجاورين المخرمين

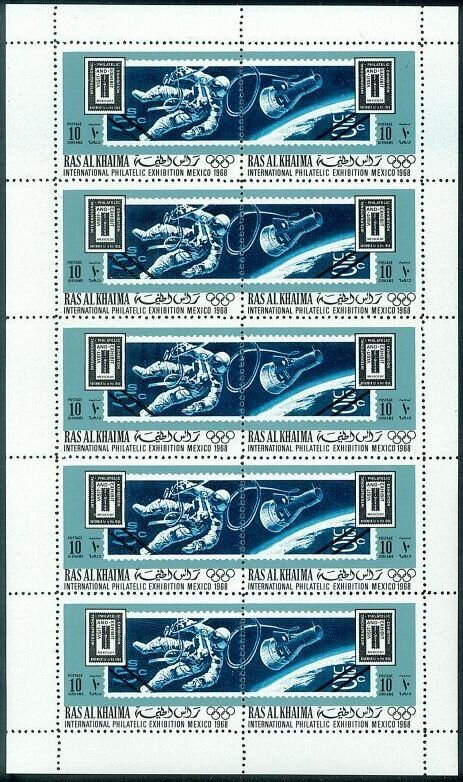
صورة صحيفة الطابعين المتجاورين المخرمين، وتضم 5 نسخ من كل طابع

وكذلك أصدرت نسخة غير مخرمة من الطابعين المجاورين:

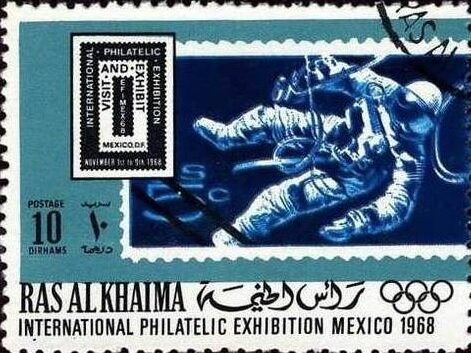
الطابع الأيسر
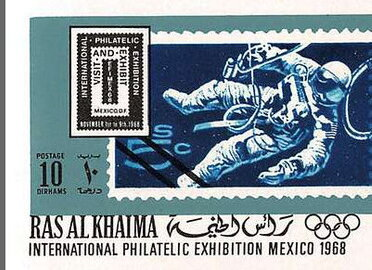
الطابع الأيمن

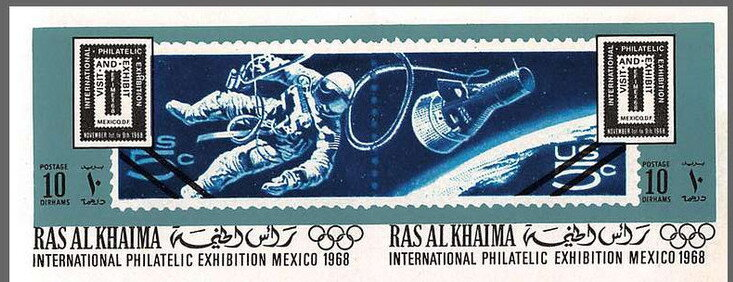
صورة الطابعين المتجاورين غير المخرمين

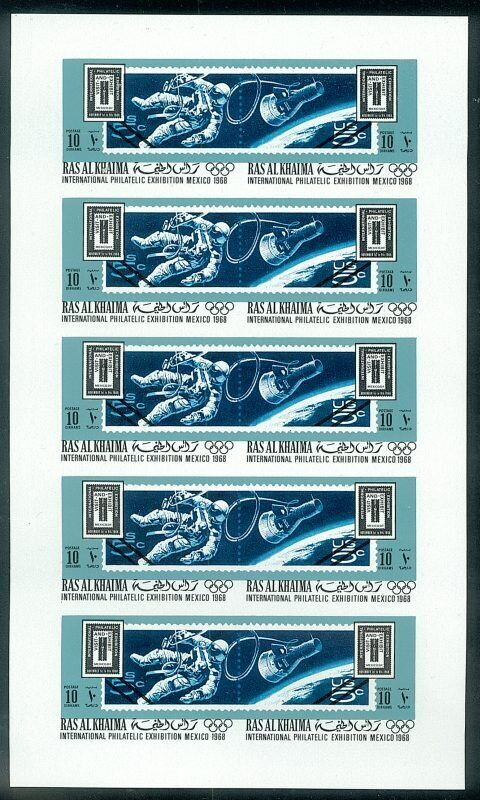
صورة صحيفة الطابعين المتجاورين غير المخرمين، وتضم 5 نسخ من كل طابع

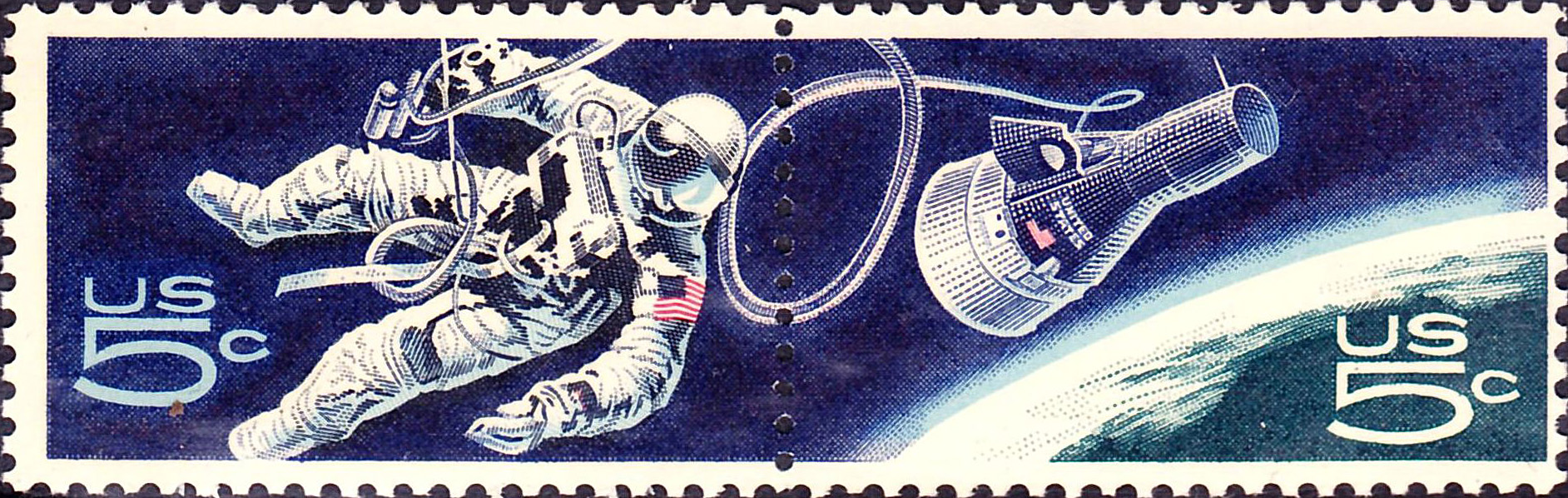
صورة الطابعين الأمريكيين الظاهرين في الطابع والصادرين عام 1967، وقيمة كل طابع 5 سنتات أمريكية.

أما الطوابع الأخرى الصادرة فكانت كما يلي:

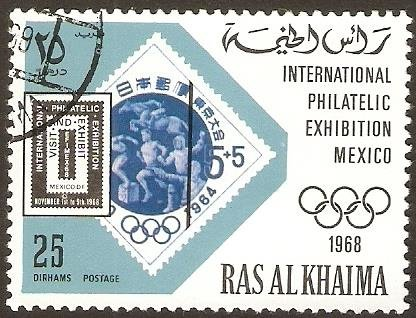
25 درهما طابع من  اليابان (صادر عام 1964)
35 درهما طابع من  ألمانيا الغربية (صادر عام 1960)
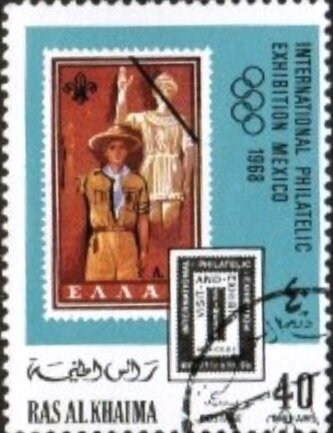
40 درهما طابع من  اليونان (صادر عام 1960)
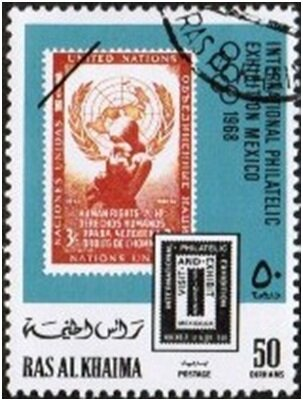
50 درهما طابع من الأمم المتحدة - نيويورك (صادر عام 1954)
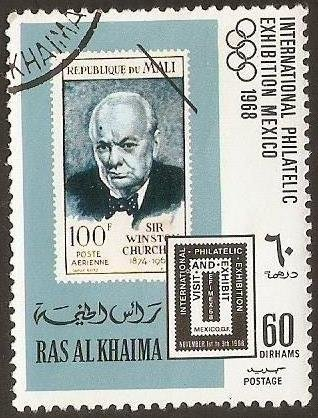
60 درهما طابع من  مالي (صادر عام 1965)
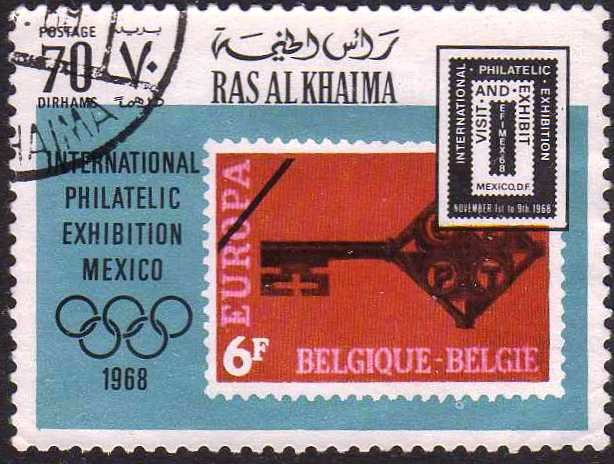
70 درهما طابع من  بلجيكا (صادر عام 1968)

وكذلك الطوابع المخصصة للبريد الجوي:
- ريال واحد
طابع من  فرنسا (صادر عام 1966)
- ريالان
طابع من  موناكو (صادر عام 1964)
- 3 ريالات
طابع من  سان مارينو (صادر عام 1966)
- 5 ريالات
طابع من   الفاتيكان (صادر عام 1964)
- 5 ريالات
طابع من  المكسيك (صادر عام 1965)

وهذه صور صحائف الطوابع:

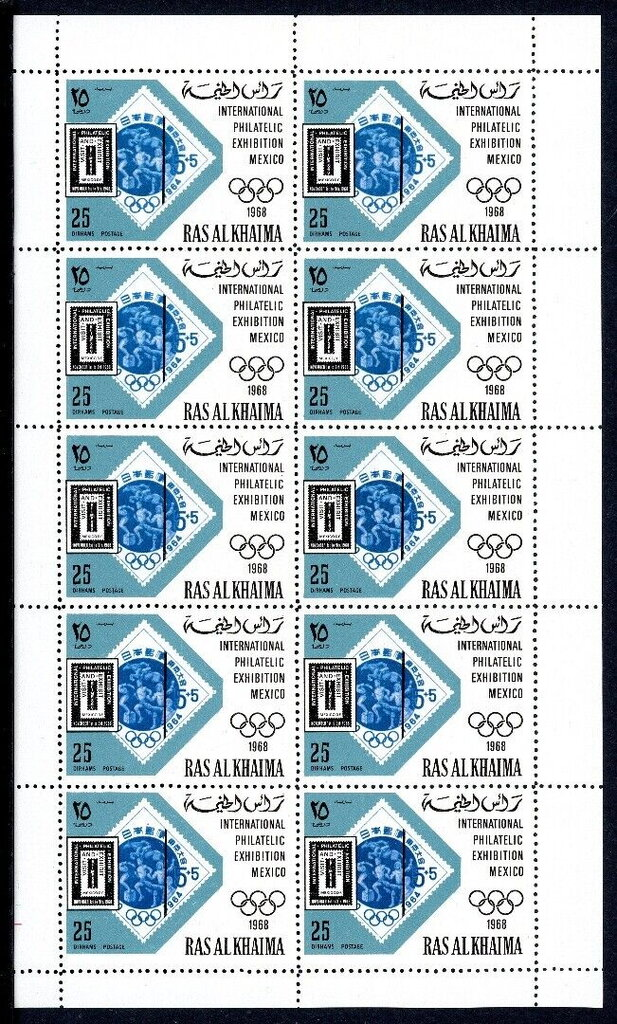
25 درهما طابع من  اليابان (صادر عام 1964)
35 درهما طابع من  ألمانيا الغربية (صادر عام 1960)
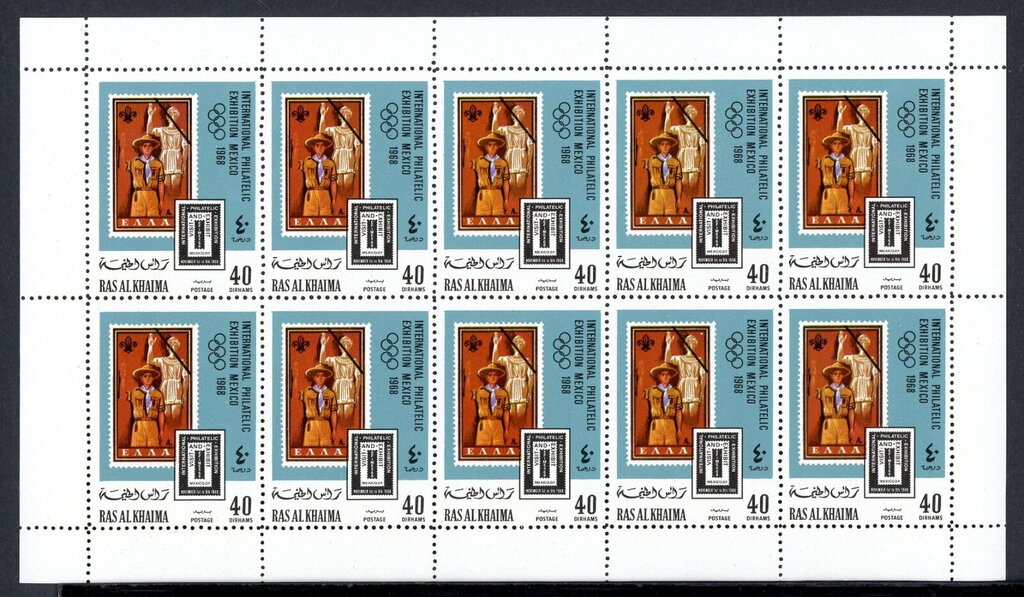
40 درهما طابع من  اليونان (صادر عام 1960)
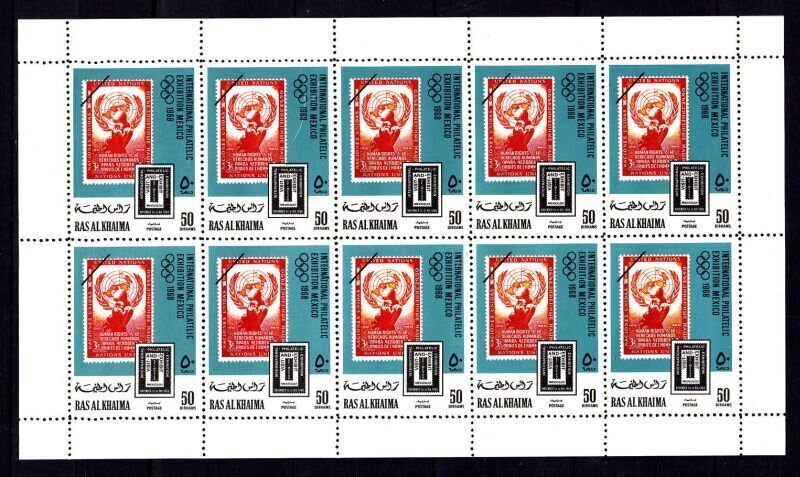
50 درهما طابع من الأمم المتحدة - نيويورك (صادر عام 1954)
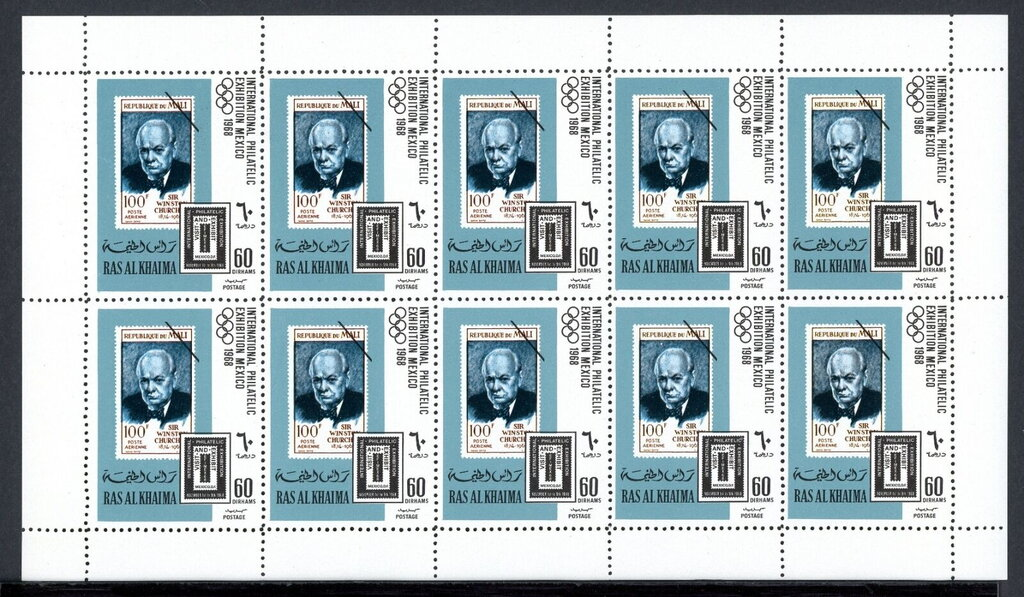
60 درهما طابع من  مالي (صادر عام 1965)
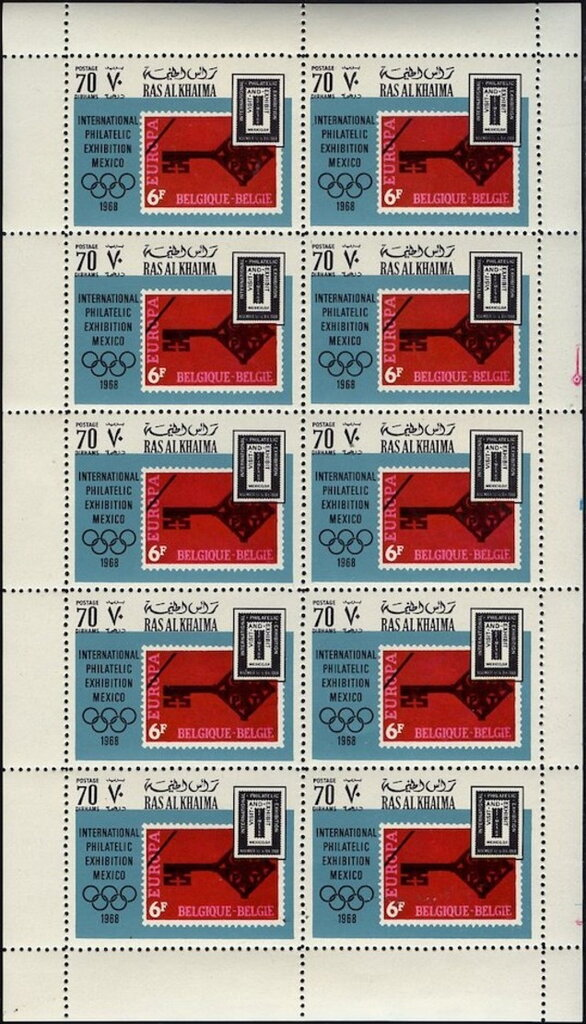
70 درهما طابع من  بلجيكا (صادر عام 1968)

وكذلك صحائف الطوابع المخصصة للبريد الجوي:

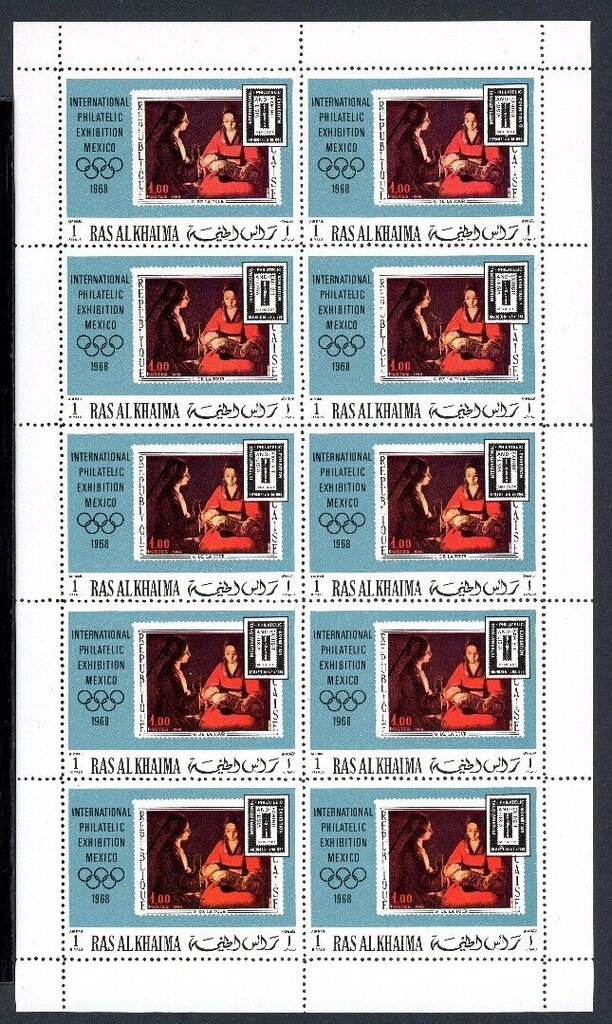
ريال واحد طابع من  فرنسا (صادر عام 1966)
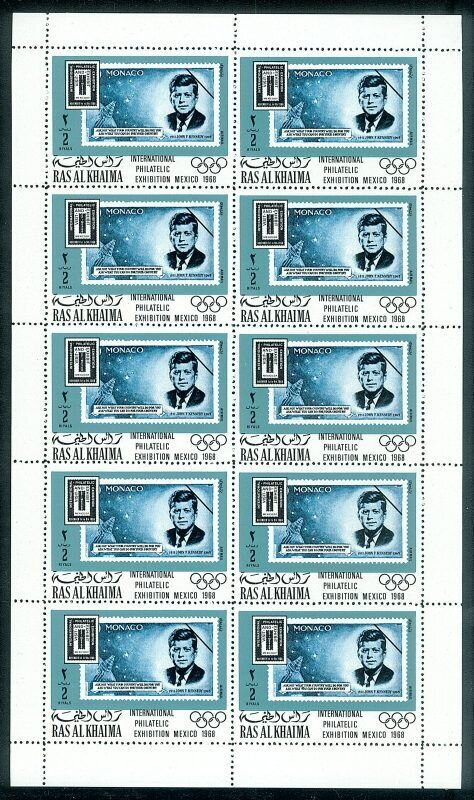
ريالان طابع من  موناكو (صادر عام 1964)
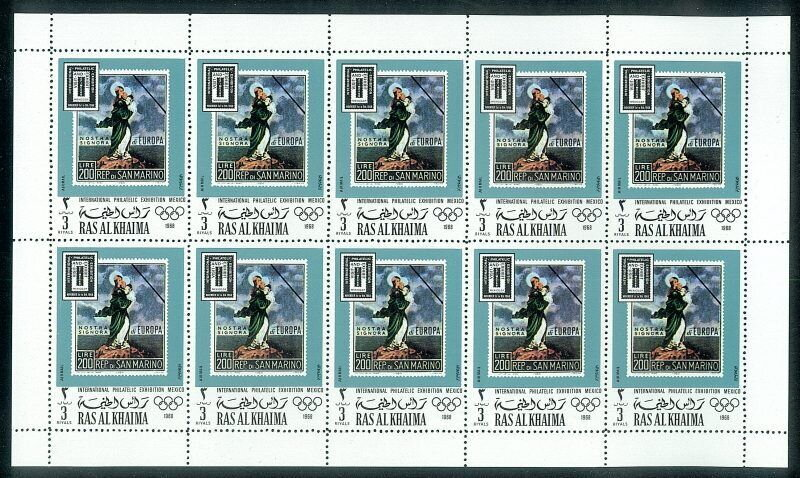
3 ريالات طابع من  سان مارينو (صادر عام 1966)
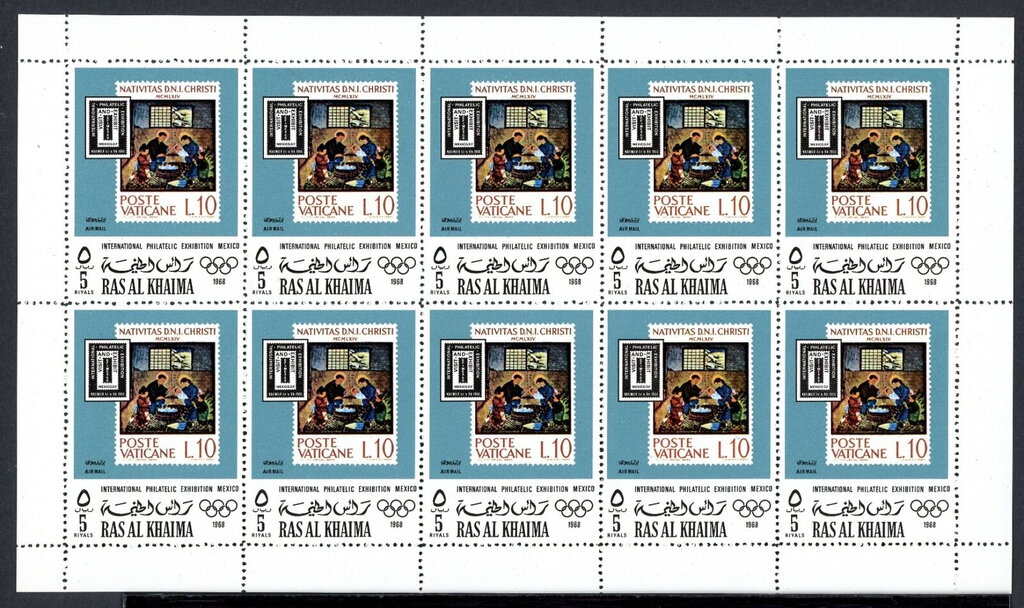
5 ريالات طابع من   الفاتيكان (صادر عام 1964)
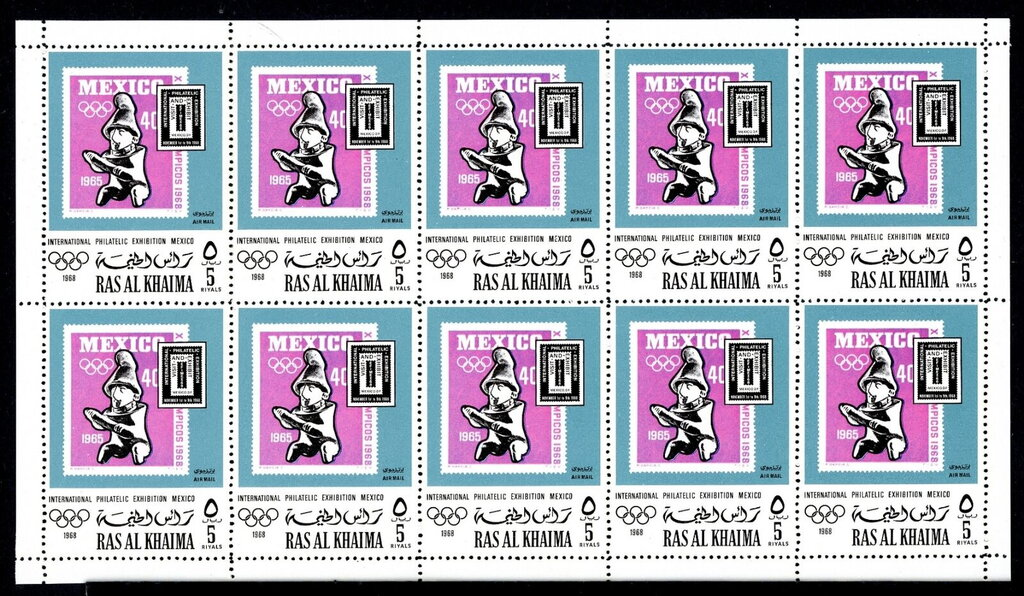
5 ريالات طابع من  المكسيك (صادر عام 1965)

وكذلك أصدرت من الطوابع نسخ غير مخرمة:

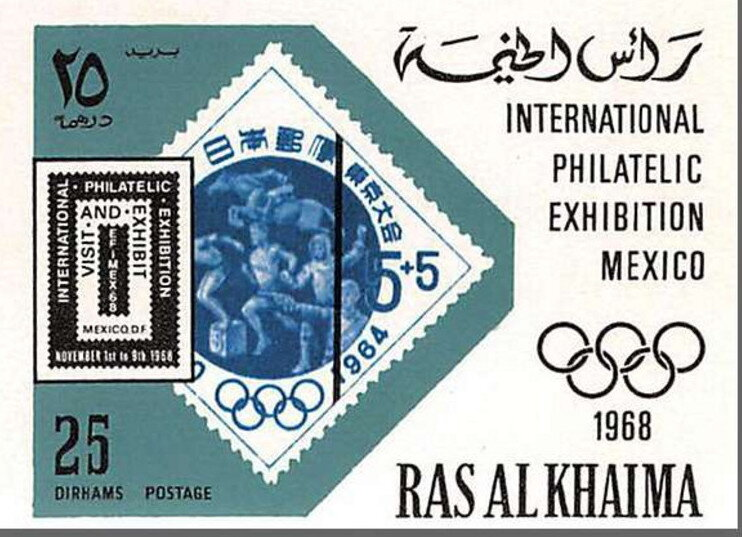
25 درهما طابع من  اليابان (صادر عام 1964)
35 درهما طابع من  ألمانيا الغربية (صادر عام 1960)
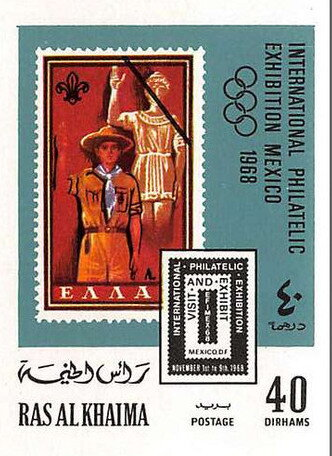
40 درهما طابع من  اليونان (صادر عام 1960)
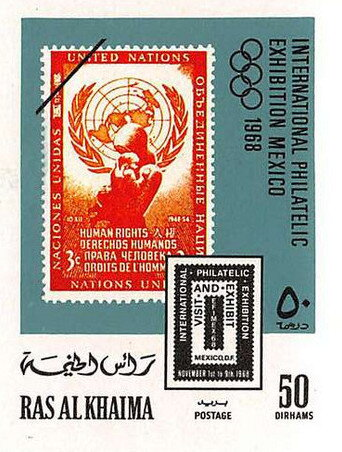
50 درهما طابع من الأمم المتحدة - نيويورك (صادر عام 1954)
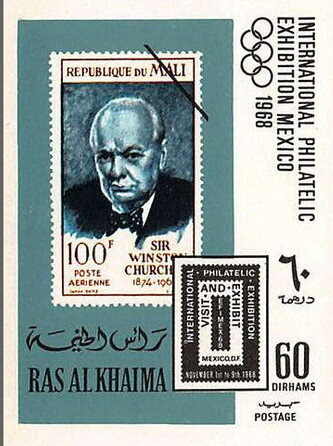
60 درهما طابع من  مالي (صادر عام 1965)
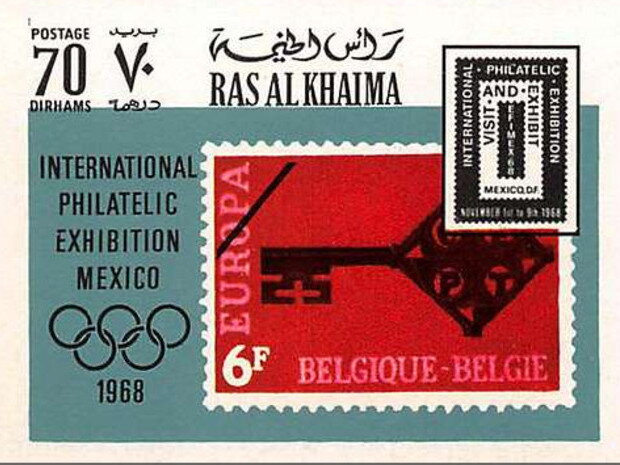
70 درهما طابع من  بلجيكا (صادر عام 1968)

وكذلك نسخ غير مخرمة من الطوابع المخصصة للبريد الجوي:

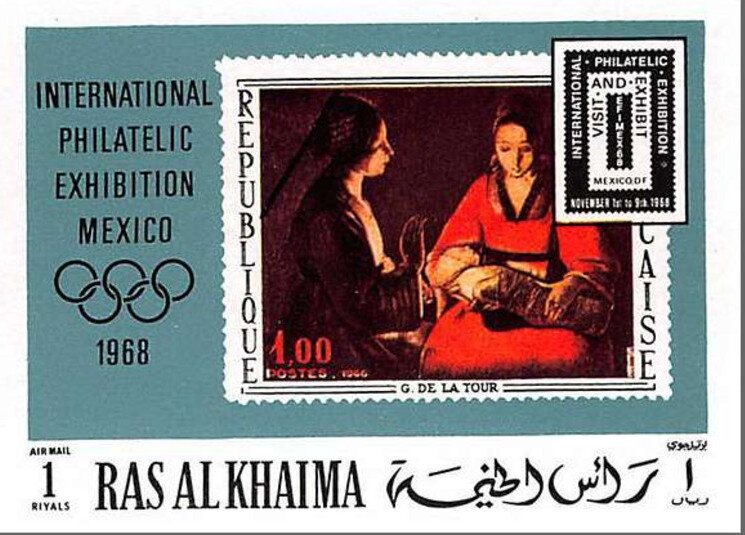
ريال واحد طابع من  فرنسا (صادر عام 1966)
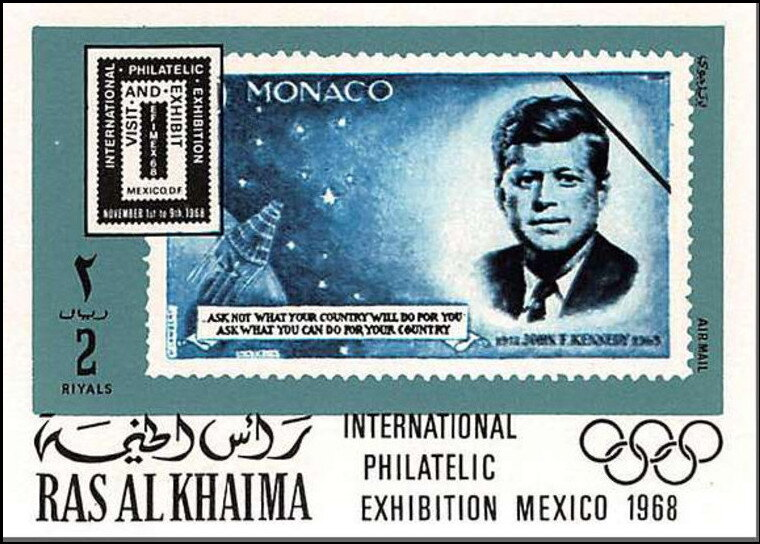
ريالان طابع من  موناكو (صادر عام 1964)
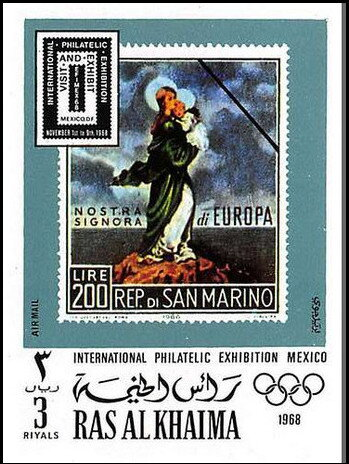
3 ريالات طابع من  سان مارينو (صادر عام 1966)
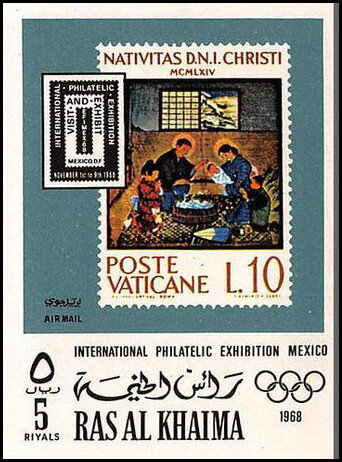
5 ريالات طابع من   الفاتيكان (صادر عام 1964)
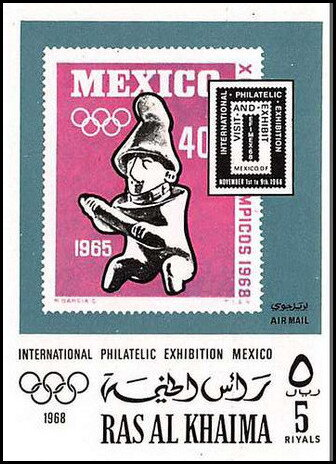
5 ريالات طابع من  المكسيك (صادر عام 1965)

وهذه صحائف الطوابع غير المخرمة: 

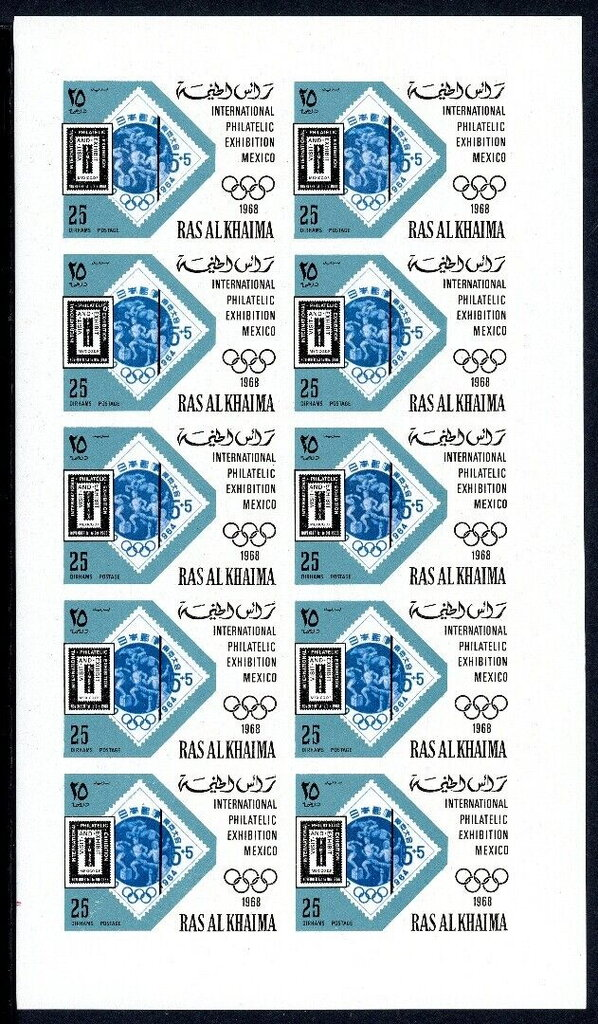
25 درهما طابع من  اليابان (صادر عام 1964)
35 درهما طابع من  ألمانيا الغربية (صادر عام 1960)
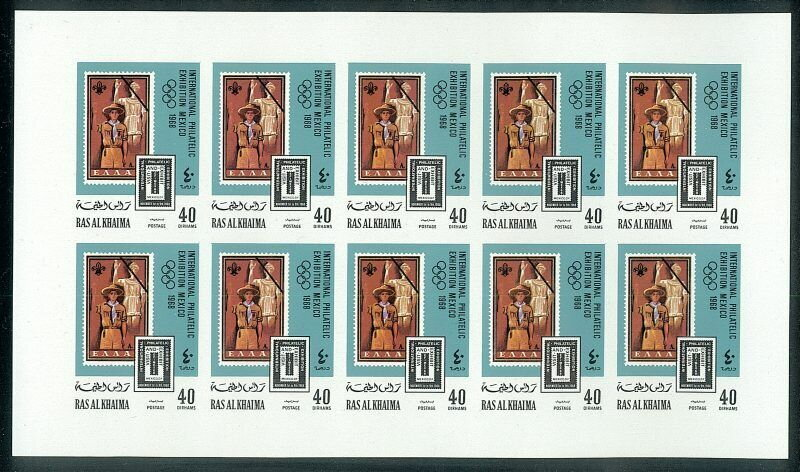
40 درهما طابع من  اليونان (صادر عام 1960)
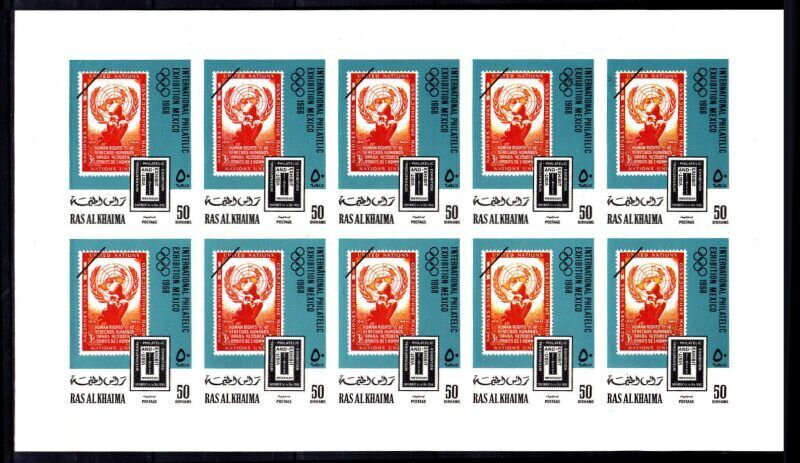
50 درهما طابع من الأمم المتحدة - نيويورك (صادر عام 1954)
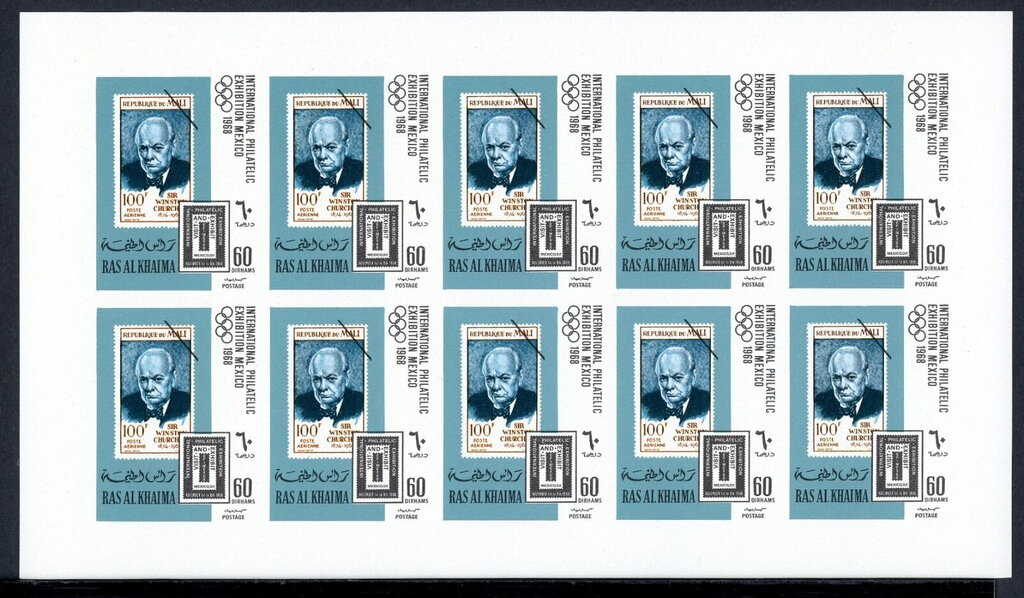
60 درهما طابع من  مالي (صادر عام 1965)
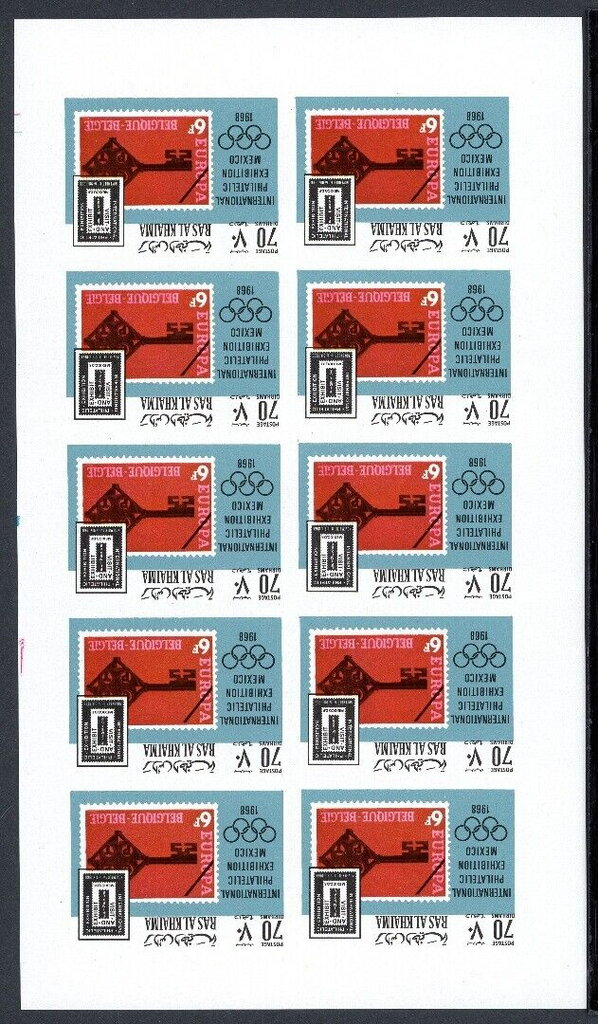
70 درهما طابع من  بلجيكا (صادر عام 1968)

وكذلك صحائف الطوابع غير المخرمة والمخصصة للبريد الجوي:

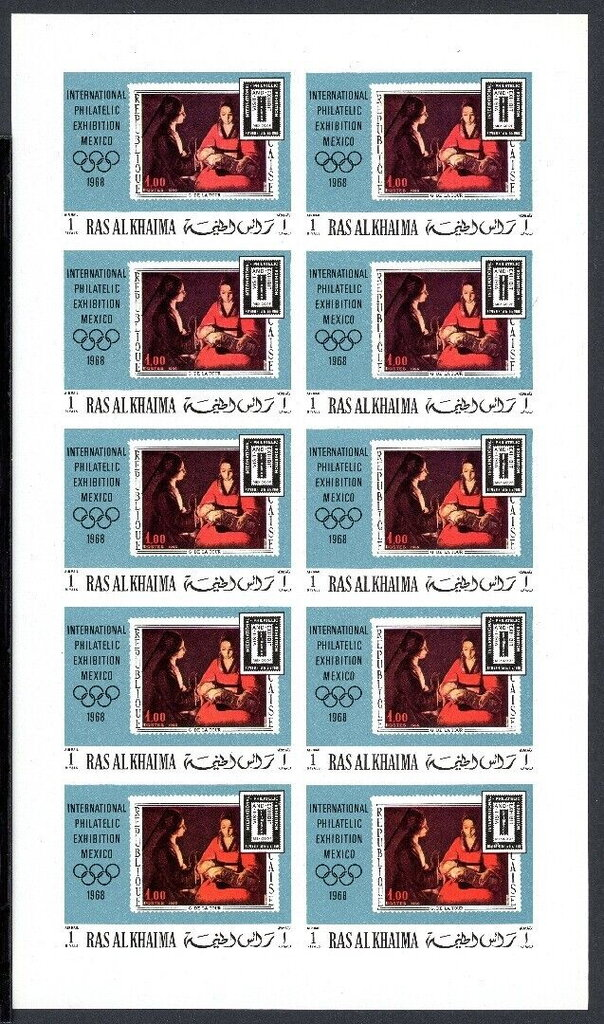
ريال واحد طابع من  فرنسا (صادر عام 1966)
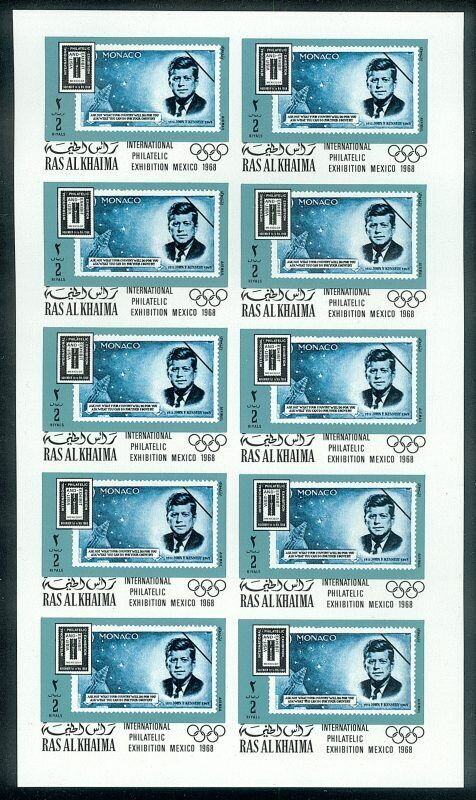
ريالان طابع من  موناكو (صادر عام 1964)
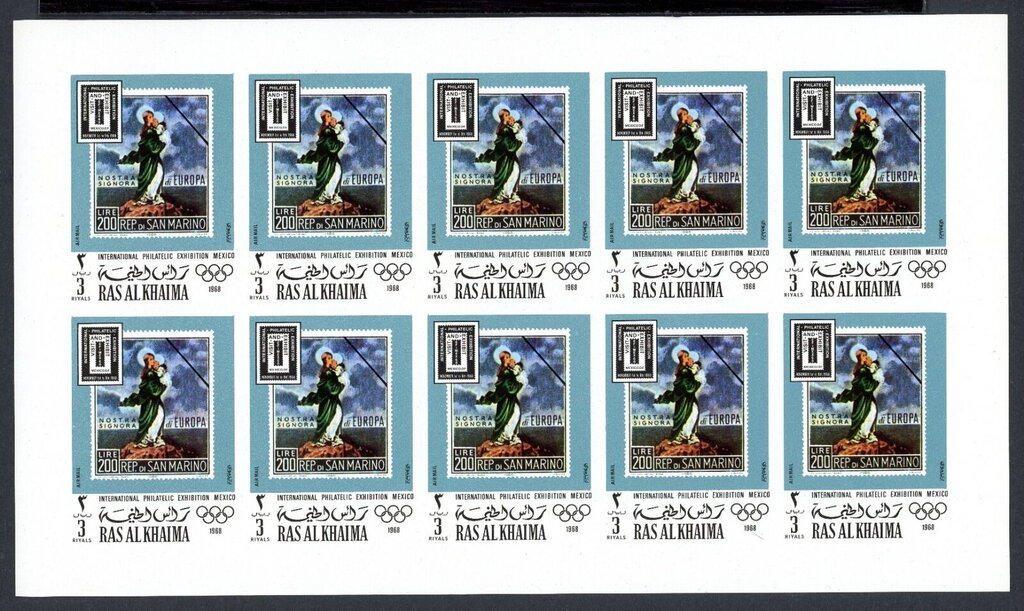
3 ريالات طابع من  سان مارينو (صادر عام 1966)
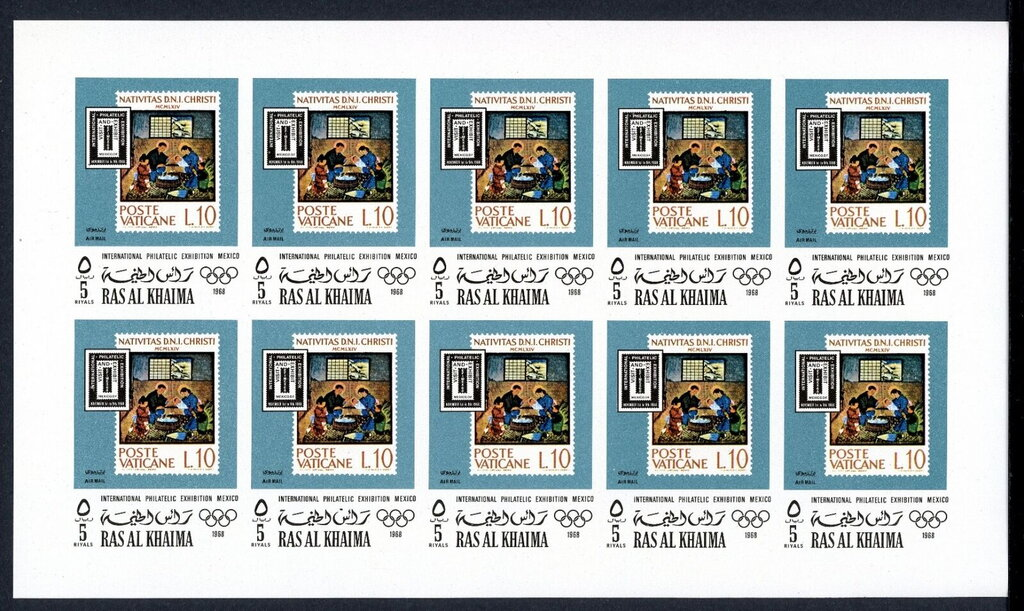
5 ريالات طابع من   الفاتيكان (صادر عام 1964)
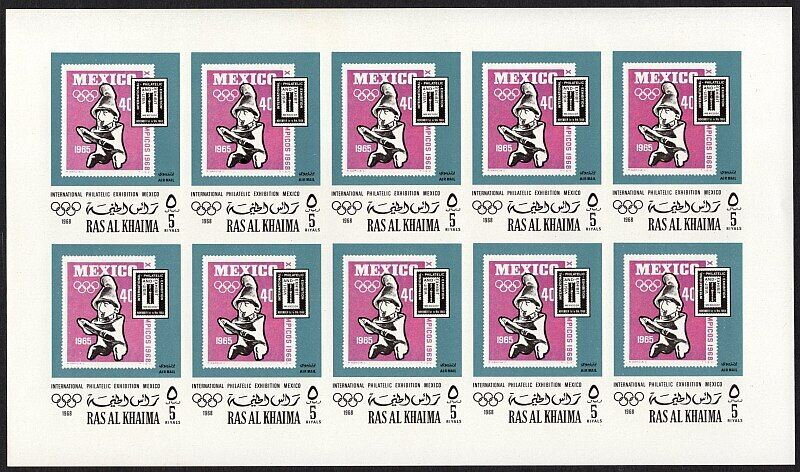
5 ريالات طابع من  المكسيك (صادر عام 1965)

كما أصدرت بطاقات تذكارية للطوابع:

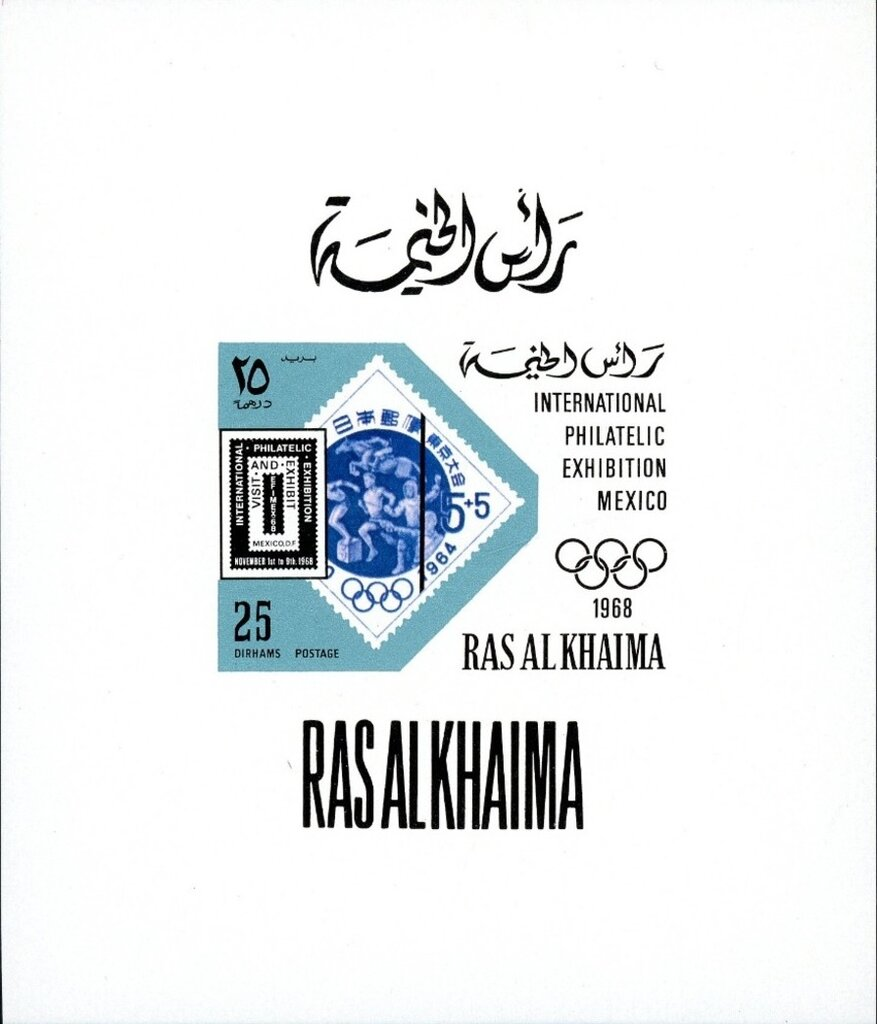
25 درهما طابع من  اليابان (صادر عام 1964)
35 درهما طابع من  ألمانيا الغربية (صادر عام 1960)
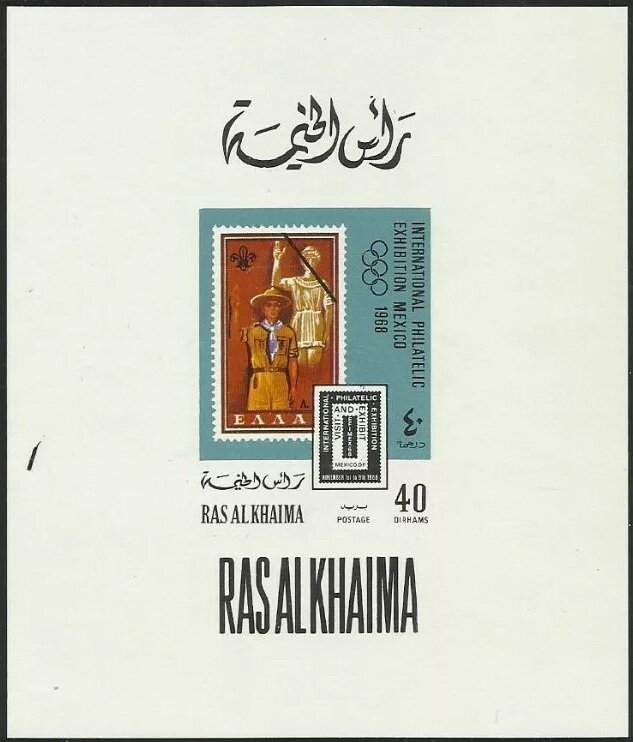
40 درهما طابع من  اليونان (صادر عام 1960)
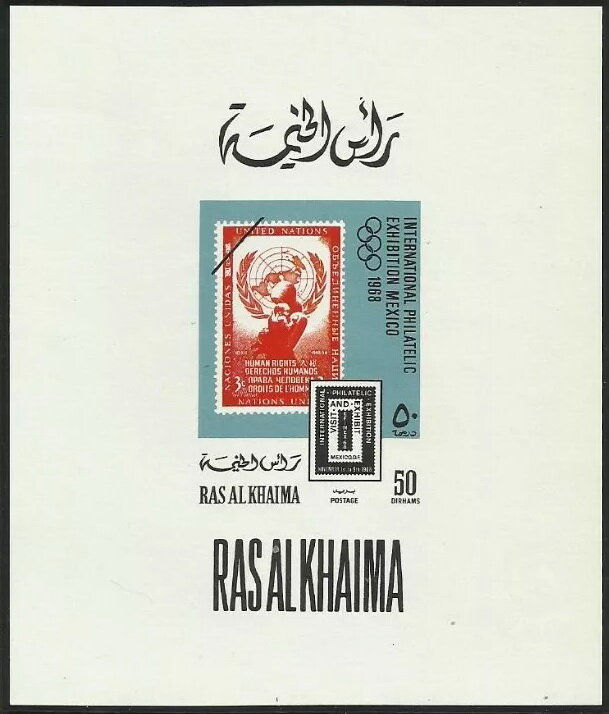
50 درهما طابع من الأمم المتحدة - نيويورك (صادر عام 1954)
60 درهما طابع من  مالي (صادر عام 1965)
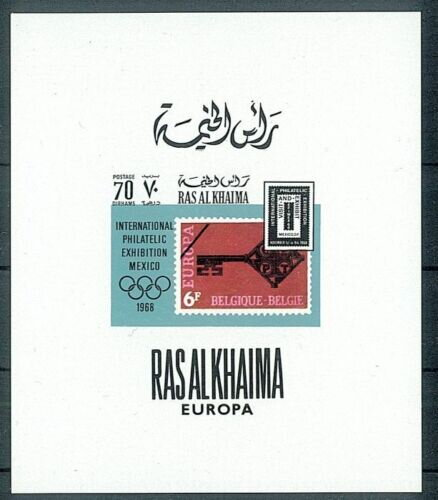
70 درهما طابع من  بلجيكا (صادر عام 1968)

وكذلك بطاقات الطوابع المخصصة للبريد الجوي:

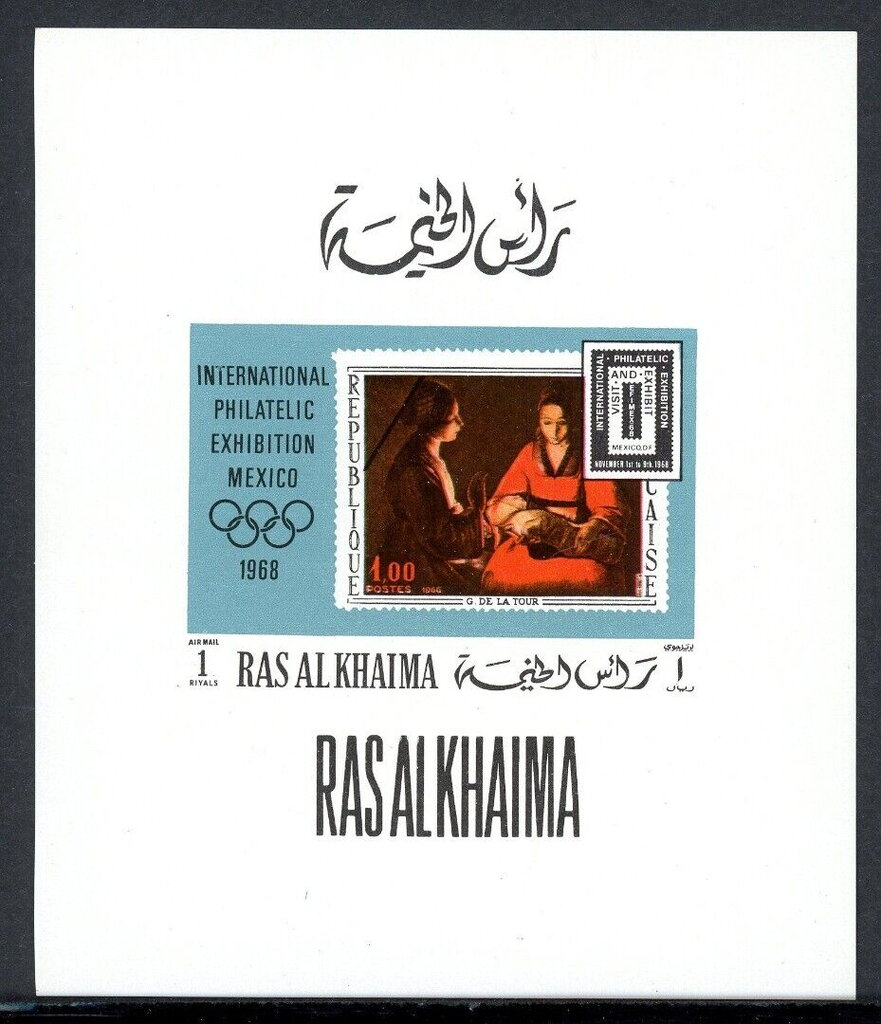
ريال واحد طابع من  فرنسا (صادر عام 1966)
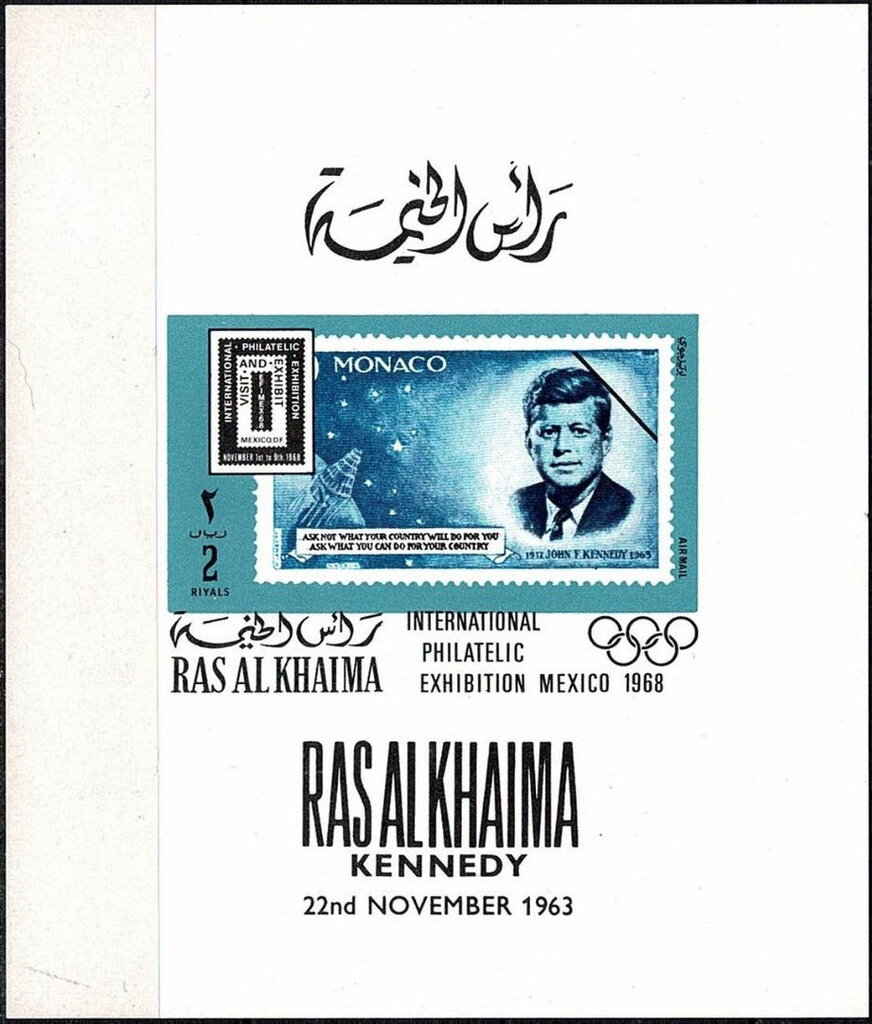
ريالان طابع من  موناكو (صادر عام 1964)
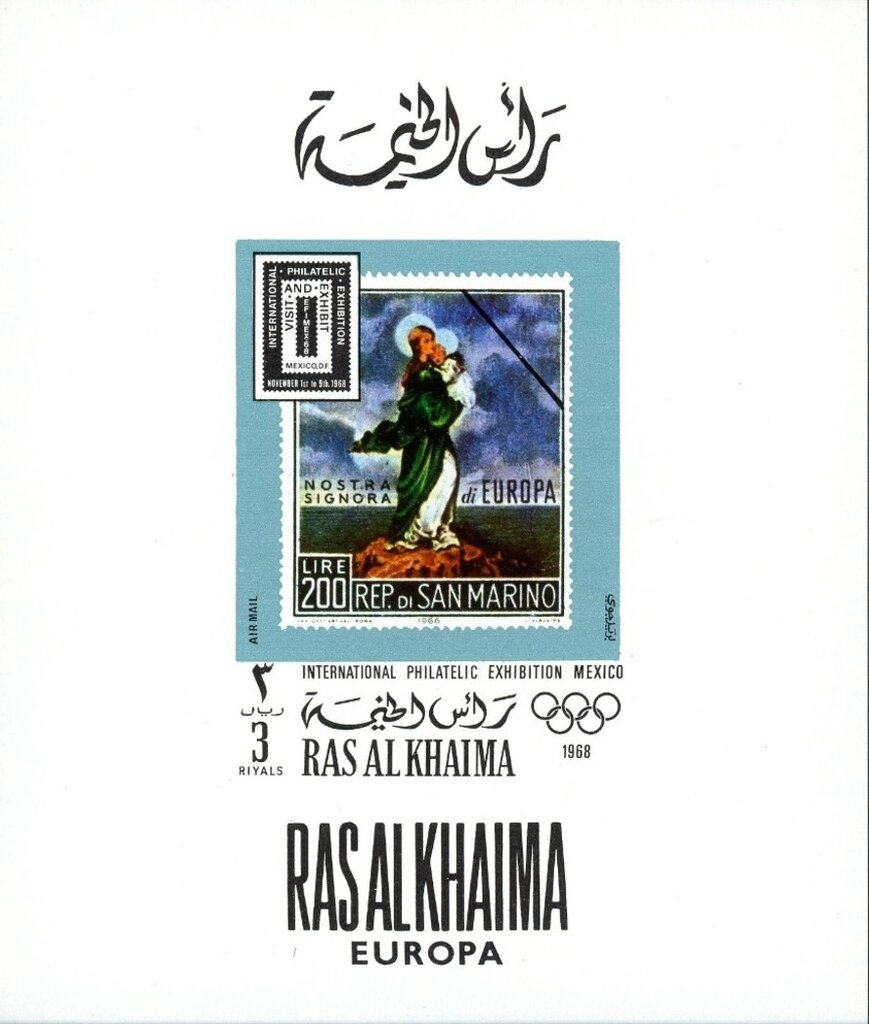
3 ريالات طابع من  سان مارينو (صادر عام 1966)
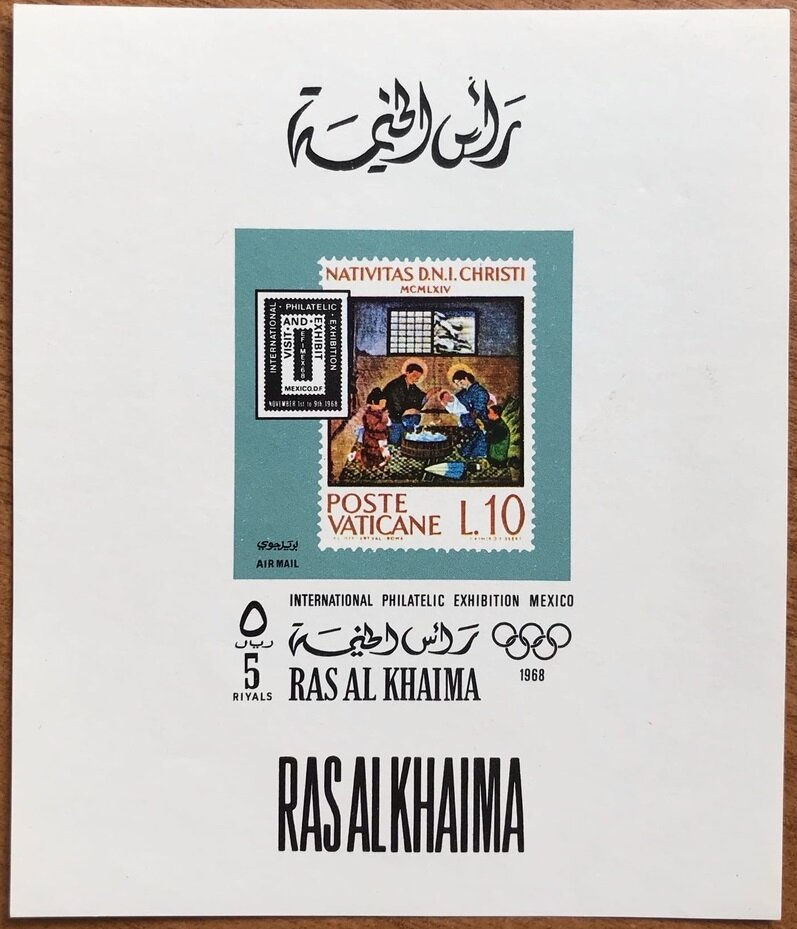
5 ريالات طابع من   الفاتيكان (صادر عام 1964)
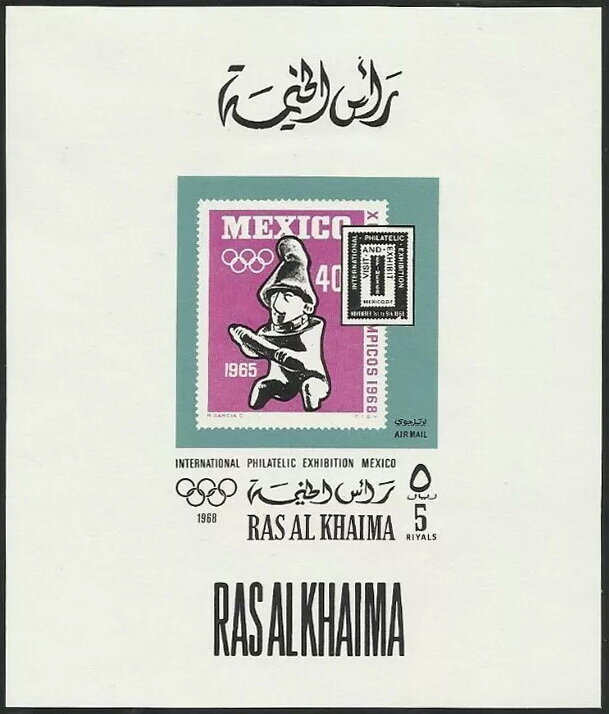
5 ريالات طابع من  المكسيك (صادر عام 1965)

كما أصدرت بطاقة تذكارية بنسخة مخرمة ونسخة غير مخرمة تضم الطابعين من فئة 5 ريالات اللذين تظهر عليهما صورة طابع الفاتيكان وطابع المكسيك:

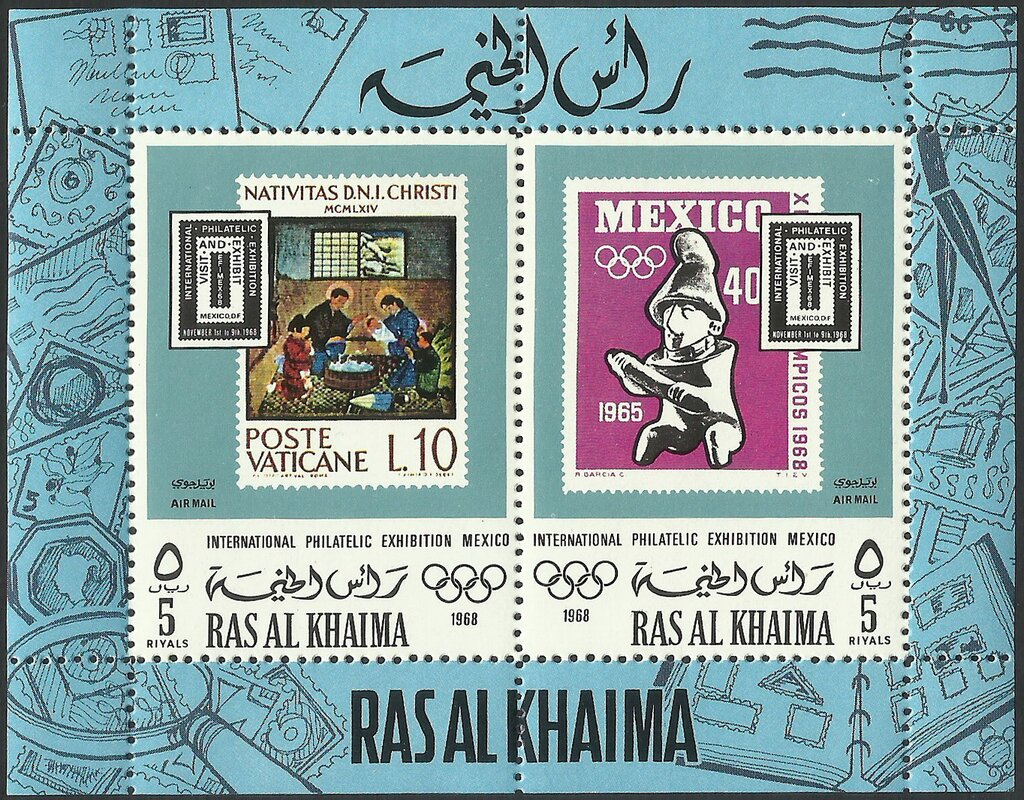
البطاقة المخرمة.

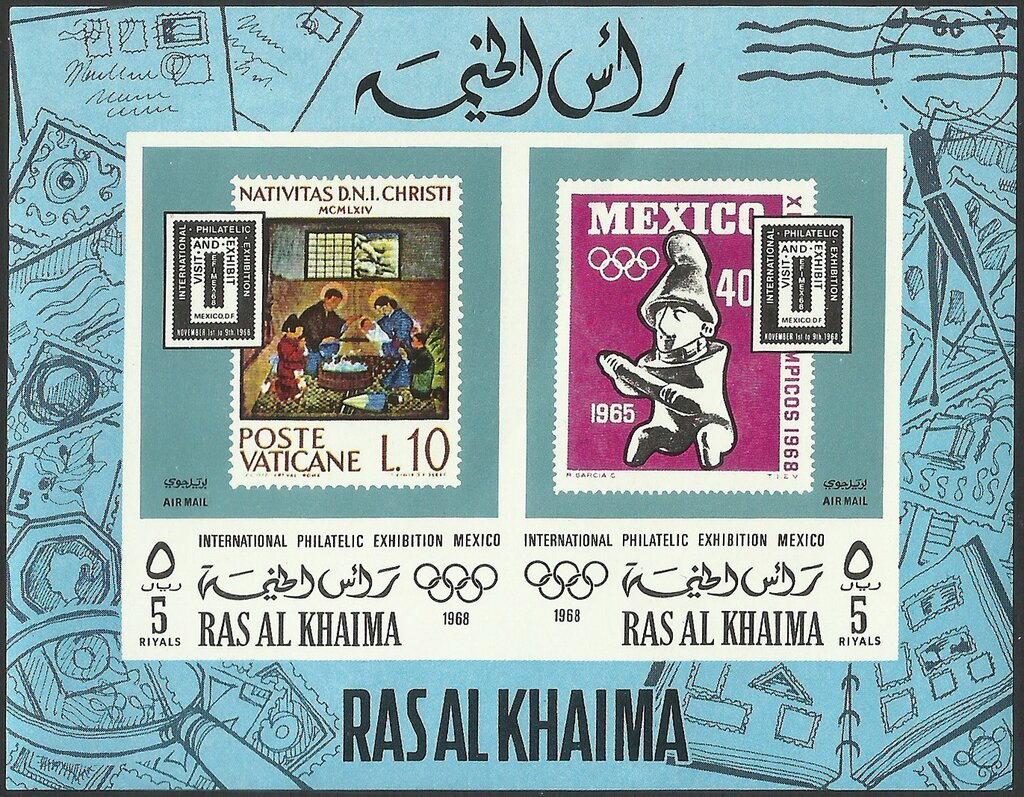
البطاقة غير المخرمة.

توفر أيضا نسخ مذهبة من هذه الطوابع، وأصدرت مخرمة وغير مخرمة وربما ورشحت في مناسبات مختلفة، وهذه بعض الأمثلة عليها:
- طابعي الولايات المتحدة لعام 1967 (10 دراهم + 10 دراهم):

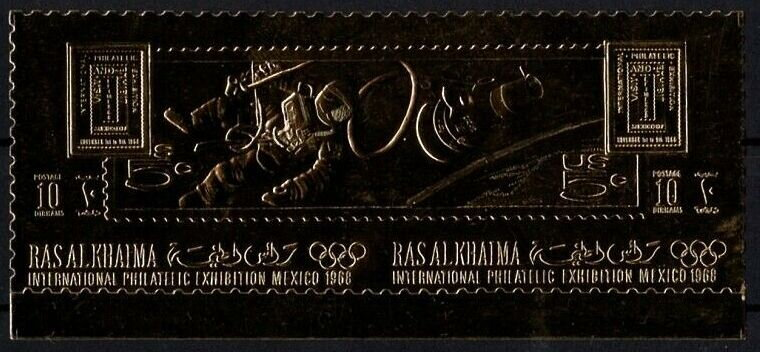
طابع مخرم
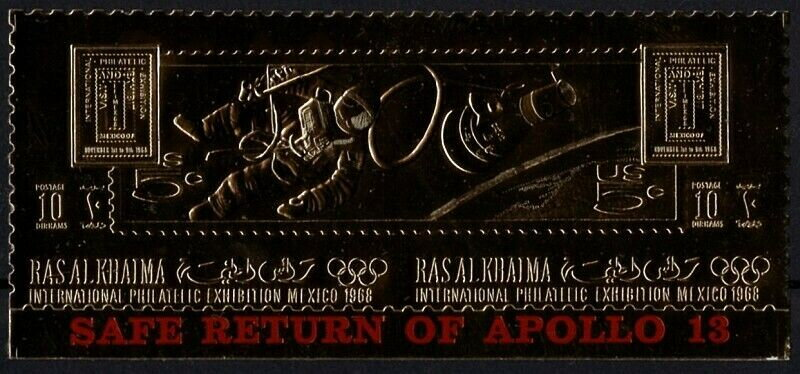
طابع مخرم مع توشيح بعودة بعثة أبولو 13
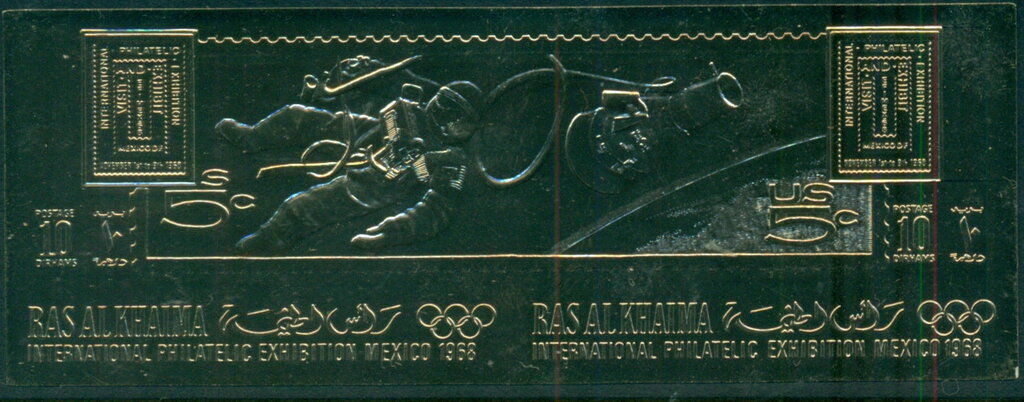
طابع غير مخرم
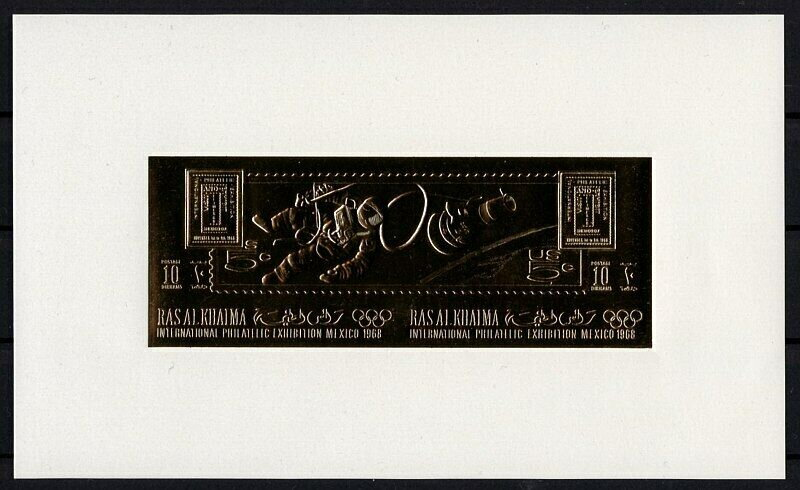
طابع مخرم

- طابع موناكو لعام 1964 (ريالان):

- طابع مخرم
- طابع غير مخرم
- طابع بطاقة

- طابع سان مارينو لعام 1966 (3 ريالات):

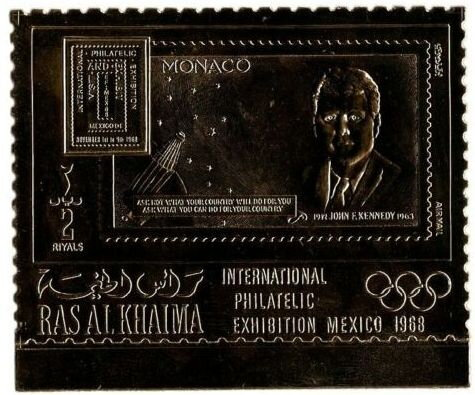
طابع مخرم
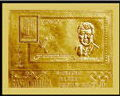
طابع غير مخرم
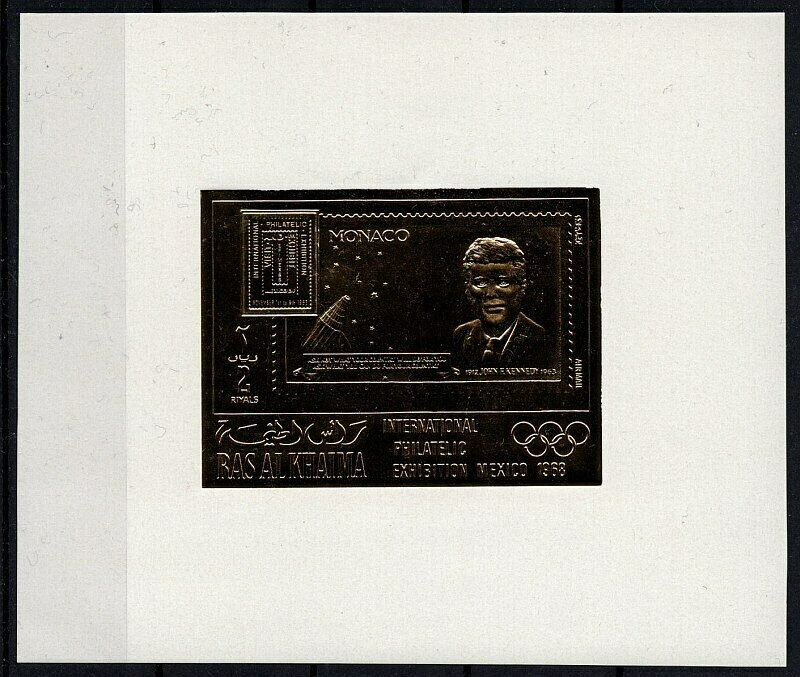
بطاقة

- طابع الفاتيكان لعام 1964 (5 ريالات):

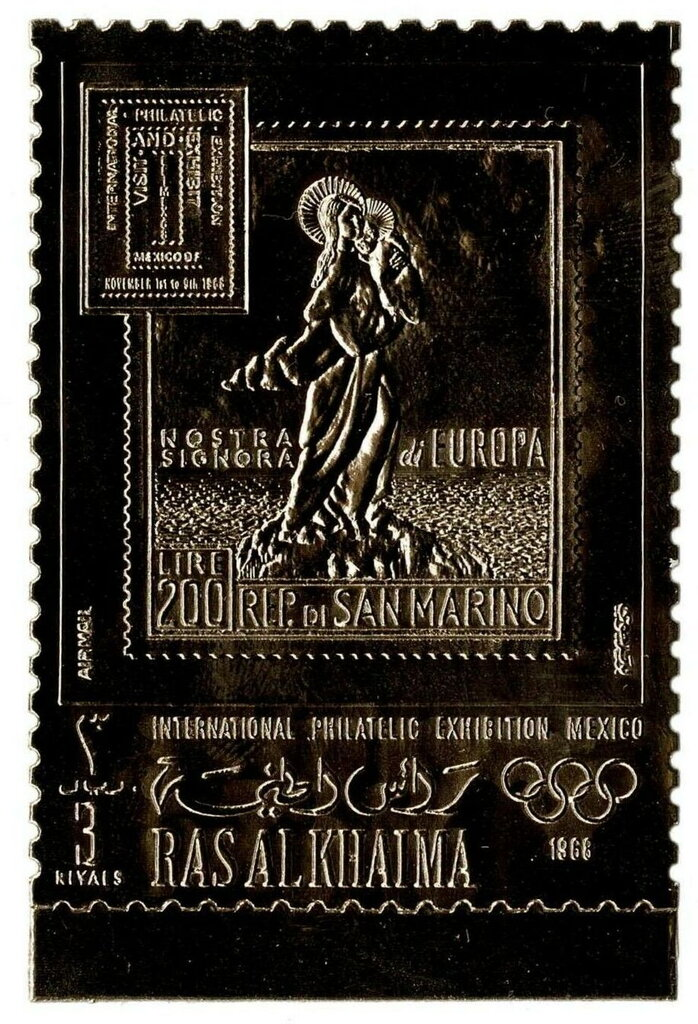
طابع مخرم
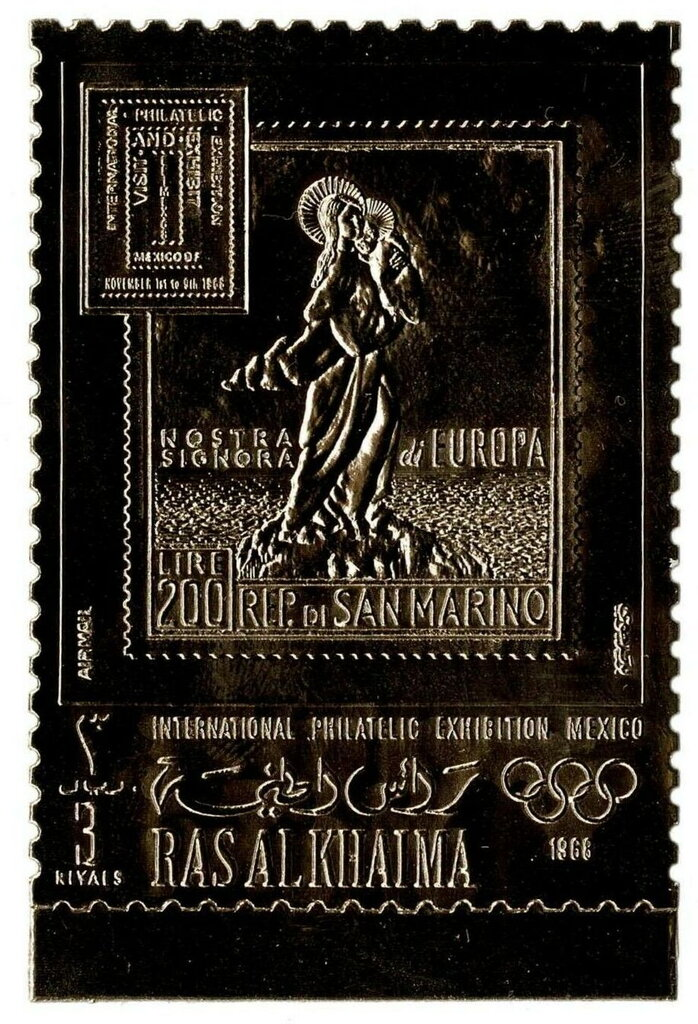
طابع غير مخرم
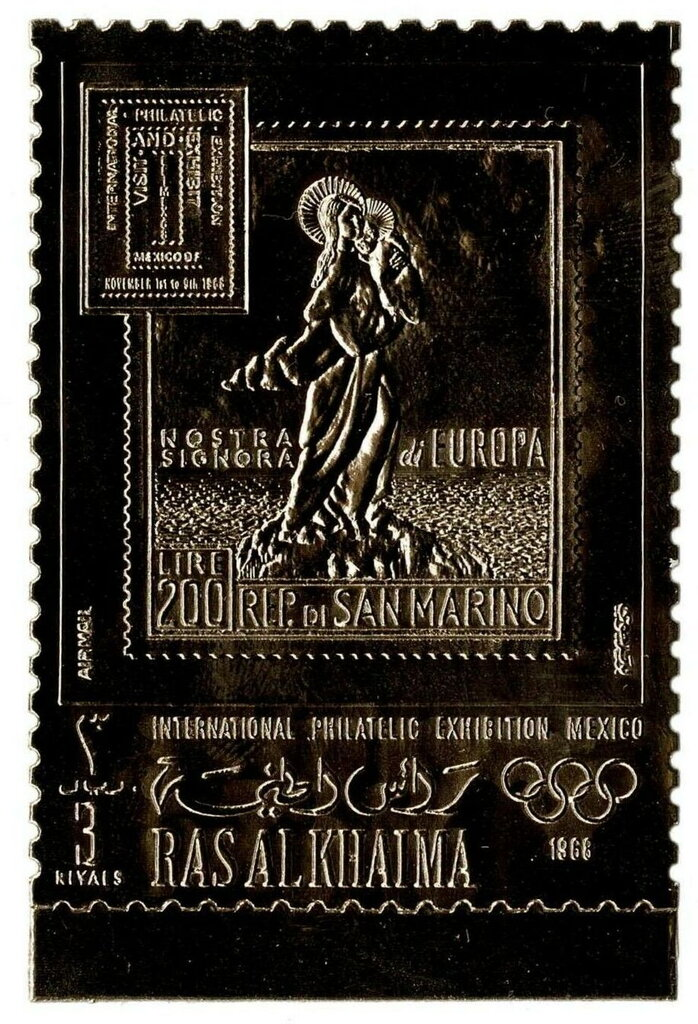
بطاقة

طابع المكسيك لعام (5 ريالات):

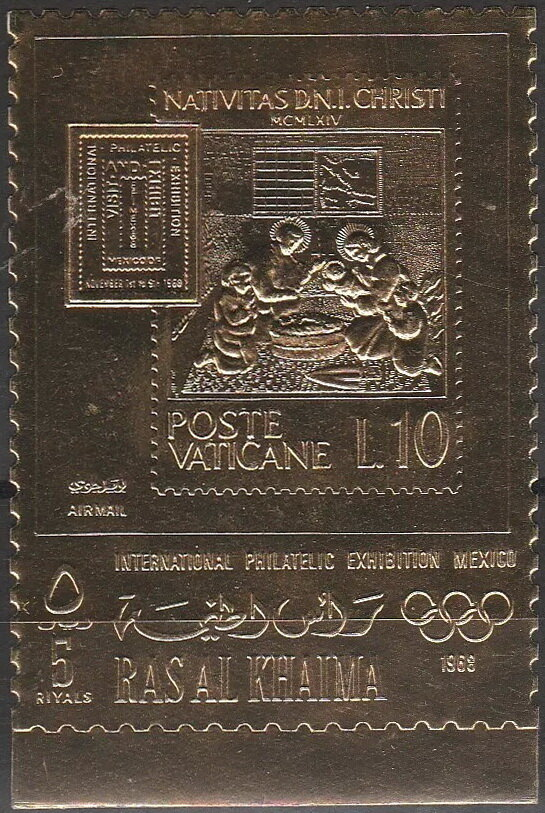
طابع مخرم

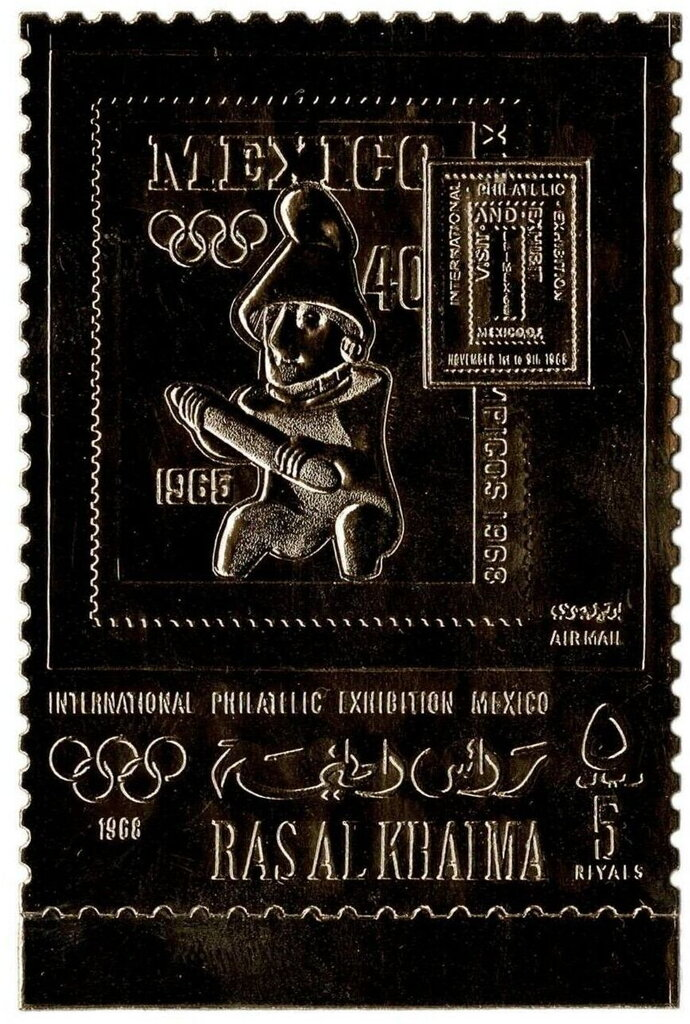
طابع مخرم بعبارة "ميونخ 1972"
- طابع غير مخرم
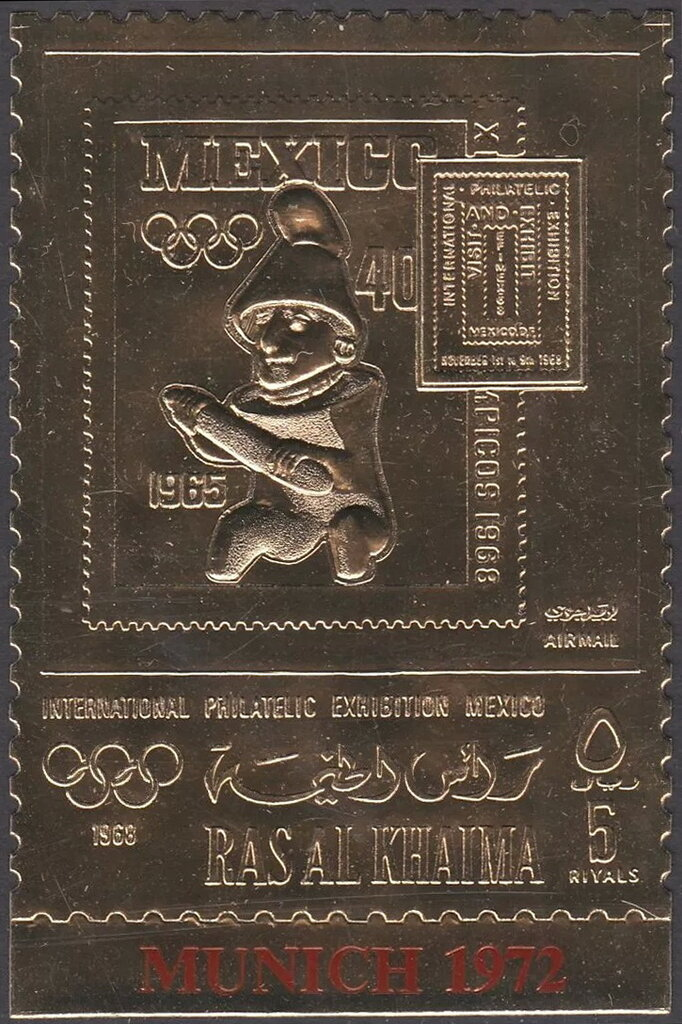
طابع غير مخرم بعبارة "ميونخ 1972"
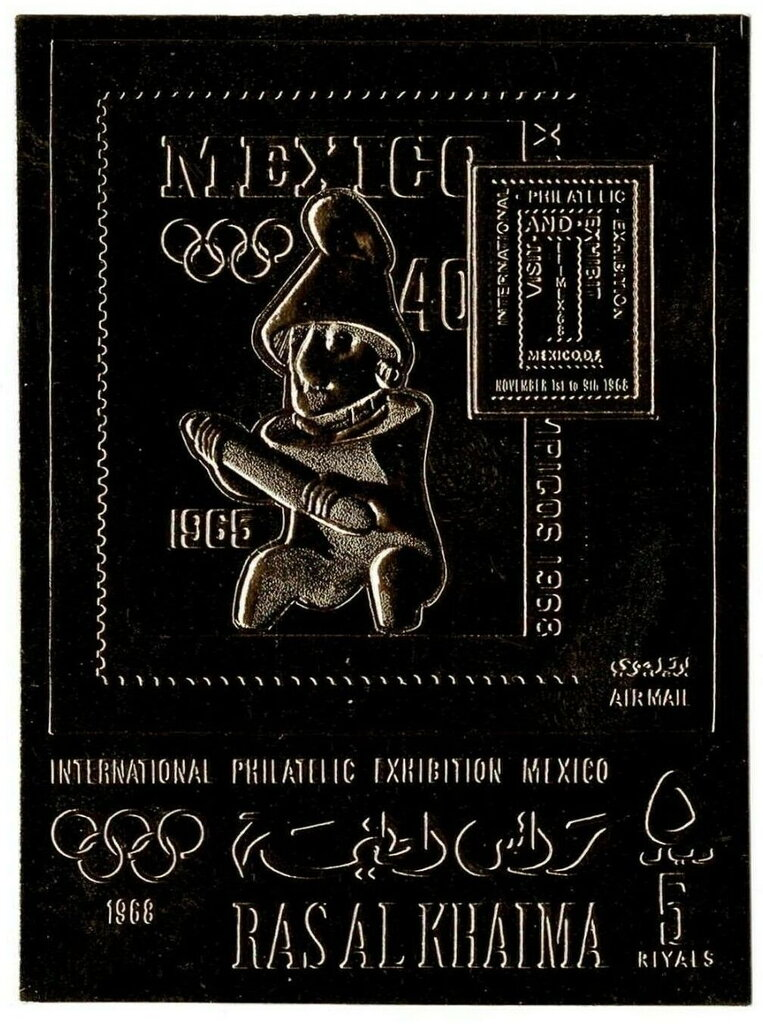
طابع غير مخرم
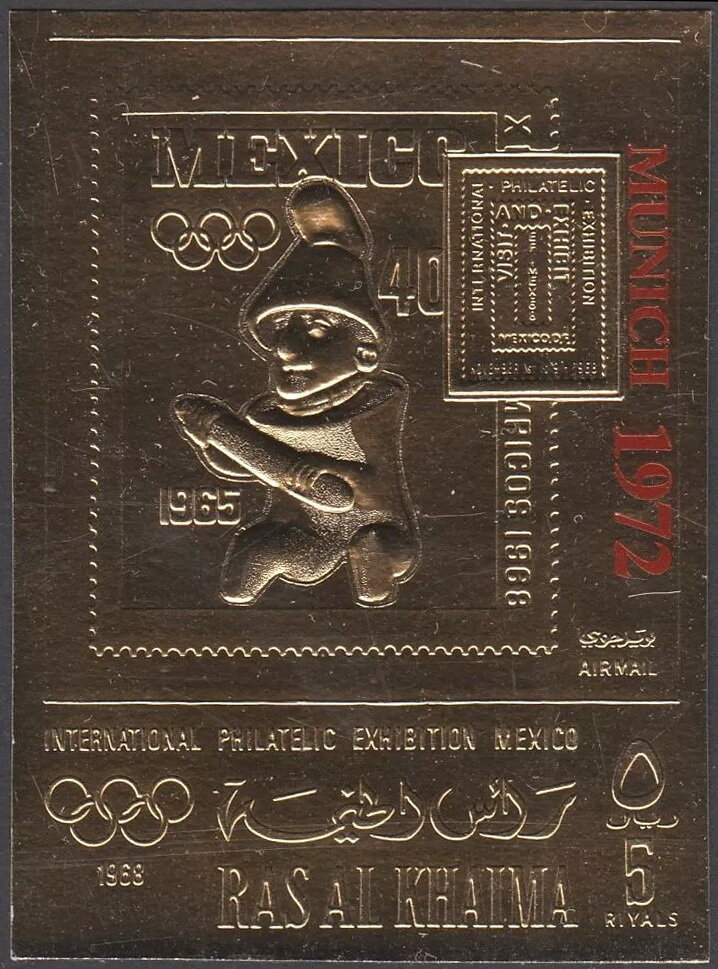
طابع غير مخرم بعبارة "ميونخ 1972"
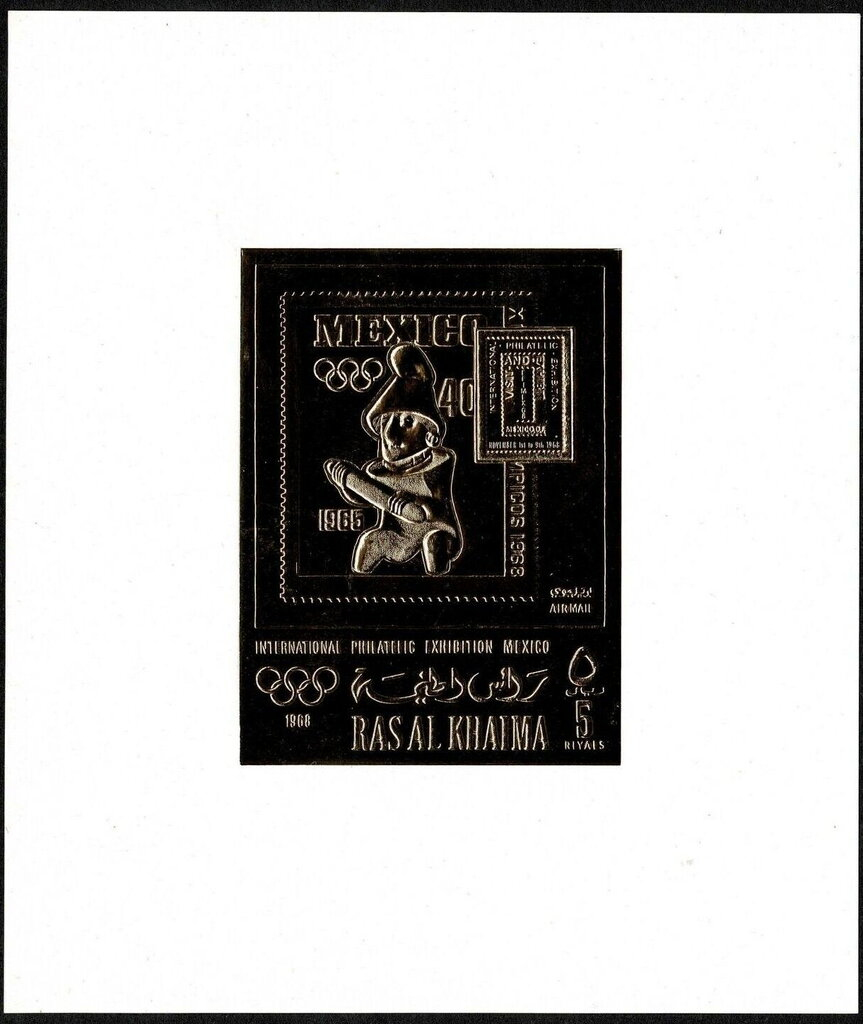
بطاقة
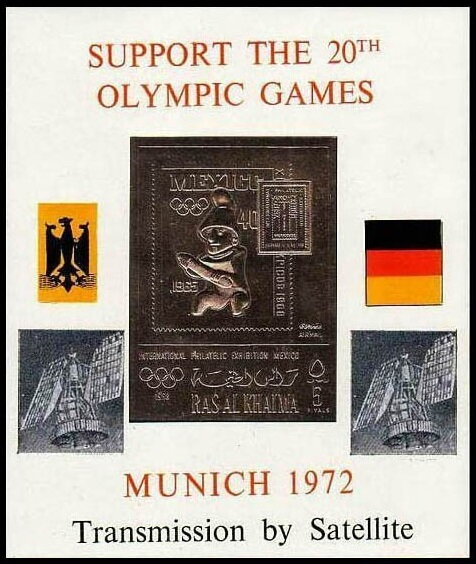
بطاقة موشحة
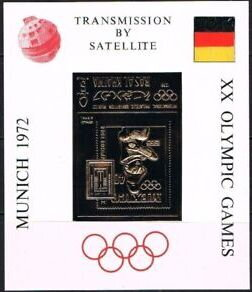
بطاقة موشحة
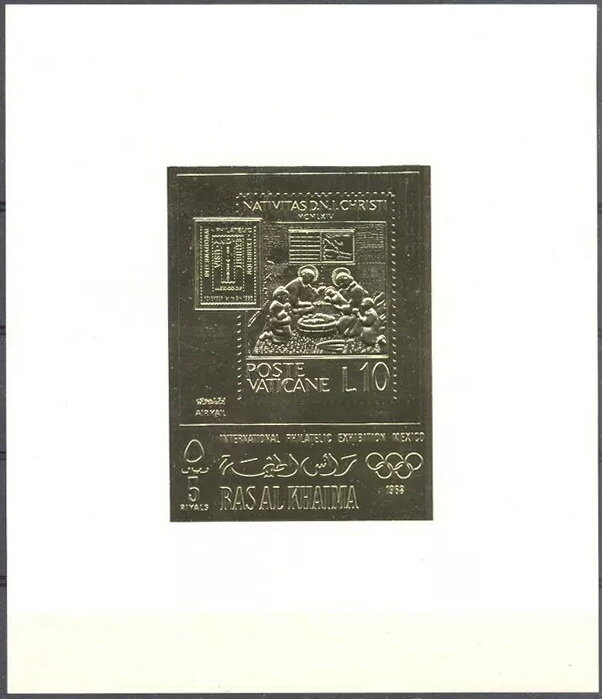
بطاقة
- بطاقة موشحة
- بطاقة موشحة

## إصدارات أبولو 8

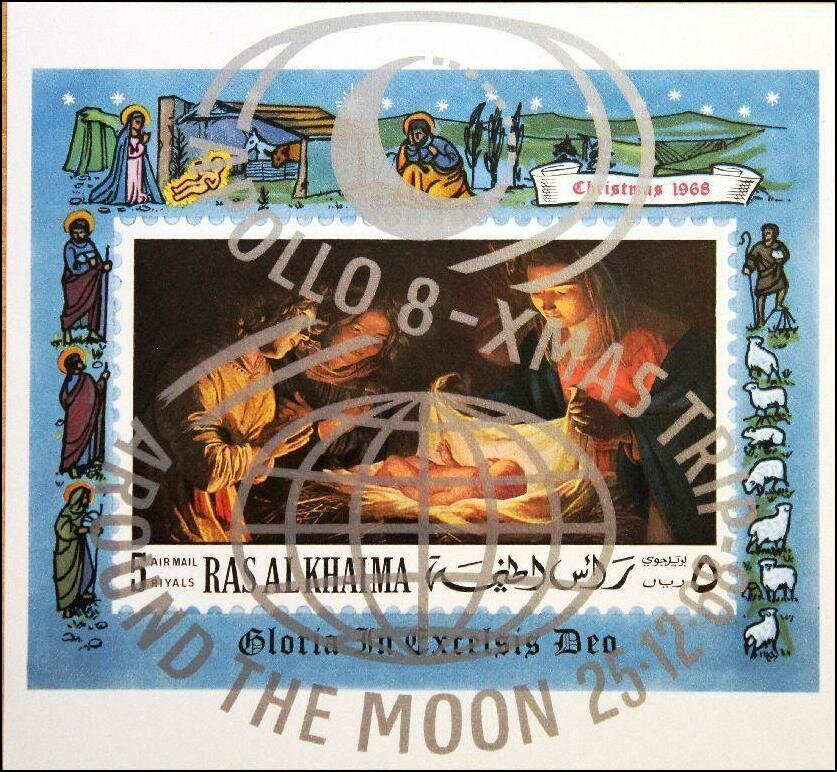
بطاقة تذكارية تضم طابعا بقيمة 5 ريالات، وتظهر فيه لوحة للرسام الهولندي جيرارد فان هونثورست.

وشحت طوابع إصدارات أعياد الميلاد لعام 1968 احتفاء ببعثة أبولو 8 إلى الفضاء، وقد أصدرت بتاريخ 1 يونيو 1969، وكانت على شكل صحائف، ويظهر التوشيح على مجموعة صحيفة الطوابع وليس كل طابع على حدة، لذا يظهر على كل طابع جزء من التوشيح، وكانت عبارة التوشيح هي "APOLLO 8 - XMAS TRIP AROUND THE MOON 25.12.68":

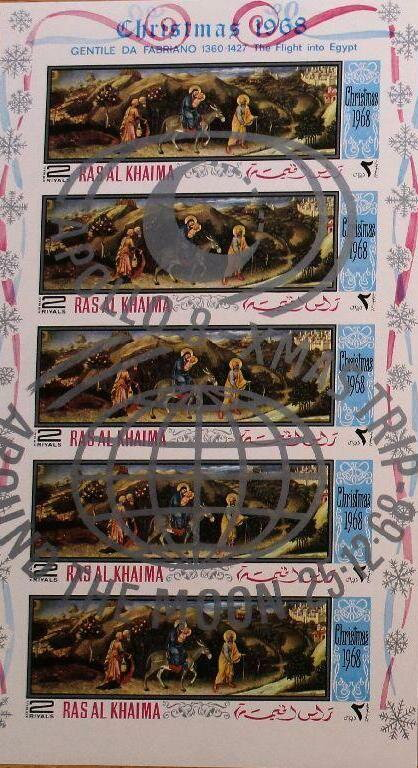
ريالان لكل طابع لوحة عن الهرب إلى مصر للرسام الإيطالي جنتيلي دا فابريانو
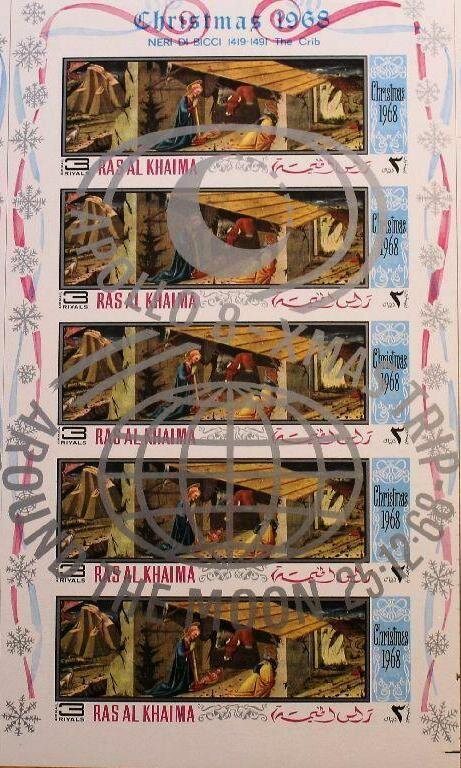
3 ريالات لكل طابع لوحة عن ميلاد يسوع للرسام الإيطالي نيري دي بيتشي
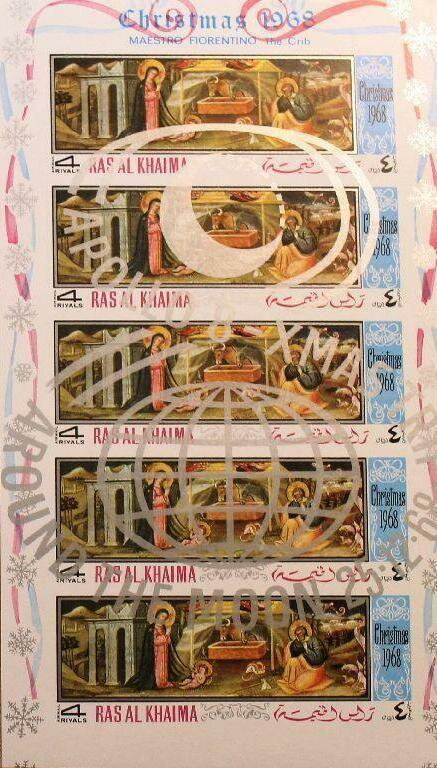
4 ريالات لكل طابع لوحة عن ميلاد يسوع لرسام فلورنسي مجهول

وكذا الحال في صحائف الطوابع غير المخرمة:

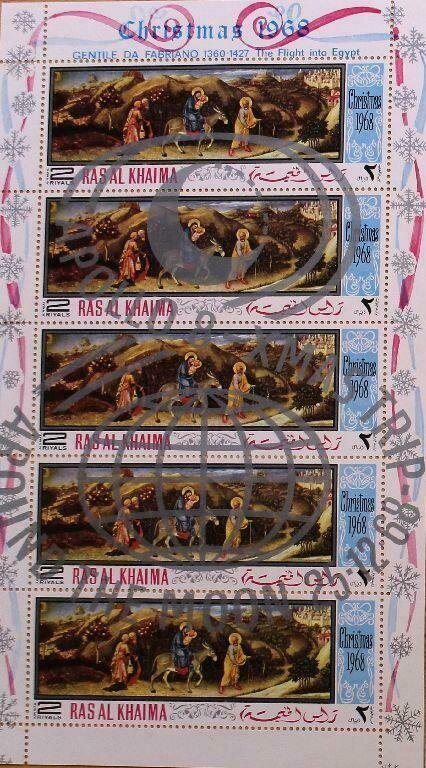
ريالان لكل طابع لوحة عن الهرب إلى مصر للرسام الإيطالي جنتيلي دا فابريانو
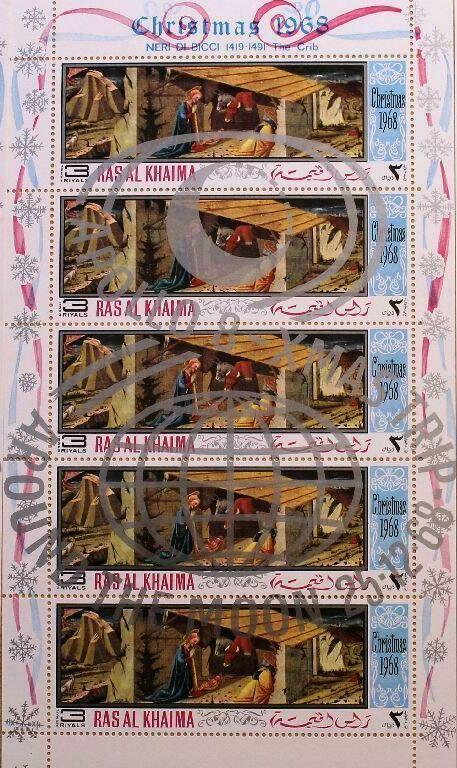
3 ريالات لكل طابع لوحة عن ميلاد يسوع للرسام الإيطالي نيري دي بيتشي
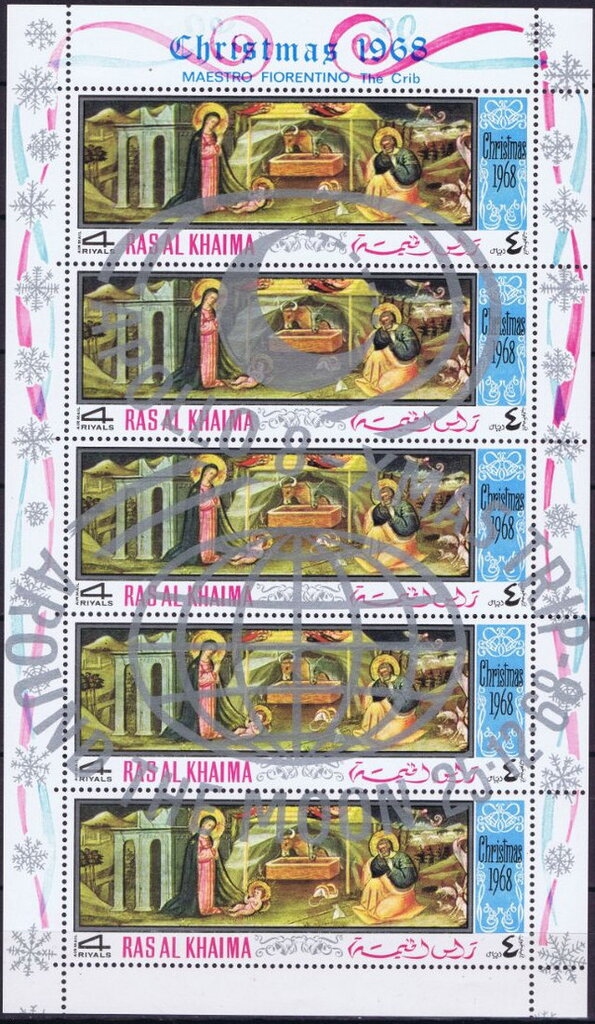
4 ريالات لكل طابع لوحة عن ميلاد يسوع لرسام فلورنسي مجهول

كما وشحت البطاقة التذكارية أيضا:

## إصدارات الألعاب الأولمبية

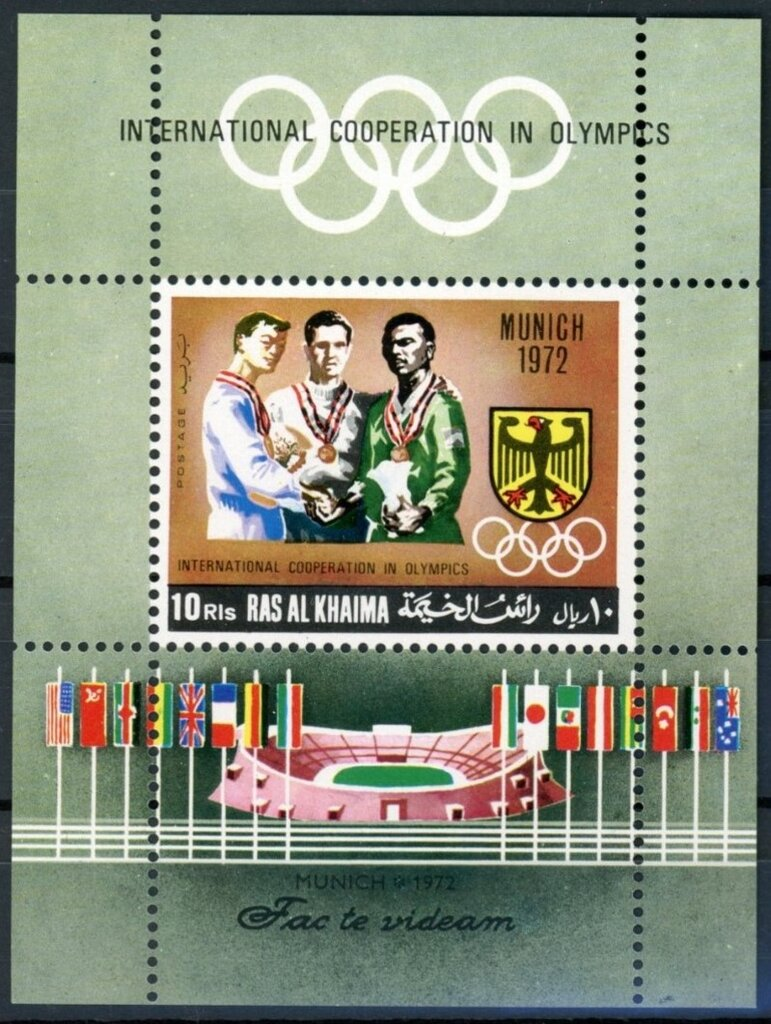
البطاقة التذكارية المخرمة

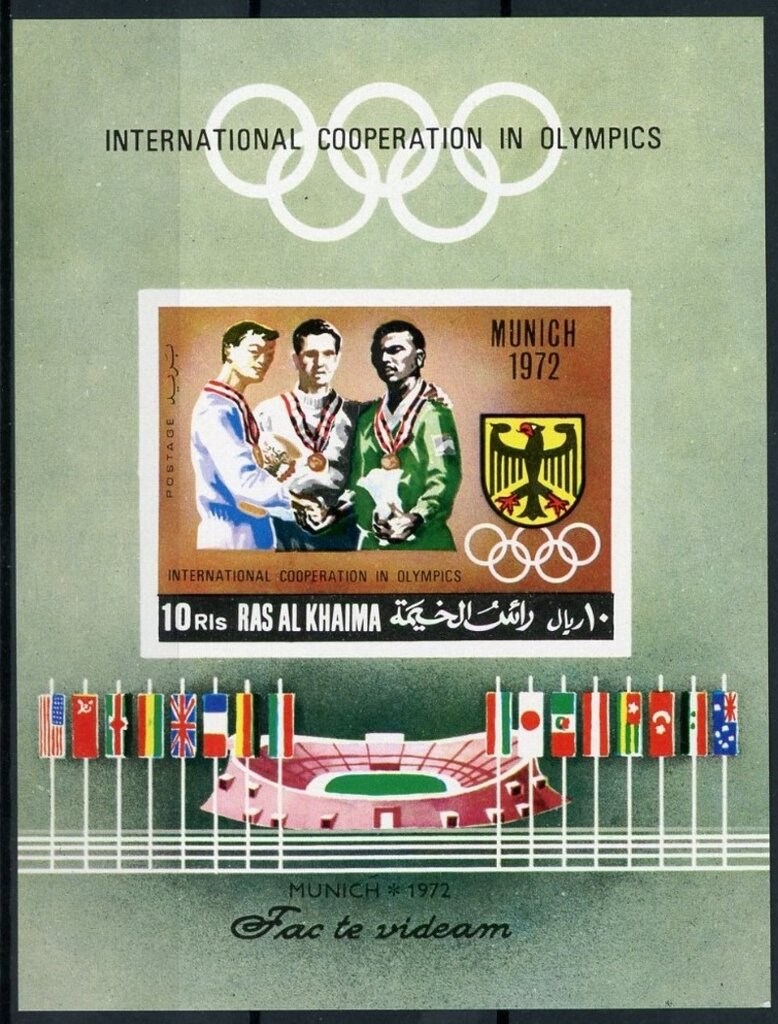
البطاقة التذكارية غير المخرمة

أصدرت في 10 يونيو 1969 طوابع تعنى بالتعاون الدولي حول الألعاب الأولمبية، وكان الطوابع كما يلي:

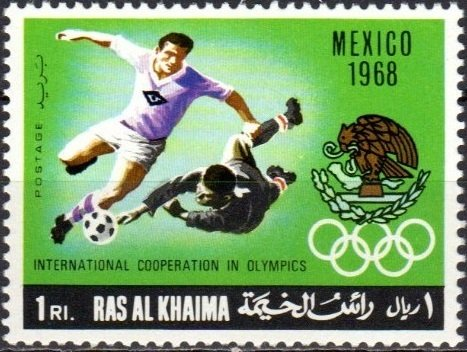
ريال واحد كرة القدم في دورة الألعاب الأولمبية الصيفية (1968) في المكسيك
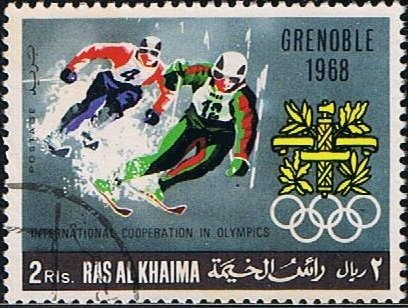
ريالان التزلج على الجليد في دورة الألعاب الأولمبية الشتوية (1968) في فرنسا
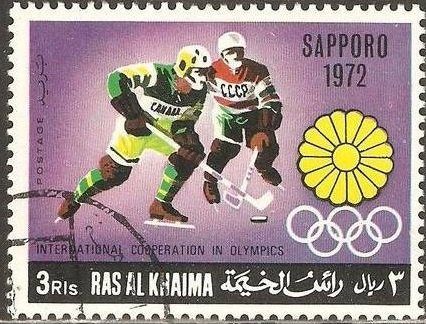
3 ريالات الهوكي على الجليد في دورة الألعاب الأولمبية الشتوية (1972) في اليابان
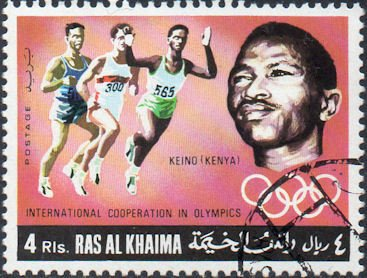
4 ريالات العداء كيبتشوج كينو من  كينيا

كما أصدرت من الطوابع نسخ غير مخرمة:

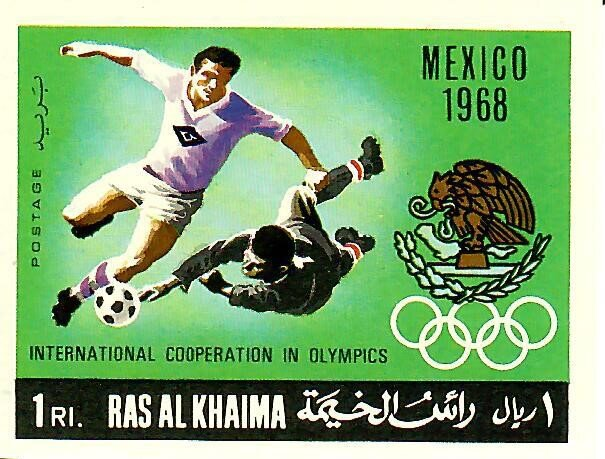
ريال واحد كرة القدم في دورة الألعاب الأولمبية الصيفية (1968) في المكسيك
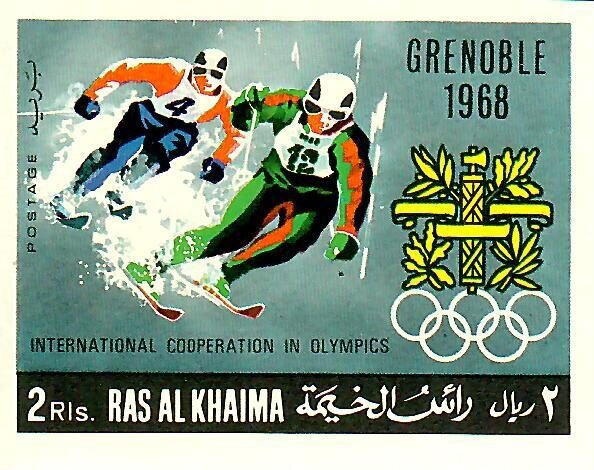
ريالان التزلج على الجليد في دورة الألعاب الأولمبية الشتوية (1968) في فرنسا
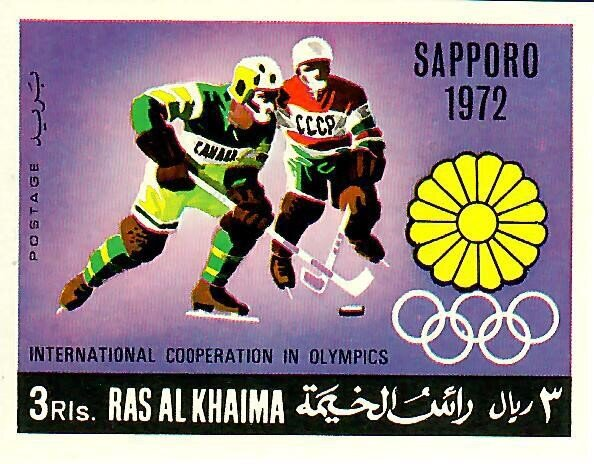
3 ريالات الهوكي على الجليد في دورة الألعاب الأولمبية الشتوية (1972) في اليابان
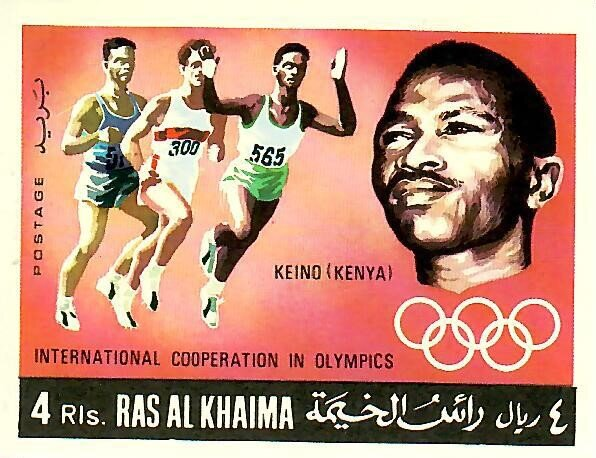
4 ريالات العداء كيبتشوج كينو من  كينيا

كما أصدرت بطاقات:

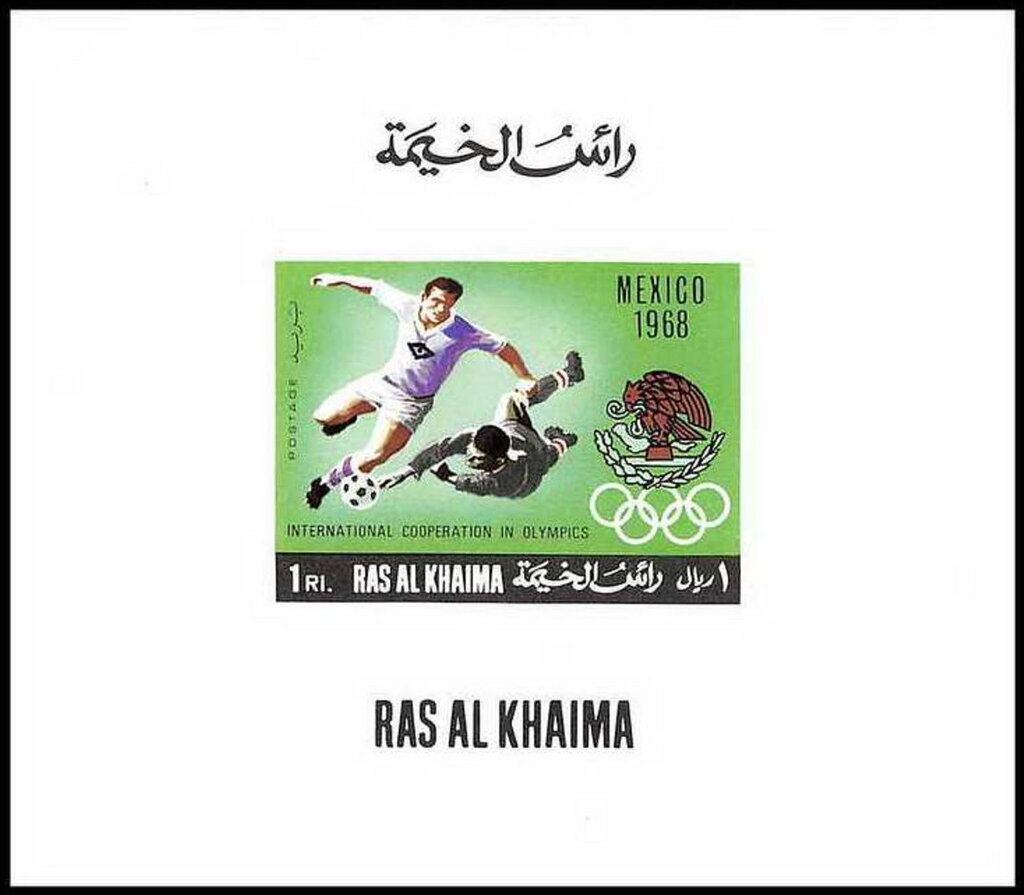
ريال واحد كرة القدم في دورة الألعاب الأولمبية الصيفية (1968) في المكسيك
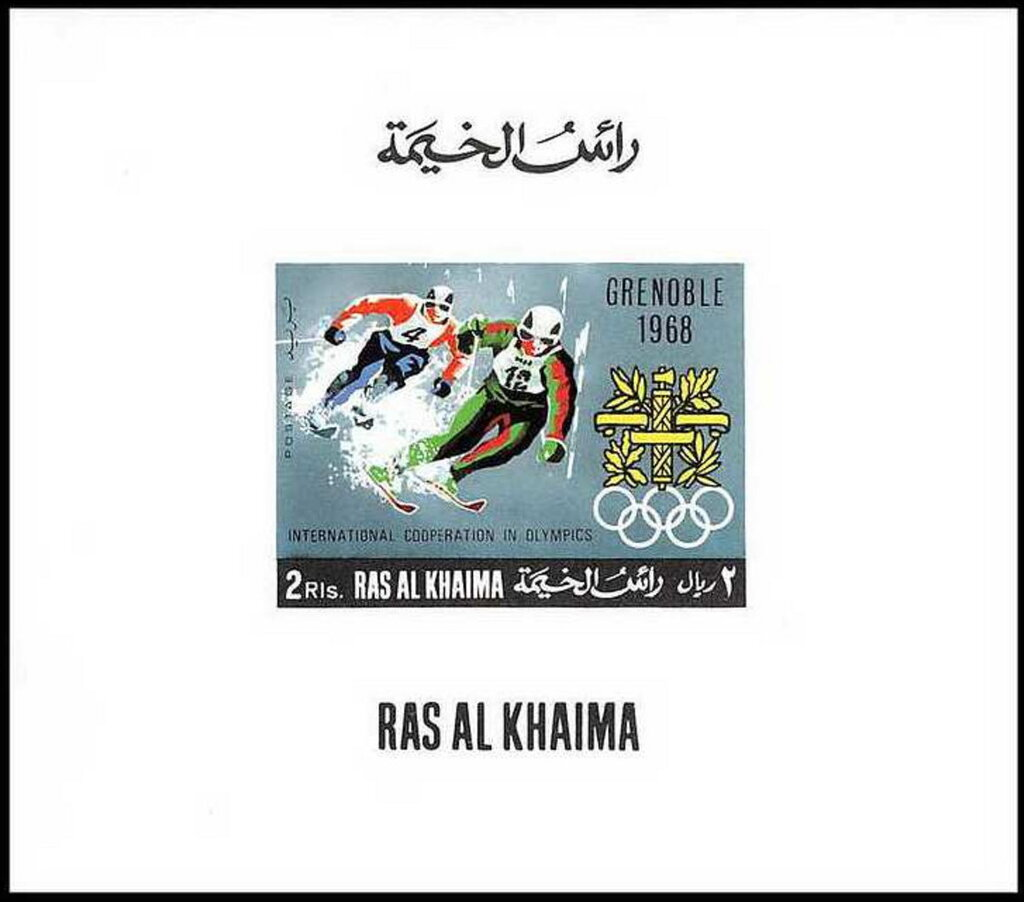
ريالان التزلج على الجليد في دورة الألعاب الأولمبية الشتوية (1968) في فرنسا
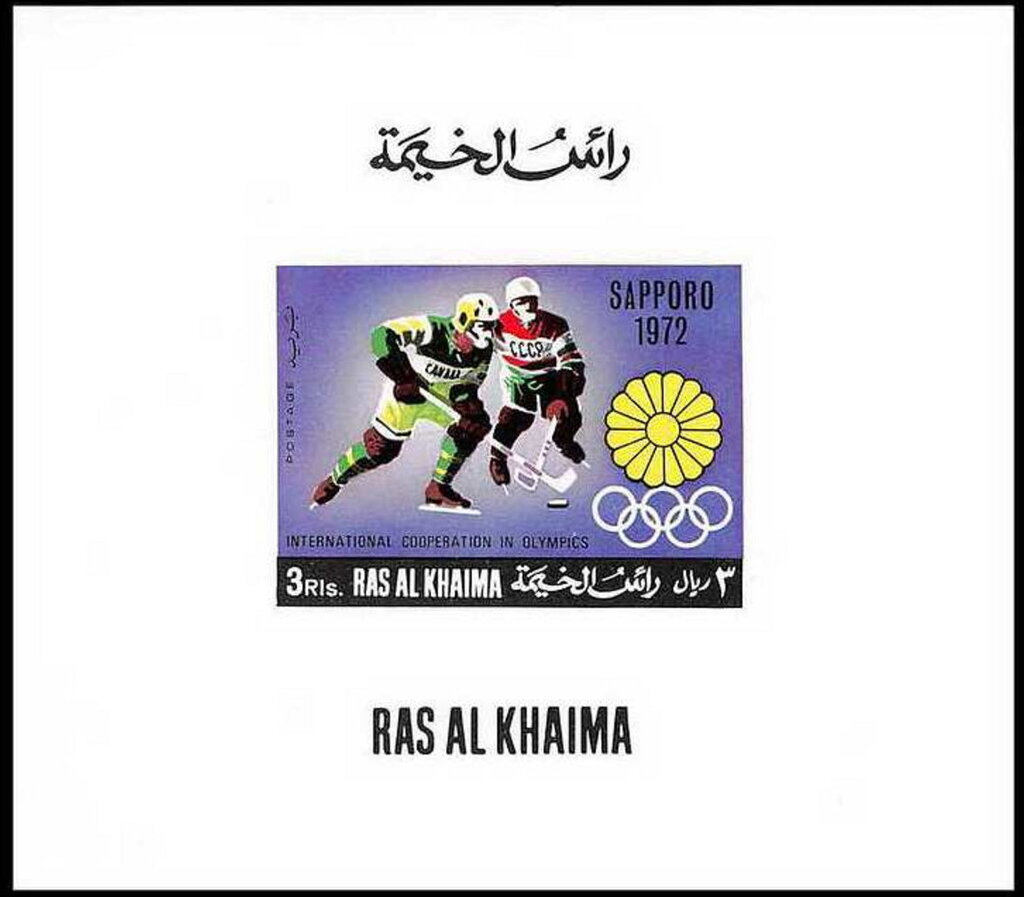
3 ريالات الهوكي على الجليد في دورة الألعاب الأولمبية الشتوية (1972) في اليابان
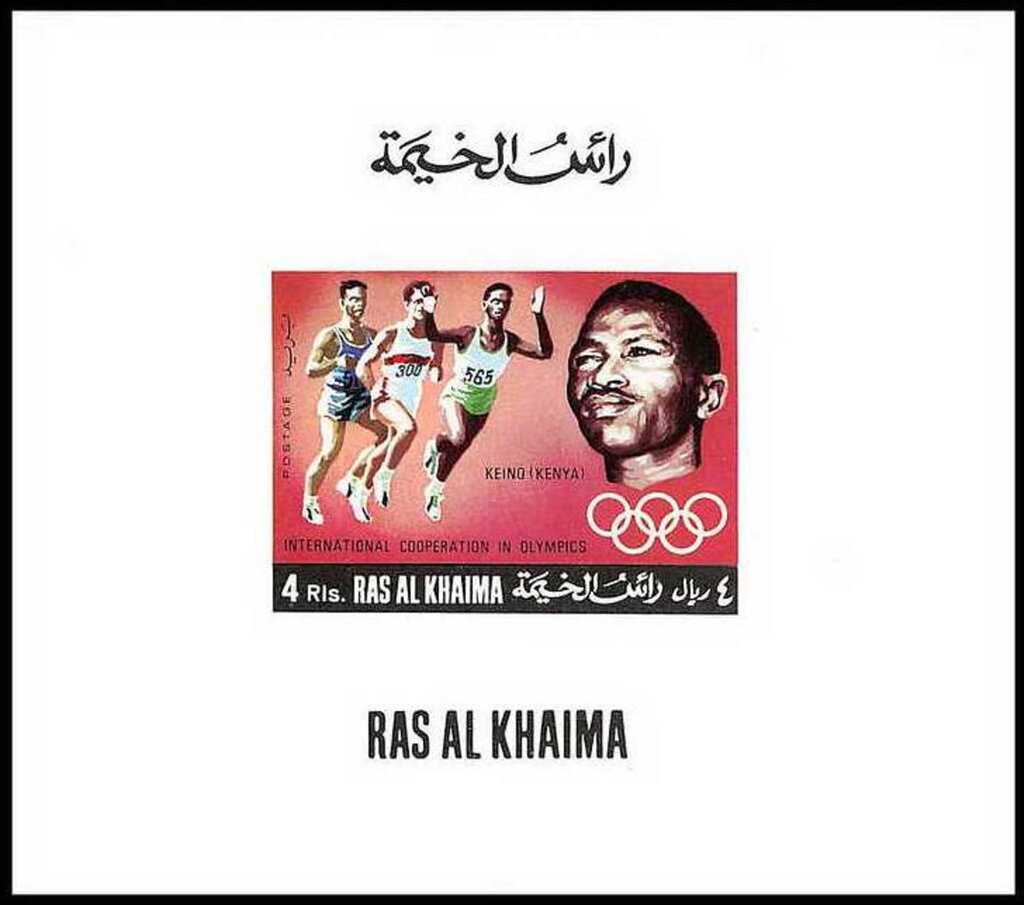
4 ريالات العداء كيبتشوج كينو من  كينيا

كما أصدرت بطاقة تذكارية تضم طابعا وبنسخة مخرمة ونسخة غير مخرمة:

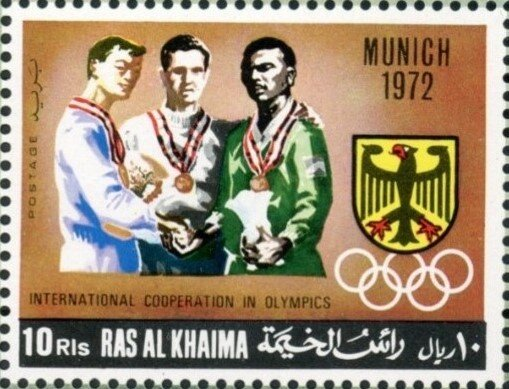
طابع بقيمة 10 ريالات يصور تكريم الأبطال في دورة الألعاب الأولمبية الصيفية (1972) في ميونخ بألمانيا.
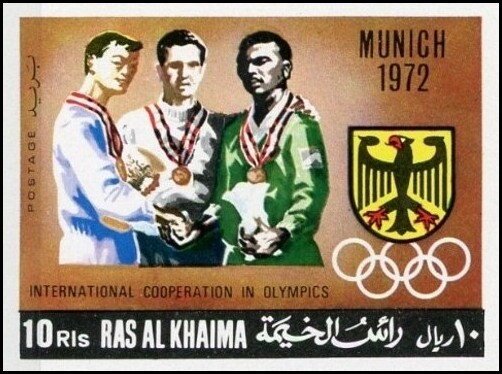
طابع غير مخرم

## إصدارات سنة التعاون الدولي للفضاء الخارجي
أصدرت في 10 يونيو 1969 طوابع تحتفي بسنة التعاون الدولي للفضاء الخارجي:

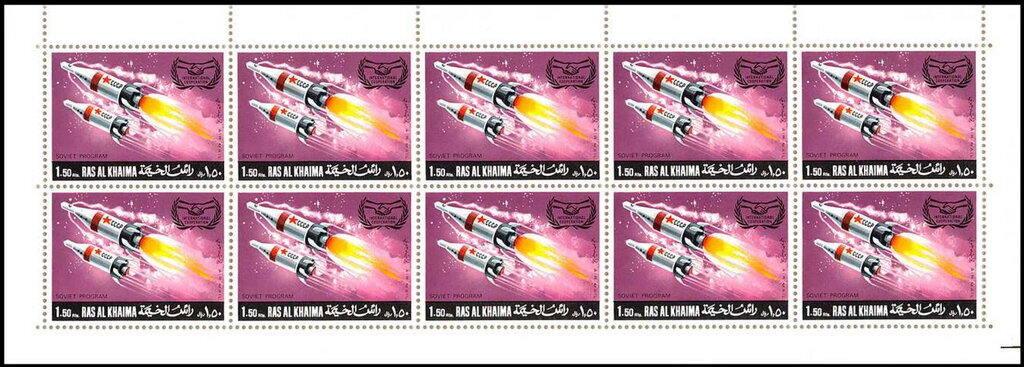
ريال ونصف صاروخا فضاء سوفيتيين
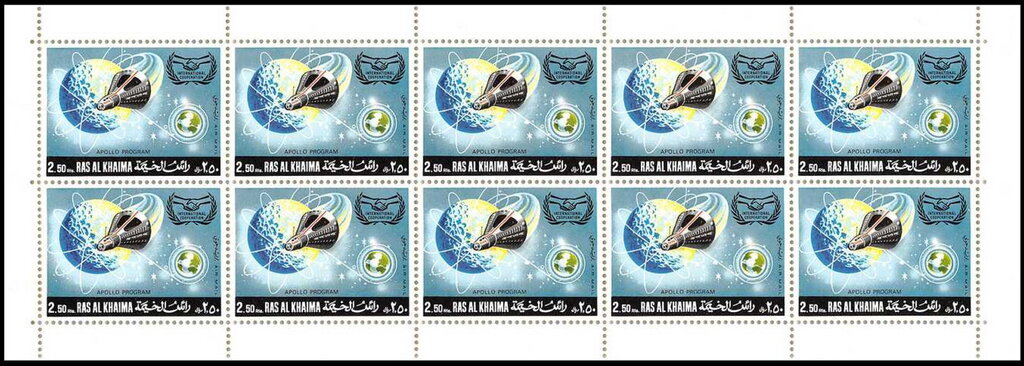
ريالان ونصف برنامج أبولو
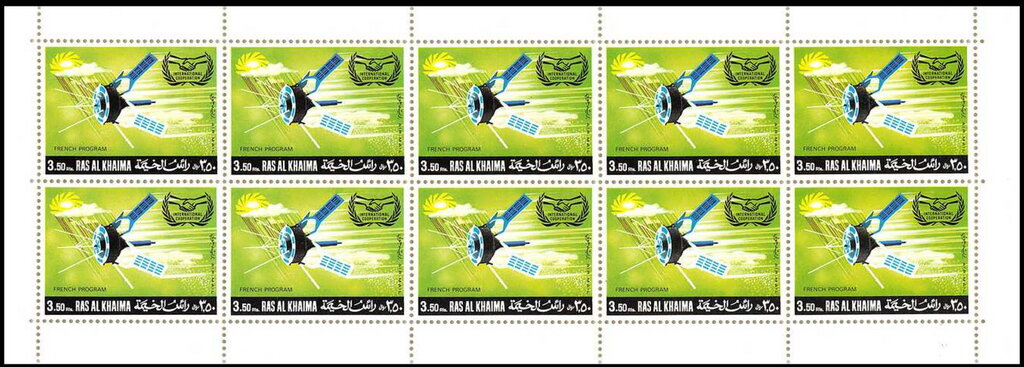
3 ريالات ونصف قمر صناعي فرنسي
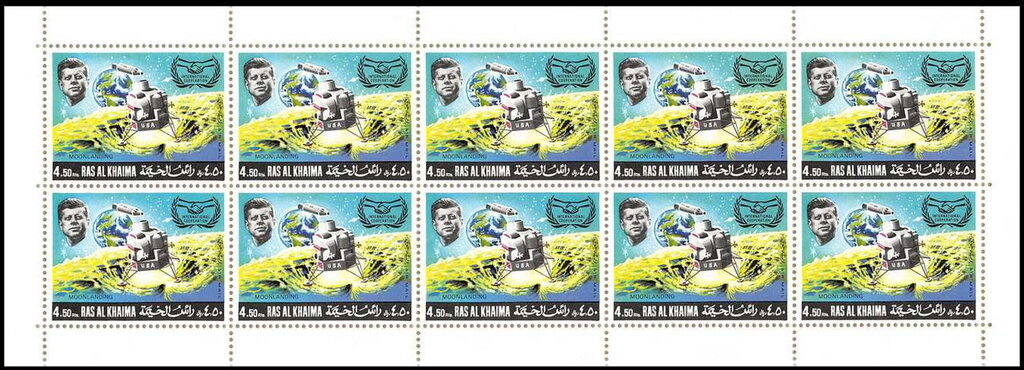
4 ريالات ونصف الهبوط على القمر

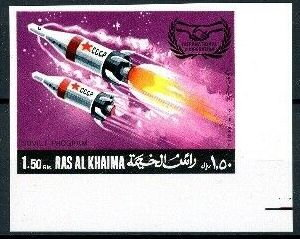
ريال ونصف صاروخا فضاء سوفيتيين
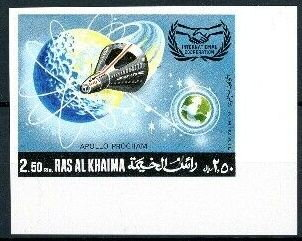
ريالان ونصف برنامج أبولو
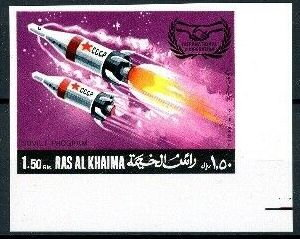
3 ريالات ونصف قمر صناعي فرنسي
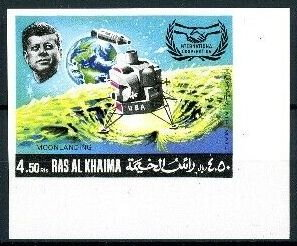
4 ريالات ونصف الهبوط على القمر
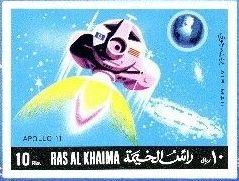
10 ريالات أبولو 11

وهذه صور صحائف الطوابع التي ضمت 10 طوابع في كل منها:

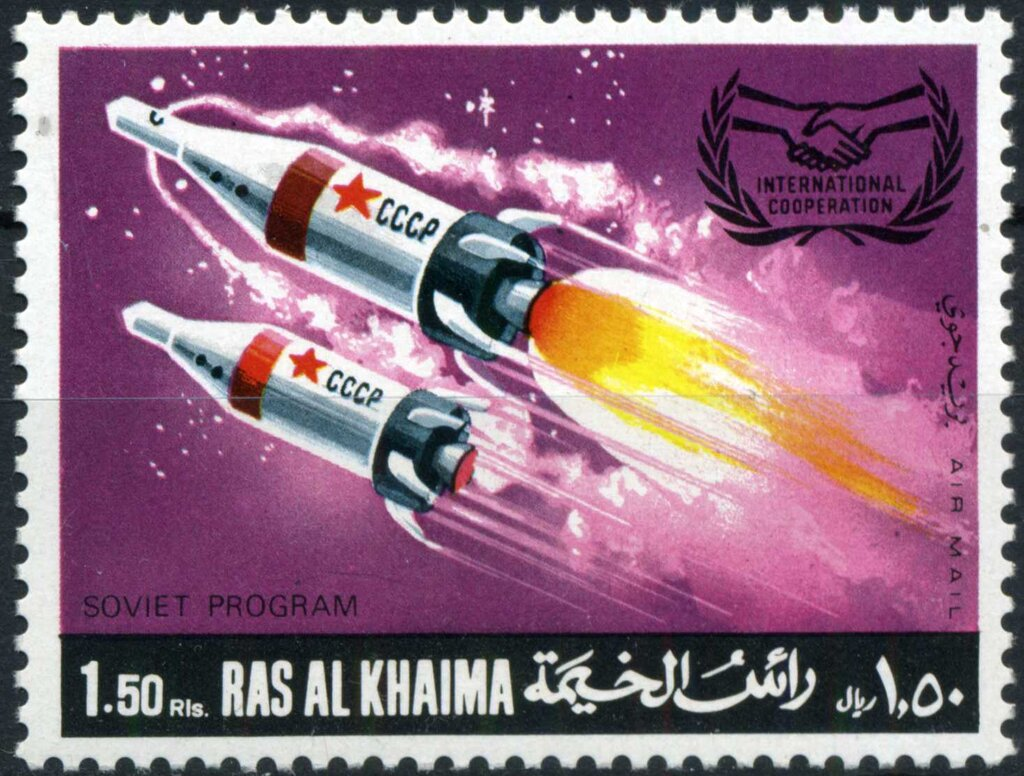
ريال ونصف صاروخا فضاء سوفيتيين
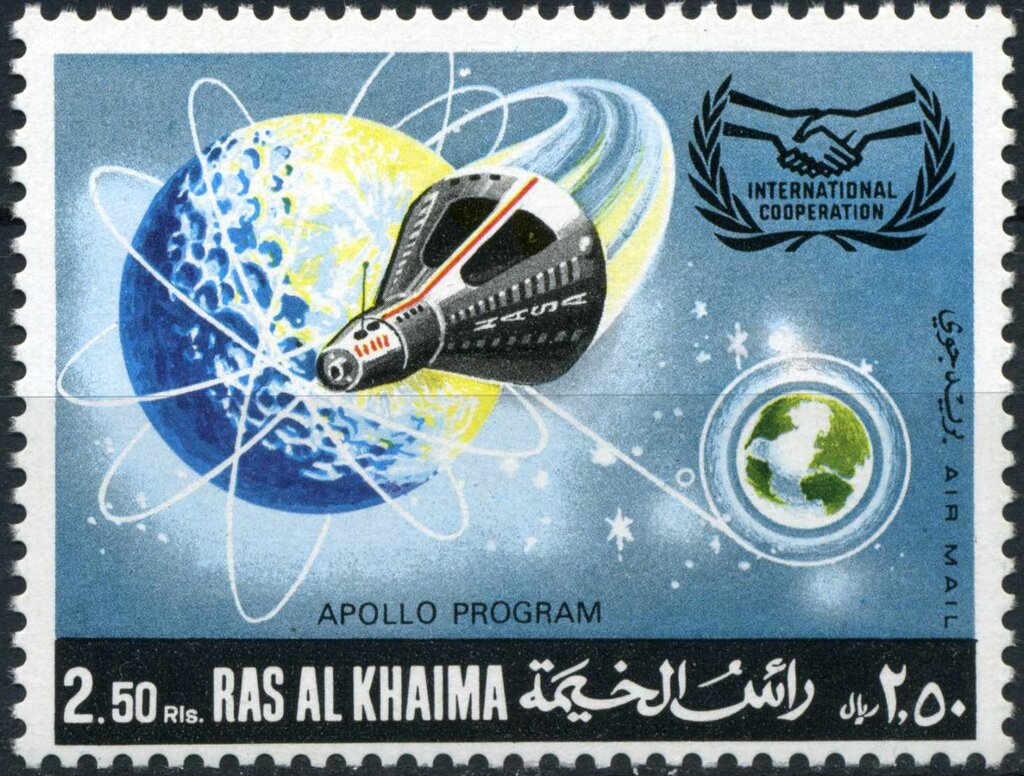
ريالان ونصف برنامج أبولو
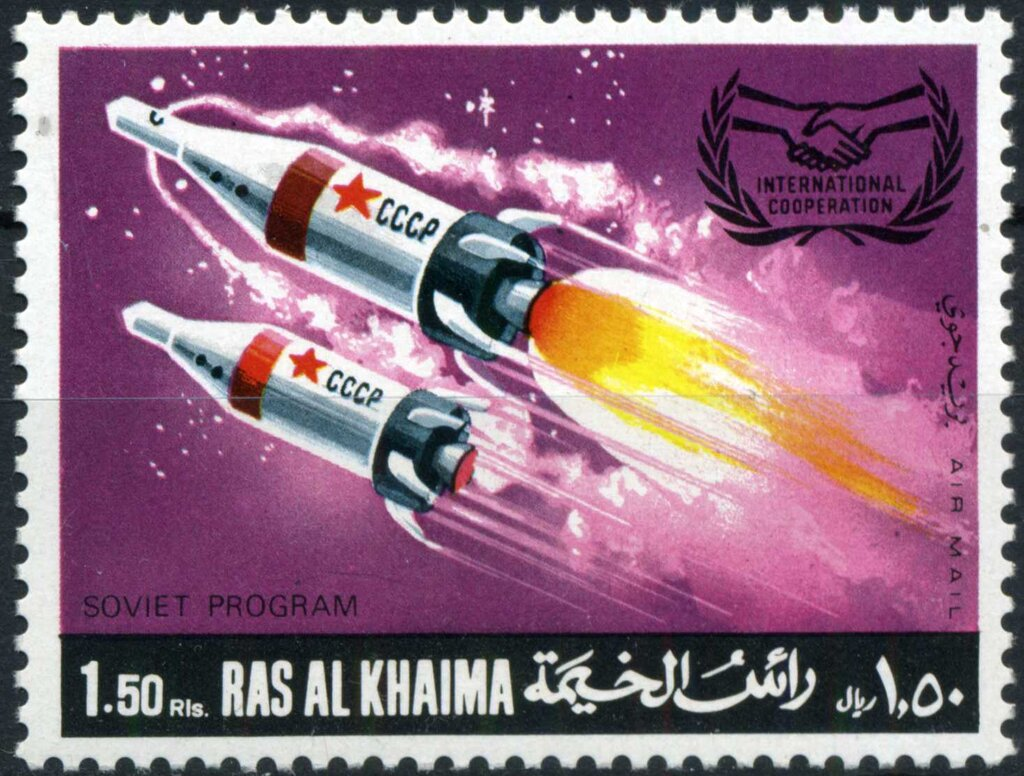
3 ريالات ونصف قمر صناعي فرنسي
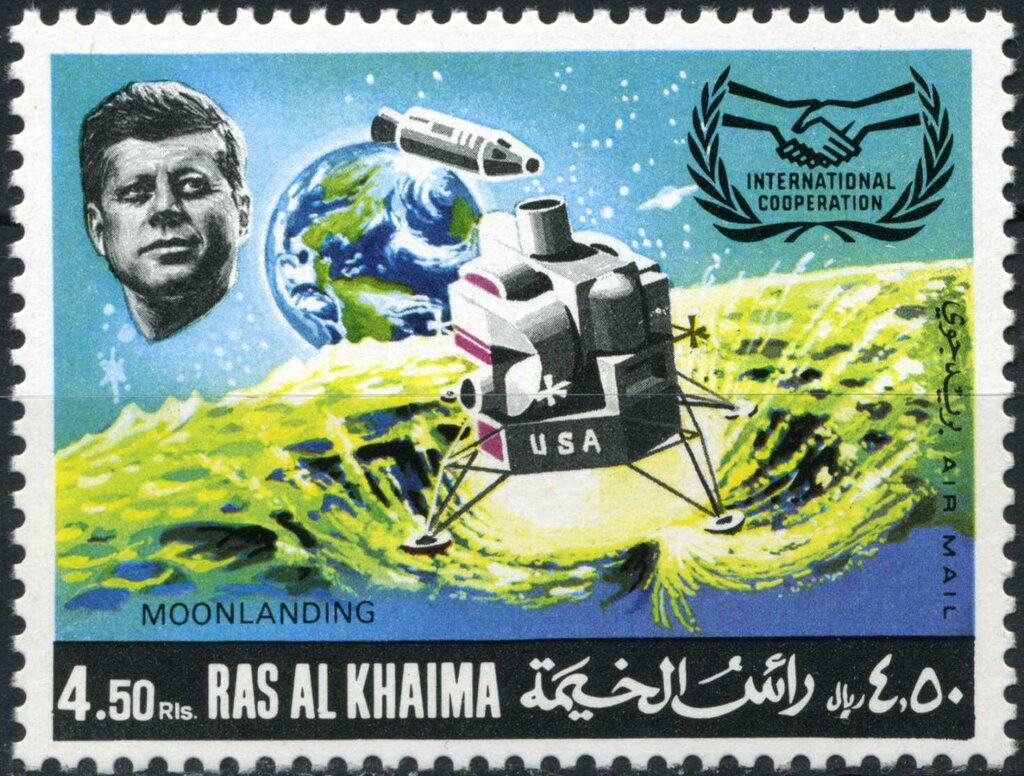
4 ريالات ونصف الهبوط على القمر
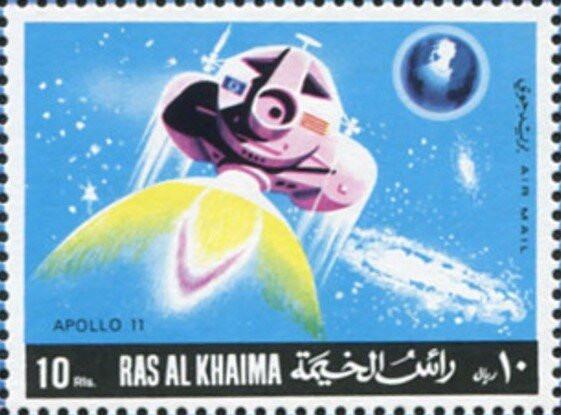
10 ريالات أبولو 11

كما أصدرت طوابع غير مخرمة:
- ريال ونصف
صاروخا فضاء سوفيتيين
- ريالان ونصف
برنامج أبولو
- 3 ريالات ونصف
قمر صناعي فرنسي
- 4 ريالات ونصف
الهبوط على القمر
- 10 ريالات
أبولو 11

كذلك أصدرت بطاقات:

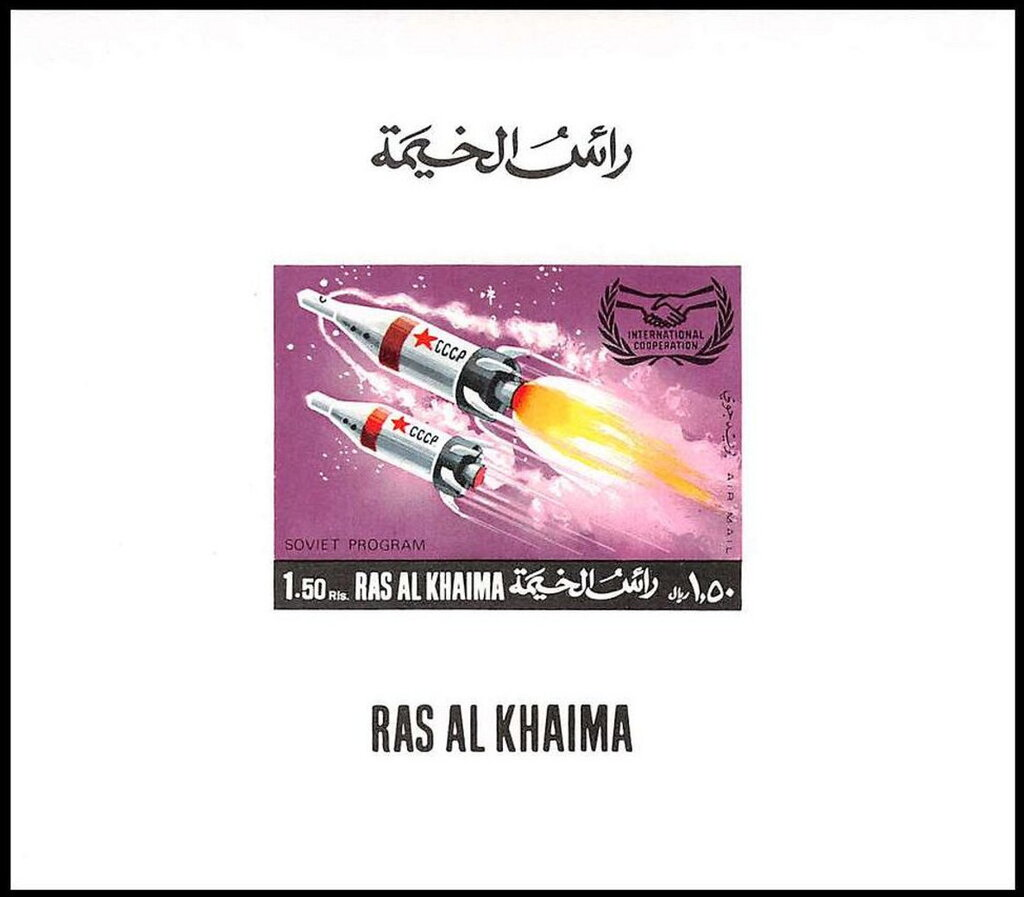
ريال ونصف صاروخا فضاء سوفيتيين
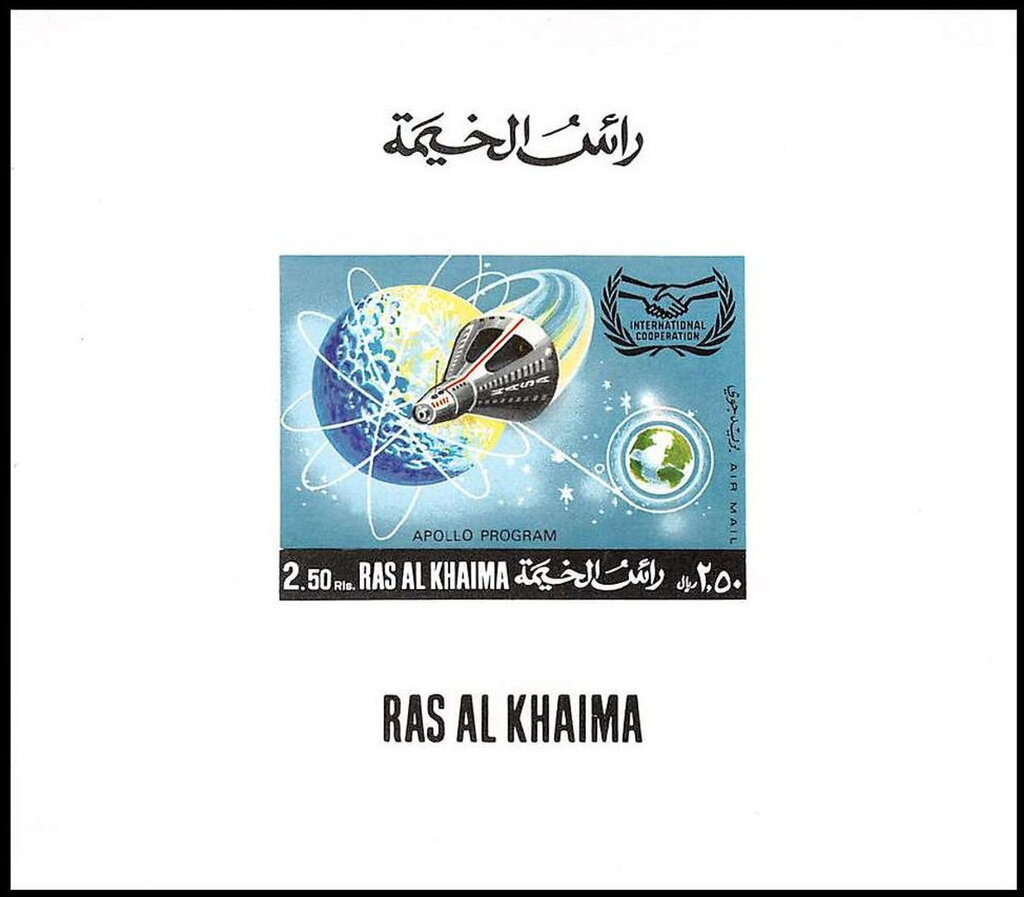
ريالان ونصف برنامج أبولو
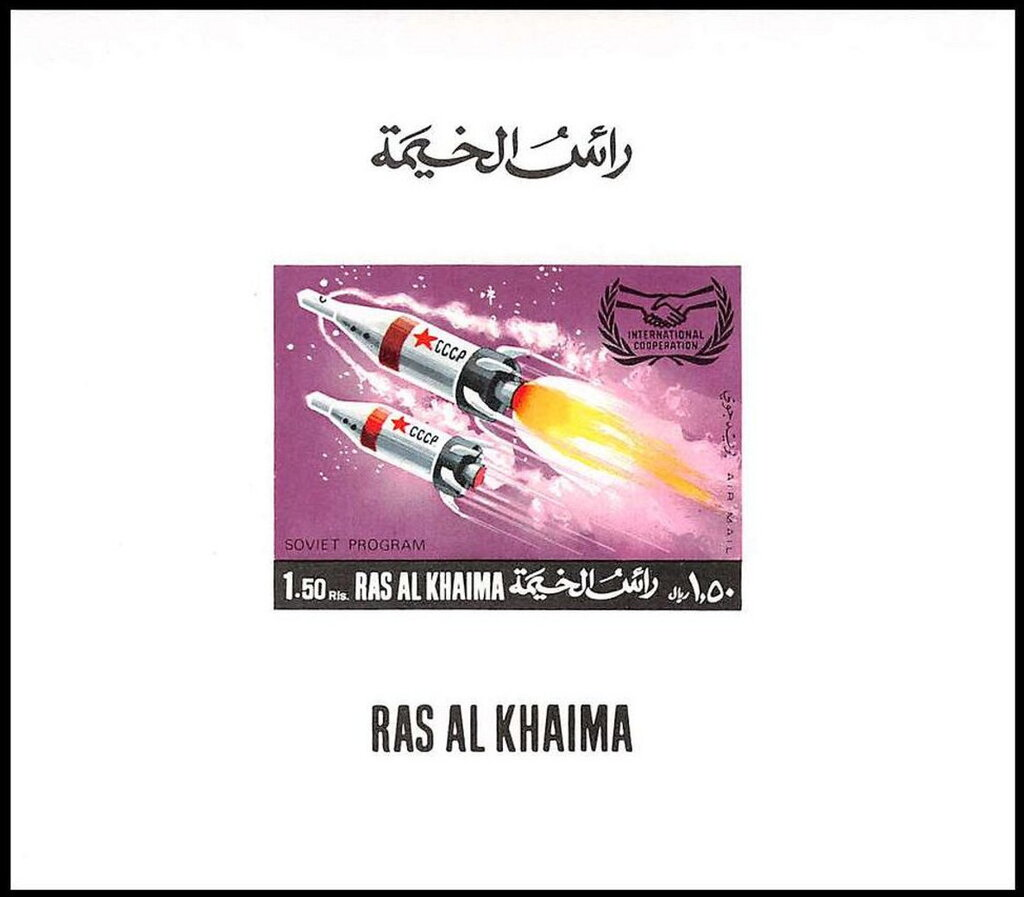
3 ريالات ونصف قمر صناعي فرنسي
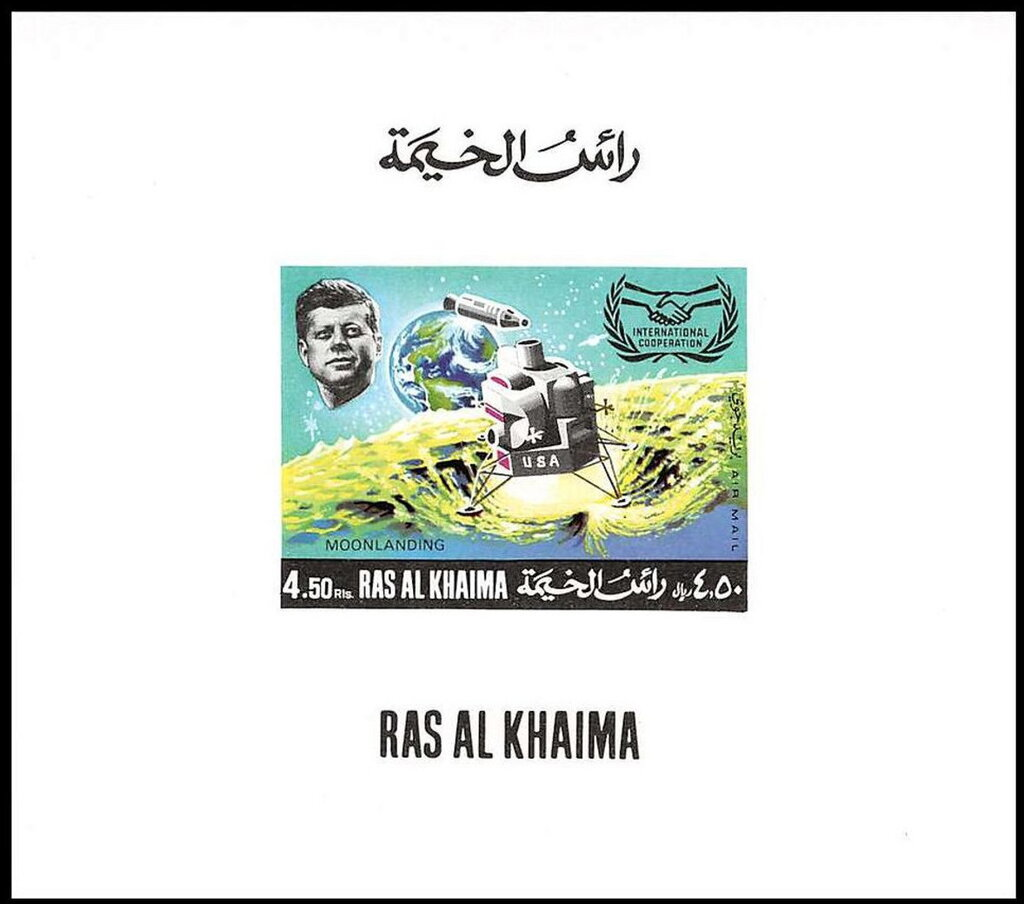
4 ريالات ونصف الهبوط على القمر

وكذلك بطاقات تذكارية يظهر عليها الطابع من فئة 10 ريالات:

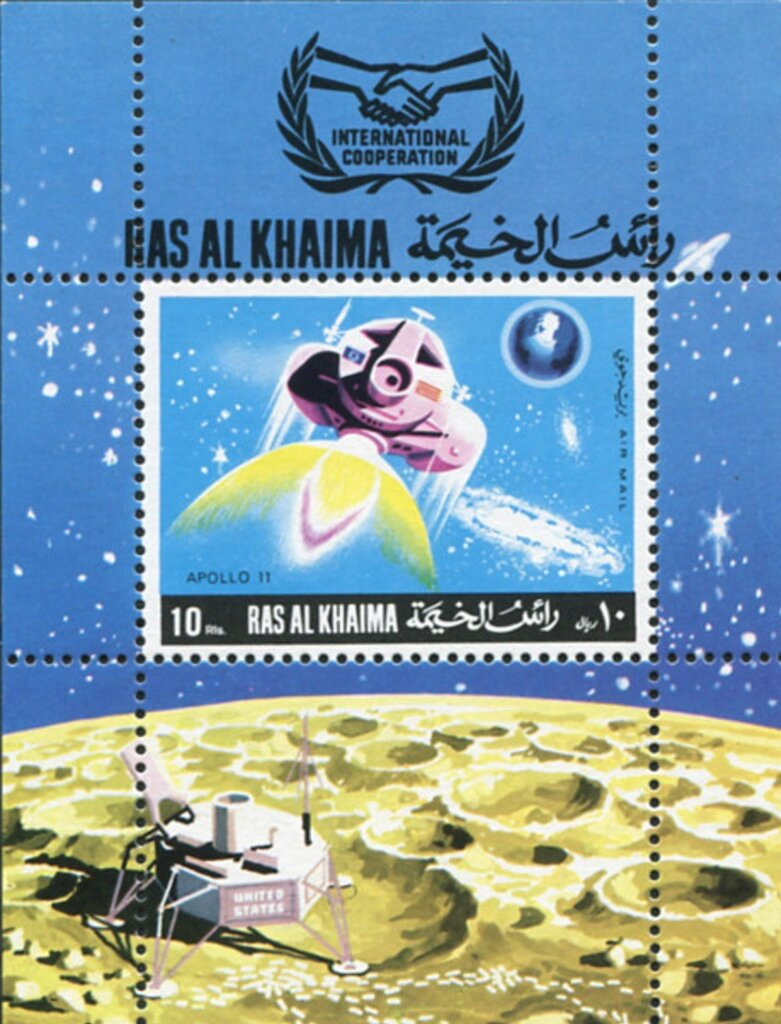
البطاقة المخرمة

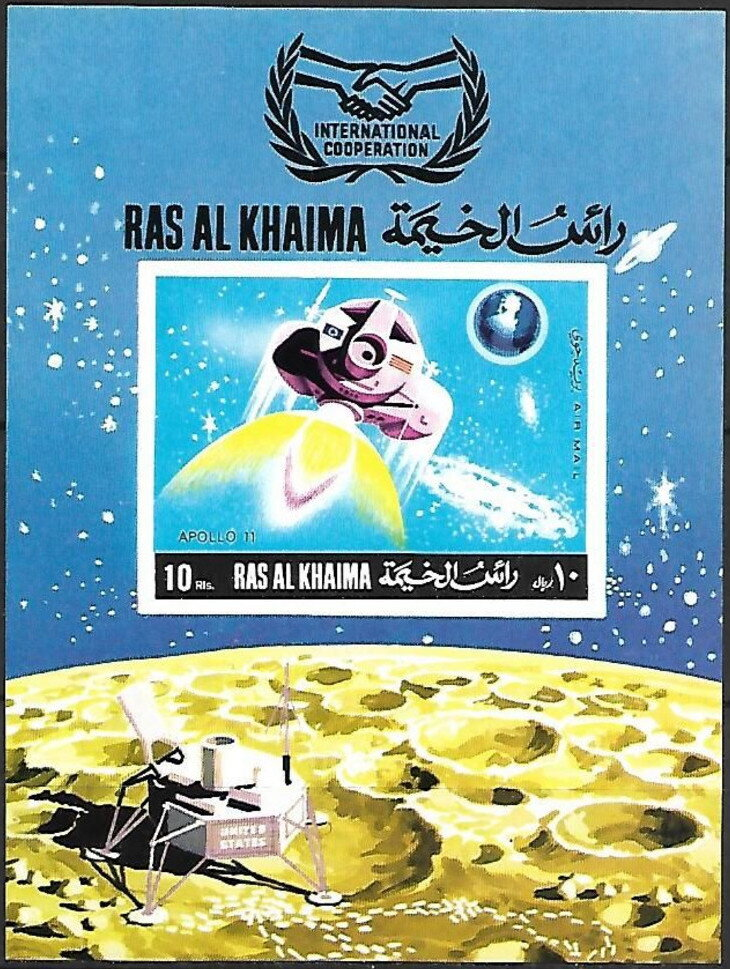
البطاقة غير المخرمة

## إصدارات نابليون بونابرت
أصدرت الطوابع التالية في 15 أغسطس 1969 احتفاء بالذكرى 200 لميلاد نابليون بونابرت، وتظهر فيها صور لوحاته:

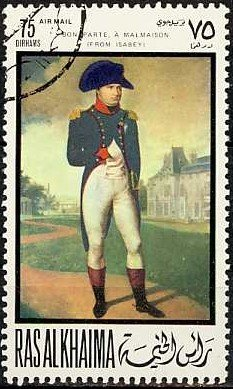
75 درهما (للبريد الجوي) لوحة نابليون أمام قلعة مالميزون (Q65183608) للرسام جان باتيست إيزابي[الإنجليزية]
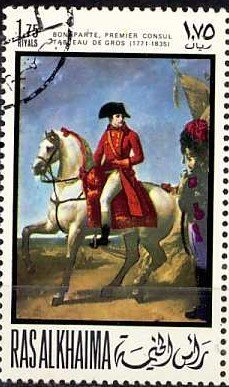
ريال وخمس وسبعون درهما لوحة بوناربت القنصل الأول[الإنجليزية] للرسام أنطوان جان جرو
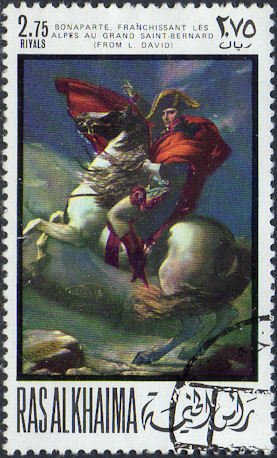
ريالان وخمس وسبعون درهما لوحة نابليون عابرا جبال الألب للرسام جاك لوي دافيد
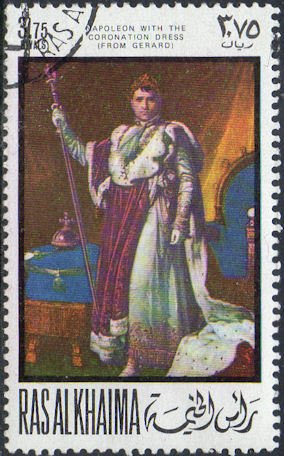
ثلاث ريالات وخمس وسبعون درهما لوحة نابليون في رداء التتويج (Q29855737) للرسام فرانسوا جيرار

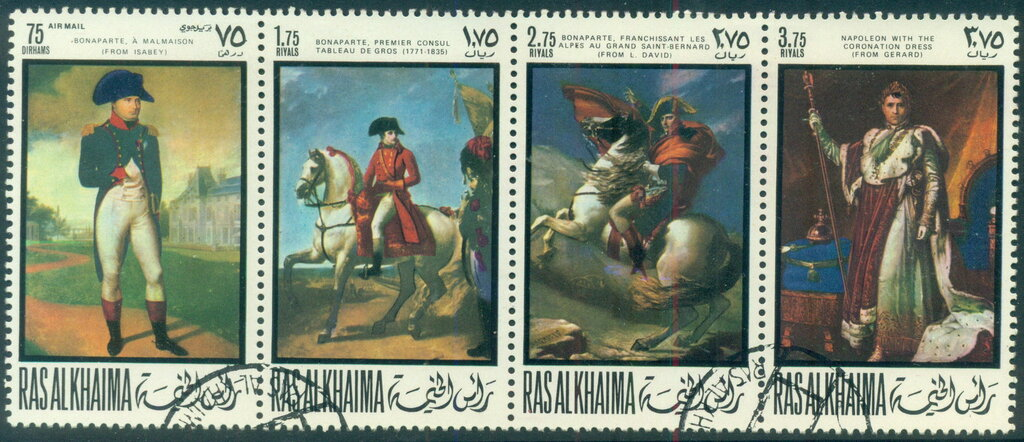
الطوابع الأربعة في هيئة طوابع متجاورة.

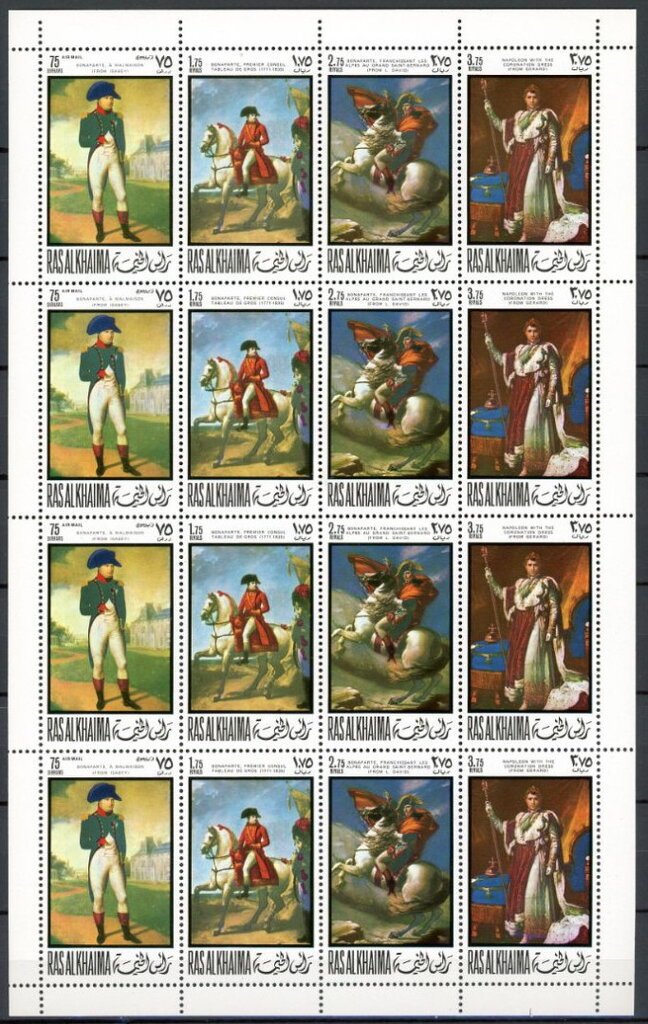
صحيفة الطوابع الأربعة المخرمة.

كما توفرت نسخ غير مخرمة من الطوابع:

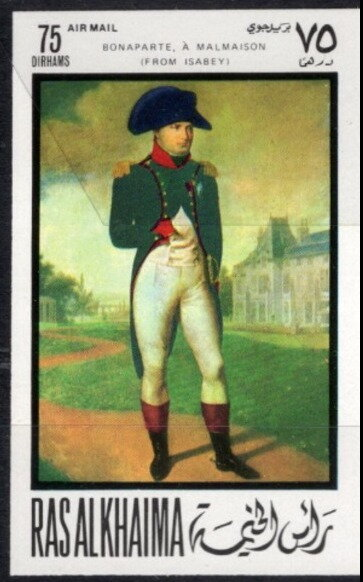
75 درهما (للبريد الجوي) لوحة نابليون أمام قلعة مالميزون (Q65183608) للرسام جان باتيست إيزابي[الإنجليزية]
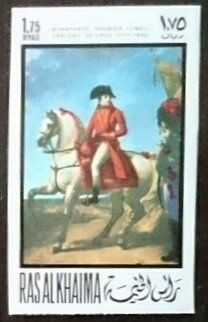
ريال وخمس وسبعون درهما لوحة بوناربت القنصل الأول[الإنجليزية] للرسام أنطوان جان جرو
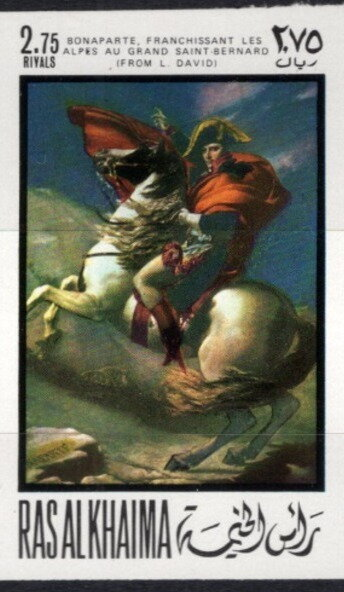
ريالان وخمس وسبعون درهما لوحة نابليون عابرا جبال الألب للرسام جاك لوي دافيد
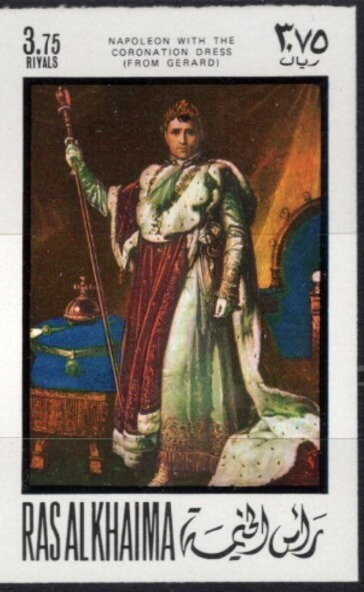
ثلاث ريالات وخمس وسبعون درهما لوحة نابليون في رداء التتويج (Q29855737) للرسام فرانسوا جيرار

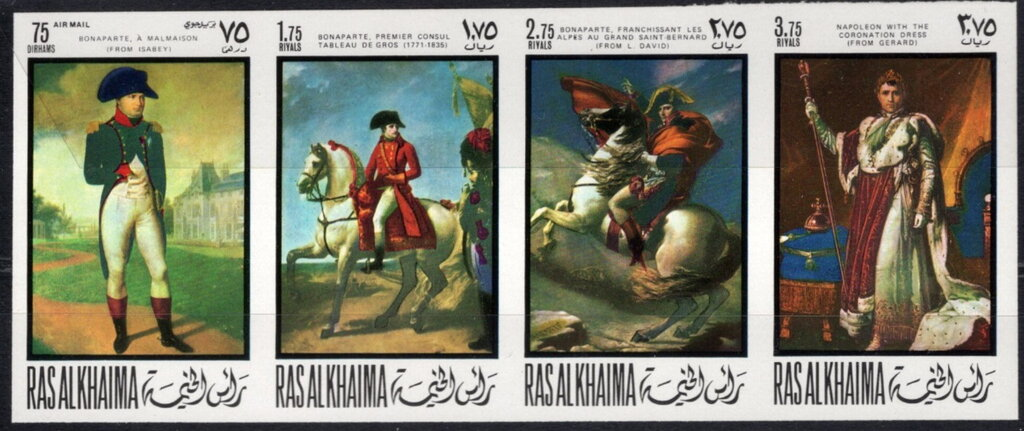
الطوابع الأربعة غير المخرمة في هيئة طوابع متجاورة.

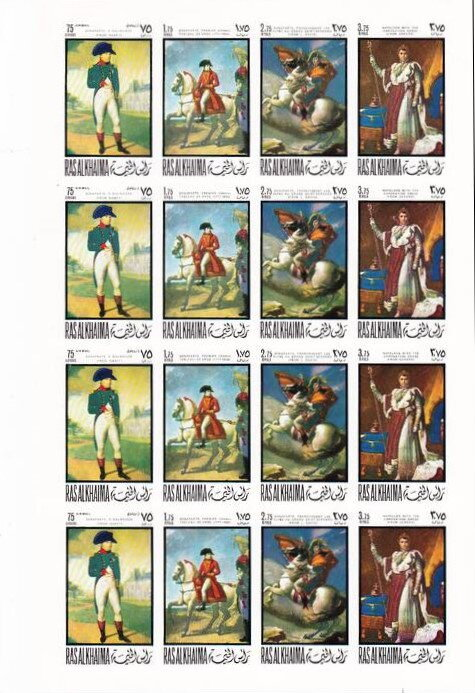
صحيفة الطوابع الأربعة المخرمة.

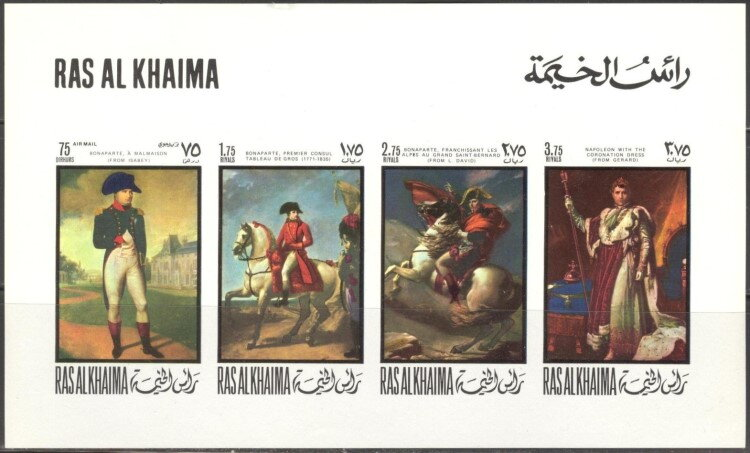
بطاقة تظهر فيها الطوابع الأربعة.

كما أصدرت بطاقة تذكارية تضم طابعا بقيمة 10 ريالات، وتظهر فيها لوحة تتويج نابليون للرسام جاك لوي دافيد، وقد توفرت بنسخة مخرمة وأخرى غير مخرمة:

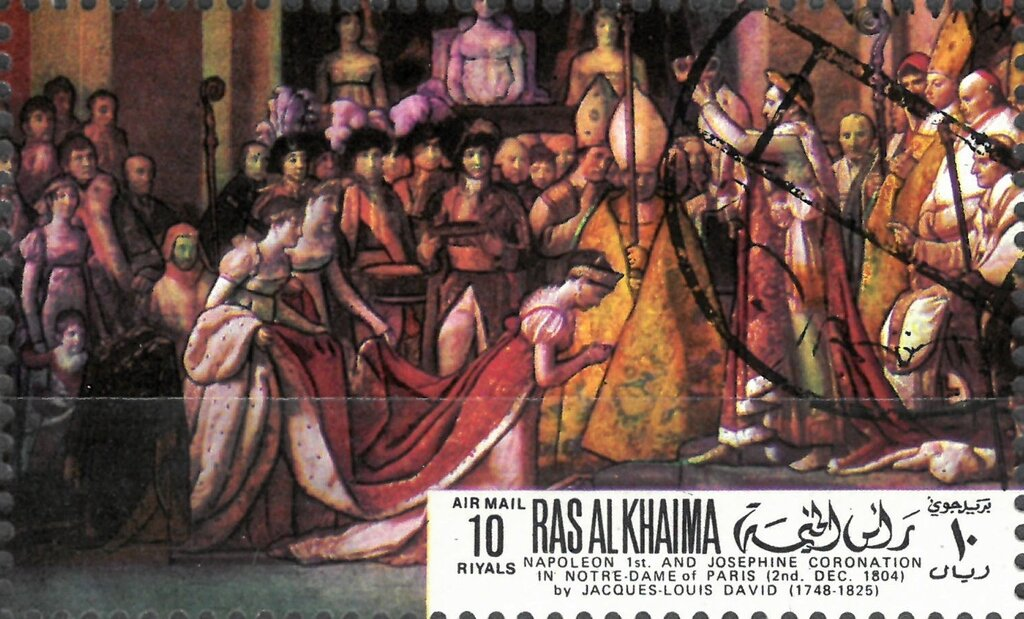
الطابع المخرم
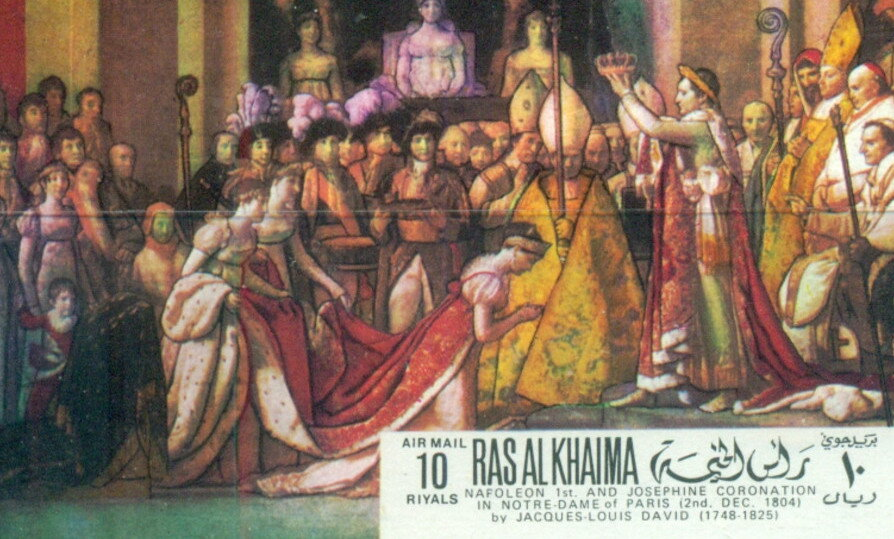
الطابع غير المخرم

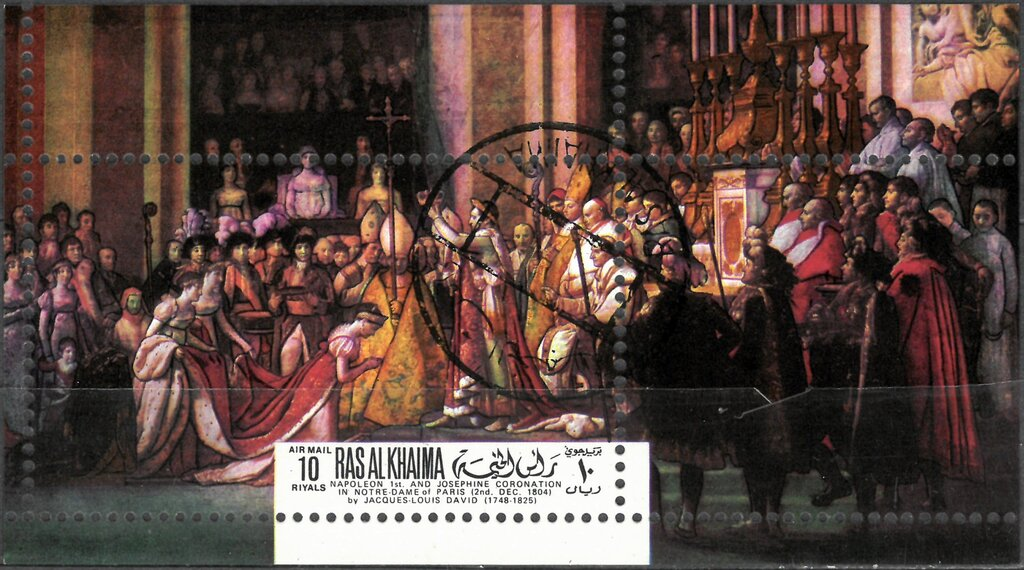
البطاقة التذكارية المخرمة.

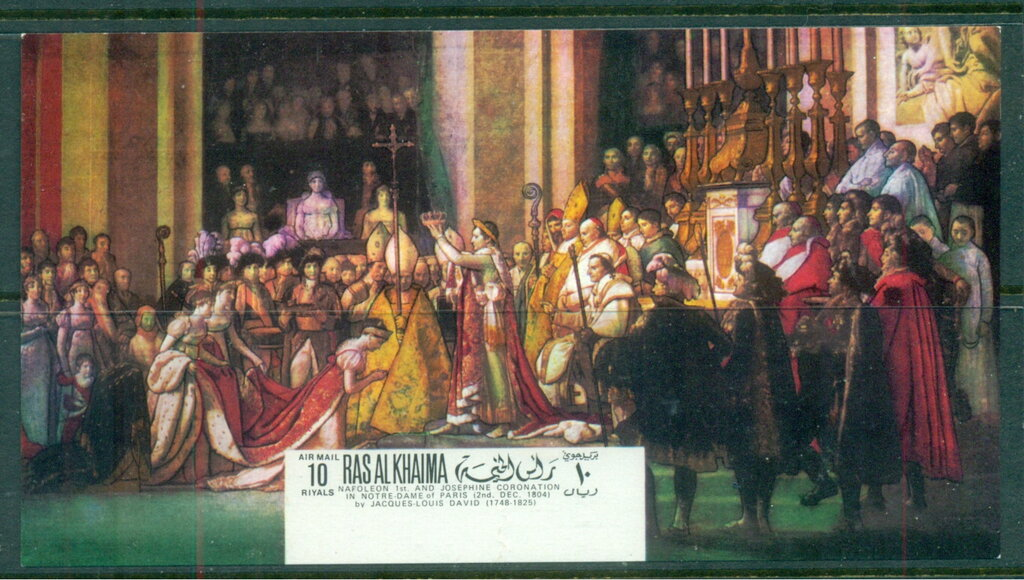
البطاقة التذكارية غير المخرمة.

كذلك توفر إصدار طوابع مذهبة وقد كانت كما يلي:

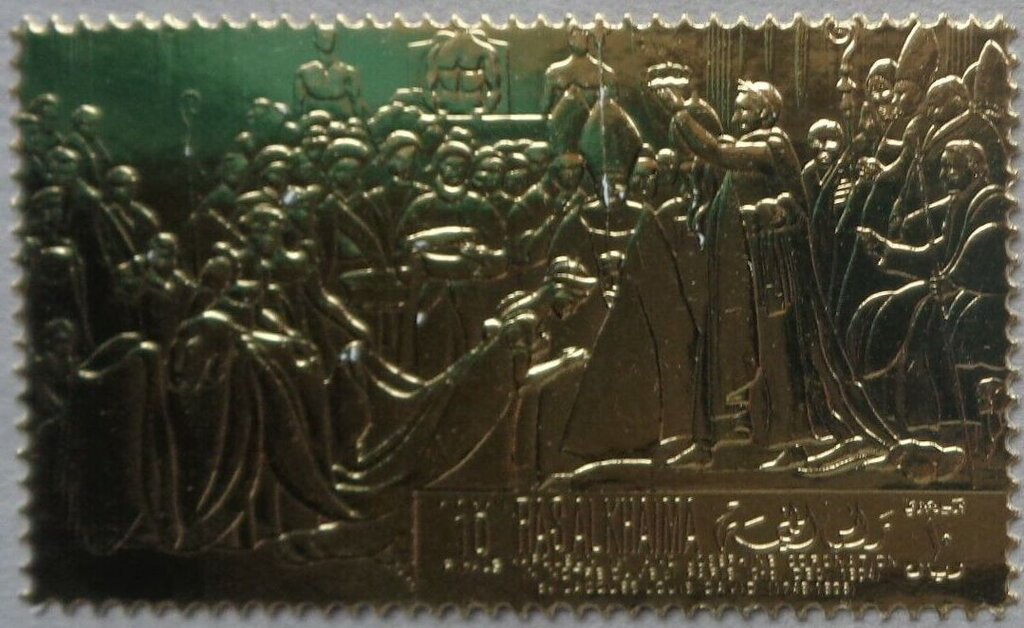
10 ريالات طابع مذهب ومخرم وتظهر فيه لوحة تتويج نابليون للرسام جاك لوي دافيد.
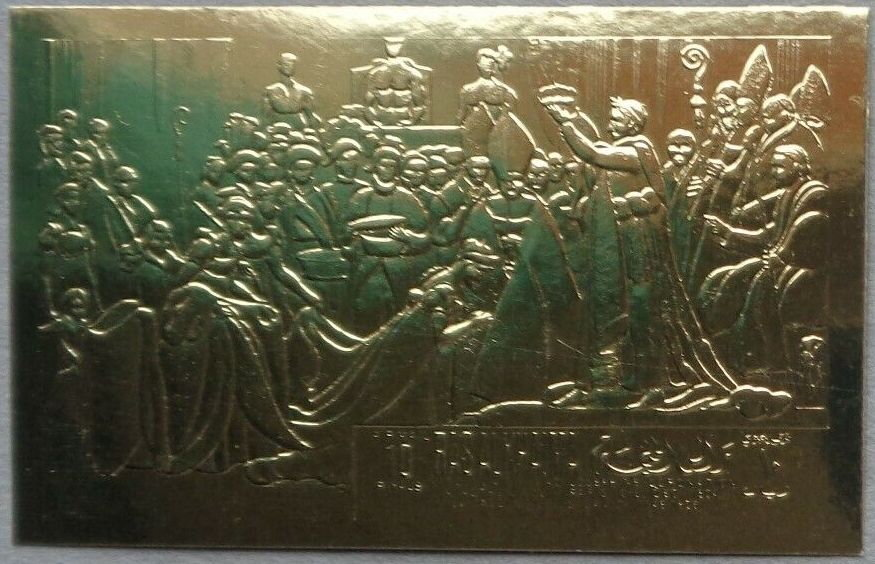
10 ريالات طابع مذهب غير مخرم وتظهر فيه لوحة تتويج نابليون للرسام جاك لوي دافيد.
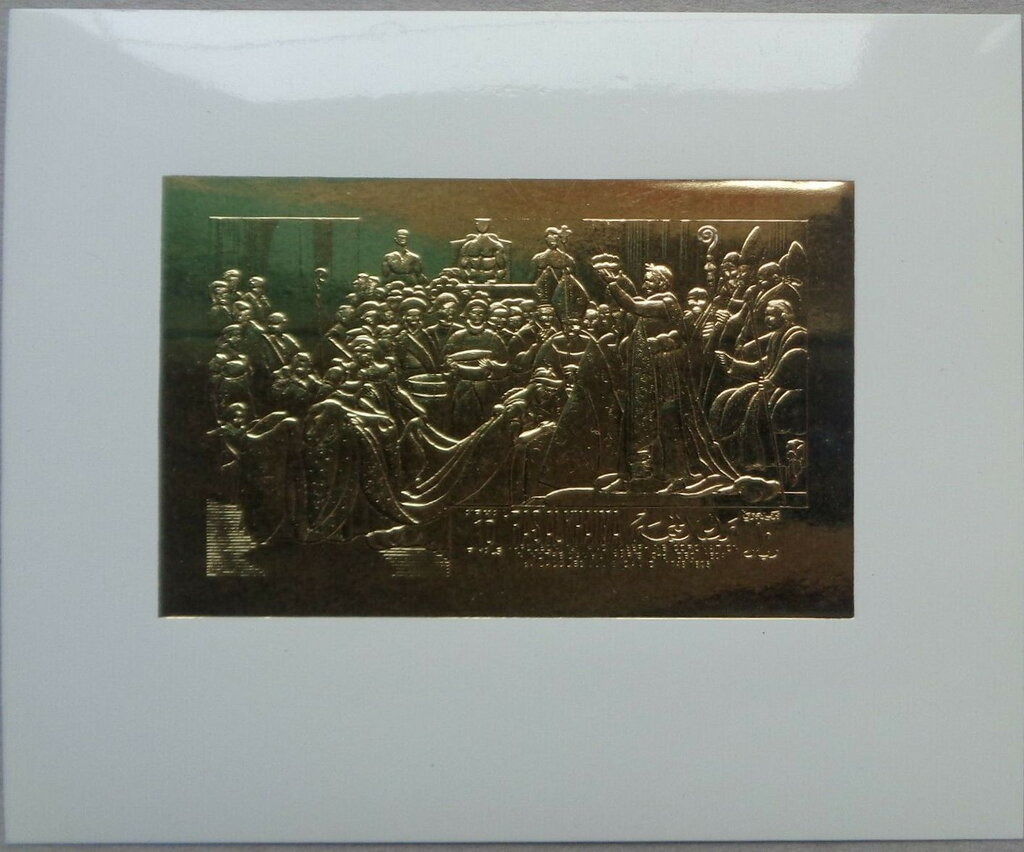
10 ريالات بطاقة مذهبة وتظهر فيها لوحة تتويج نابليون للرسام جاك لوي دافيد.
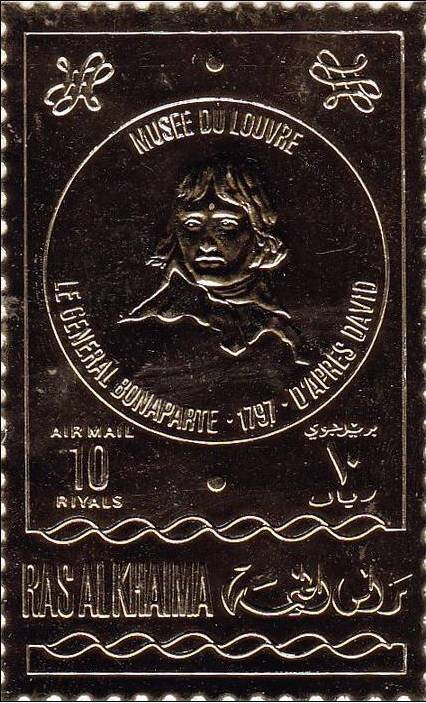
10 ريالات طابع مذهب ومخرم وتظهر فيه صورة نابليون بونابرت التي رسمها جاك لوي دافيد.
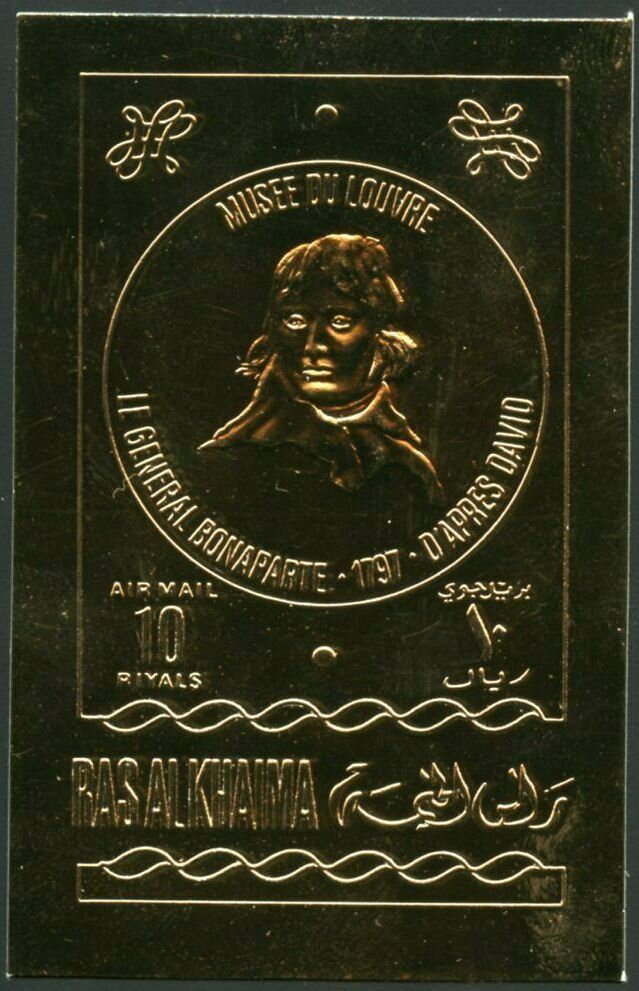
10 ريالات طابع مذهب ومخرم وتظهر فيه صورة نابليون بونابرت التي رسمها جاك لوي دافيد.
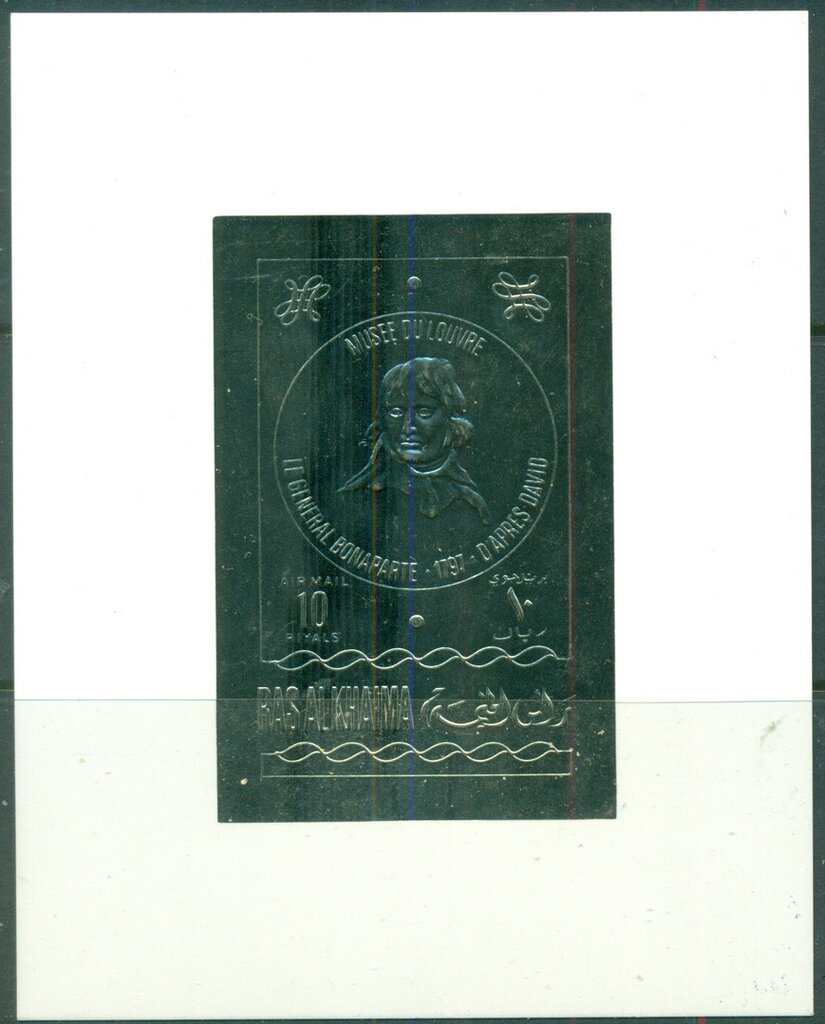
10 ريالات بطاقة مذهبة وتظهر فيها صورة نابليون بونابرت التي رسمها جاك لوي دافيد.

## إصدارات برامج الفضاء أبولو 10 وأبولو 11

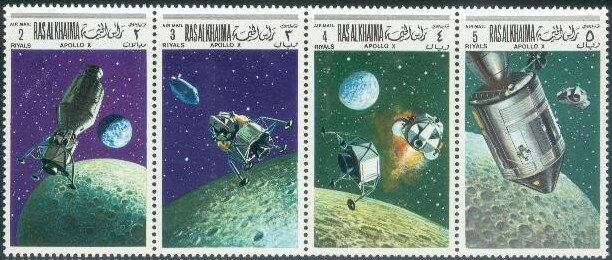
أربع طوابع متجاورة من الطوابع الثمانية.

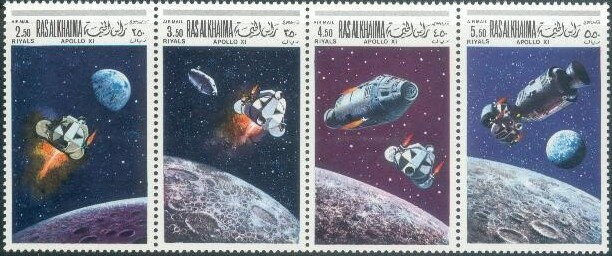
أربع طوابع متجاورة من الطوابع الثمانية.

أصدرت في 15 أغسطس 1969 طوابع تحتفي ببعثات أبولو 10 وأبولو 11.

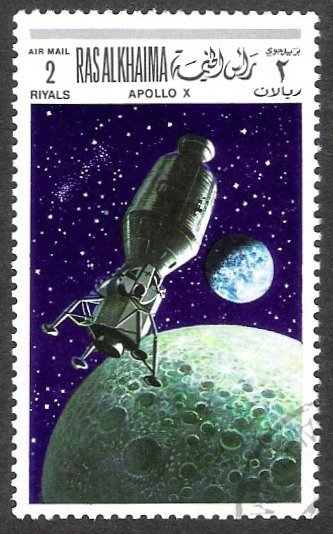
ريالان
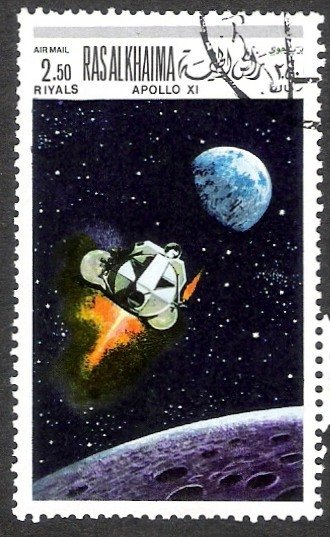
ريالان ونصق
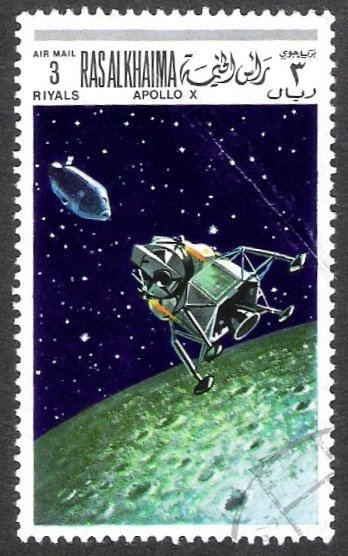
3 ريالات
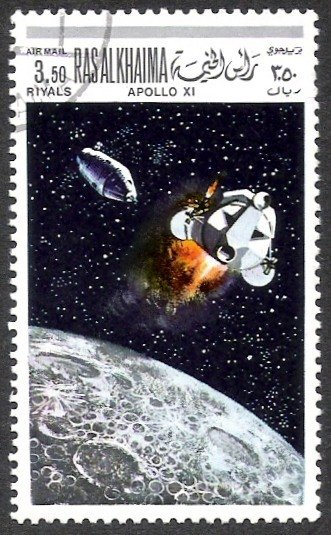
3 ريالات ونصف
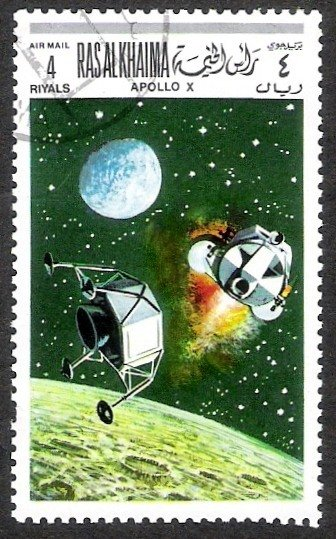
4 ريالات
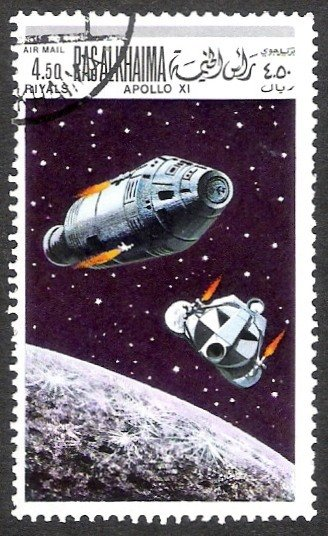
4 ريالات ونصف
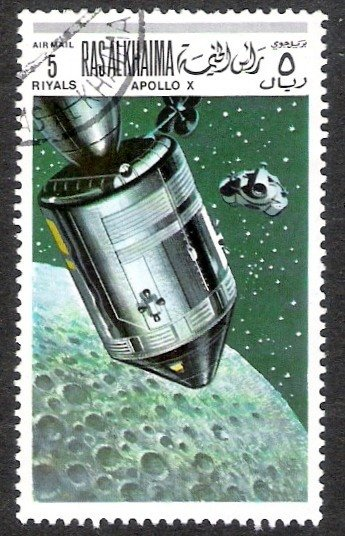
5 ريالات
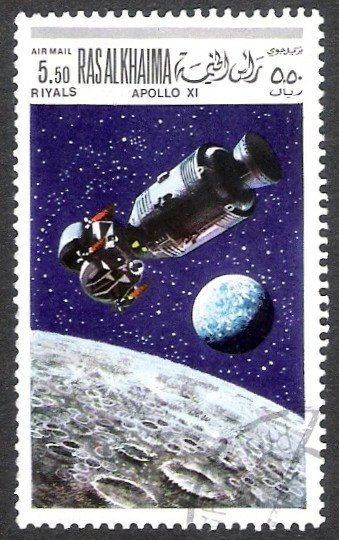
5 ريالات ونصف

وكذلك أصدرت طوابع غير مخرمة:

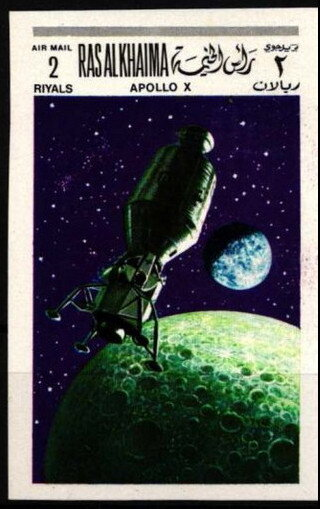
ريالان
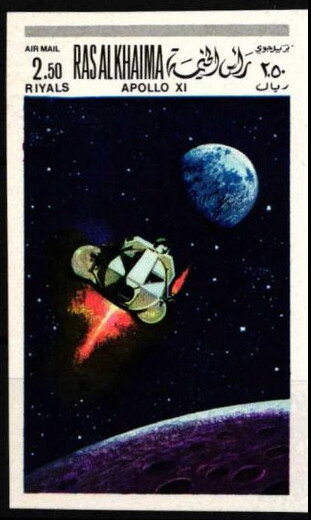
ريالان ونصق
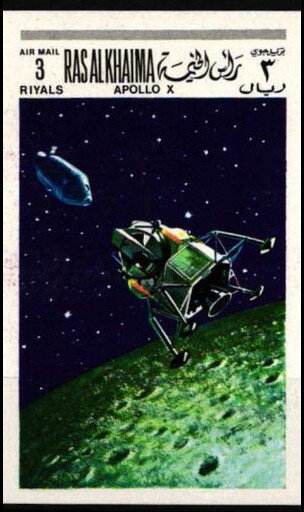
3 ريالات
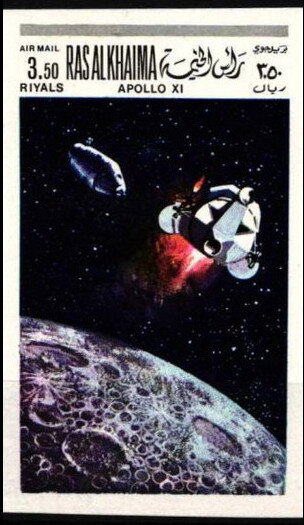
3 ريالات ونصف
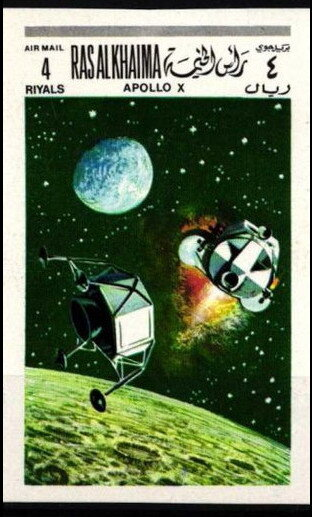
4 ريالات
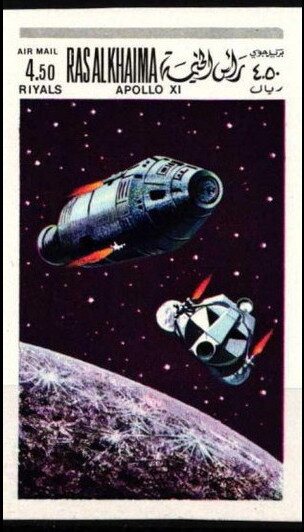
4 ريالات ونصف
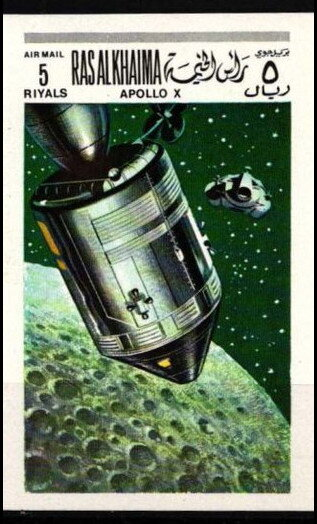
5 ريالات
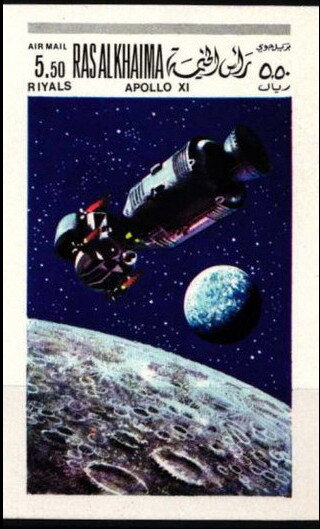
5 ريالات ونصف

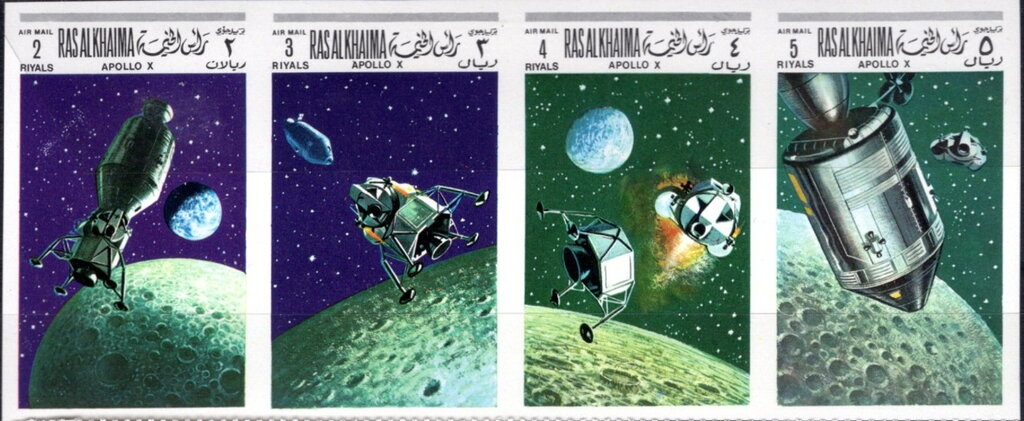
أربع طوابع متجاورة غير مخرمة من الطوابع الثمانية.

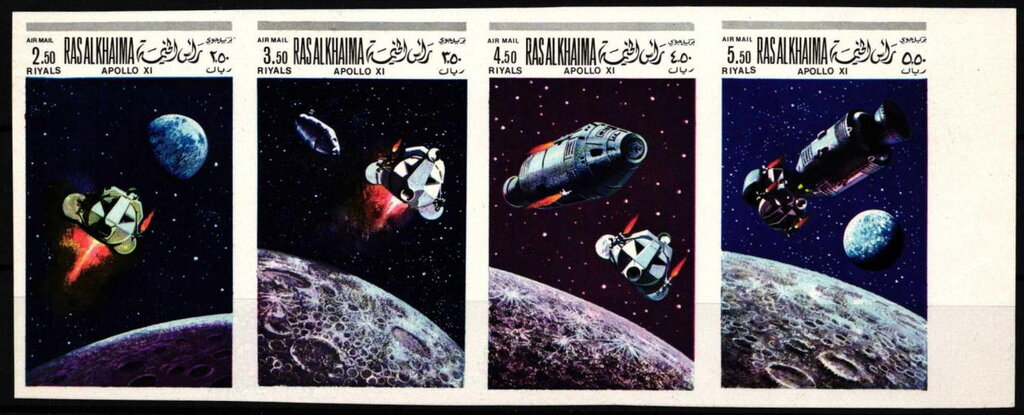
أربع طوابع متجاورة غير مخرمة من الطوابع الثمانية.

كما أصدرت بطاقتان تدذكاريتان تضم كل واحدة منهما 4 طوابع:

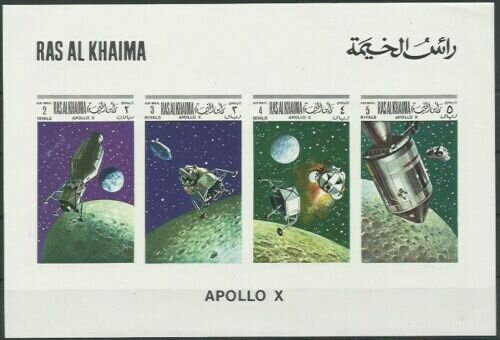
بطاقة تذكارية بقيمة 14 ريال

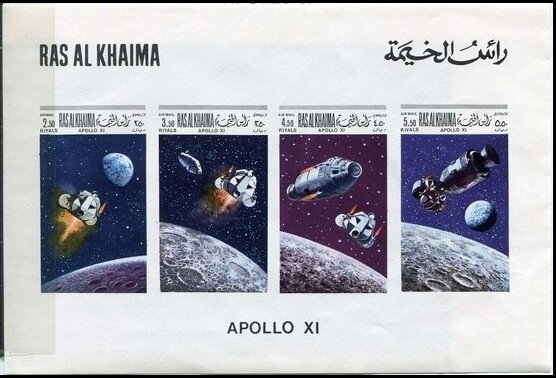
بطاقة تذكارية بقيمة 16 ريال

## إصدارات عودة أبولو 11

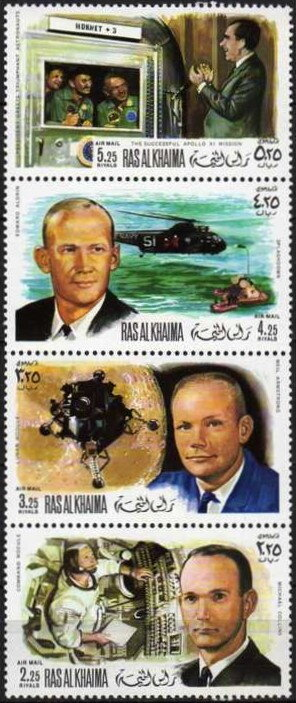
مجموعة طوابع متجاورة تضم الطوابع الأربعة

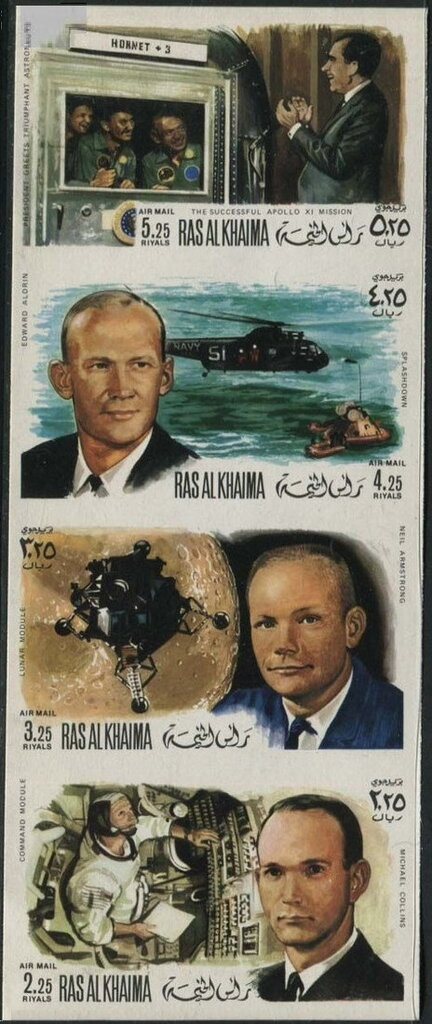
مجموعة طوابع متجاورة غير مخرمة تضم الطوابع الأربعة

أصدرت في 15 أغسطس 1969 طوابع تحتفي بعودة بعثة أبولو 11.

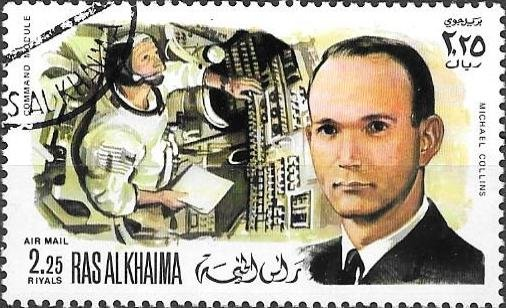
ريالان وربع مايكل كولينز
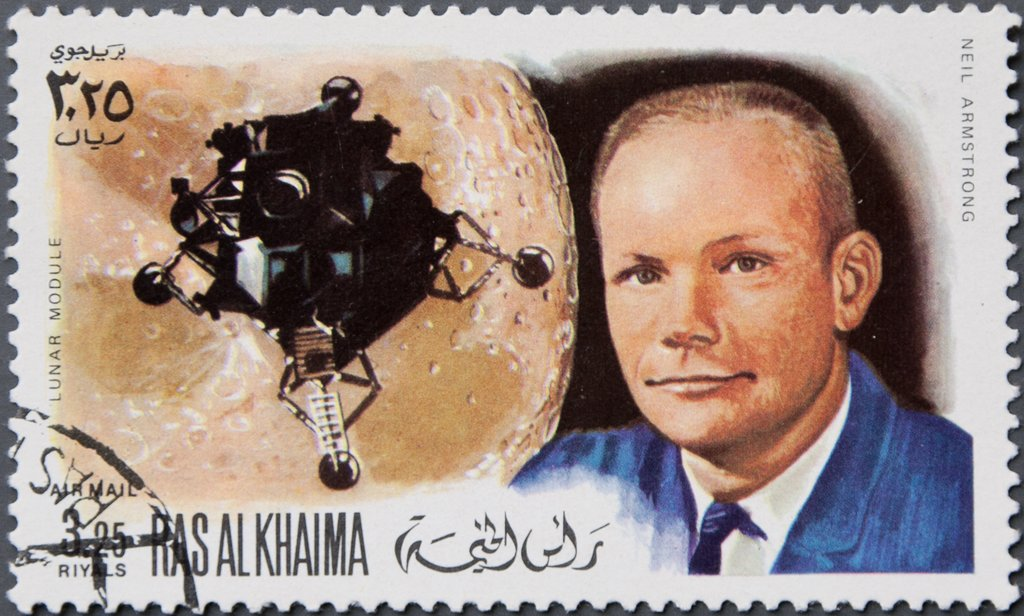
3 ريالات وربع نيل آرمسترونغ
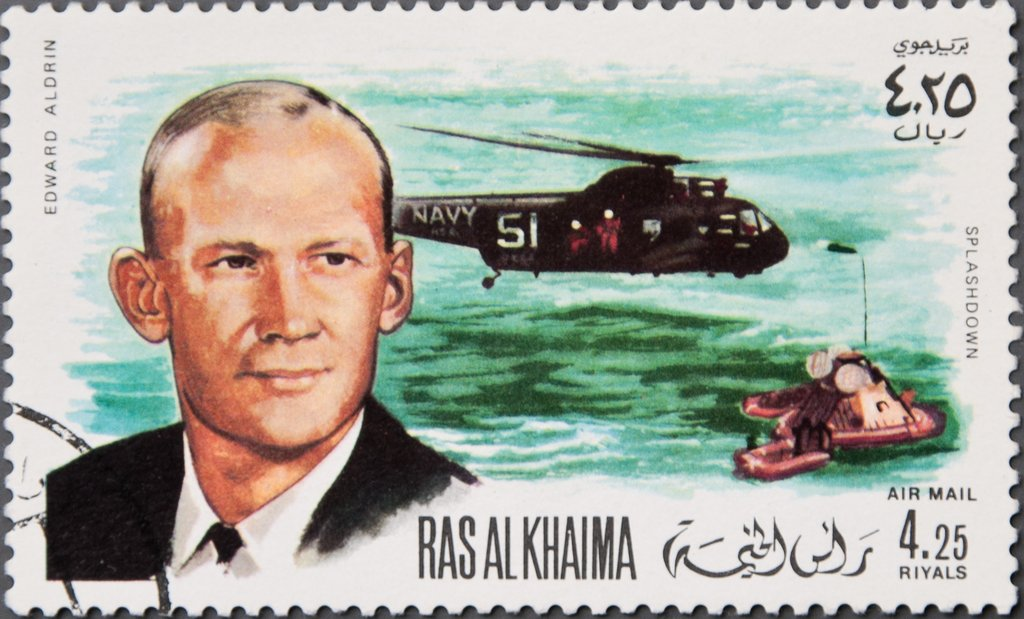
4 ريالات وربع بز ألدرن
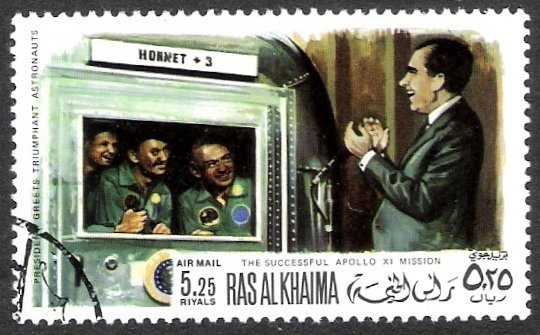
5 ريالات وربع ريتشارد نيكسون مع رواد الفضاء الثلاثة

وكذلك أصدرت طوابع غير مخرمة:

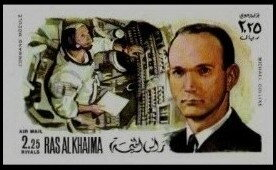
ريالان وربع مايكل كولينز
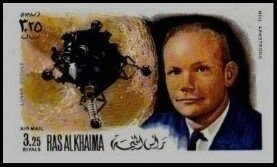
3 ريالات وربع نيل آرمسترونغ
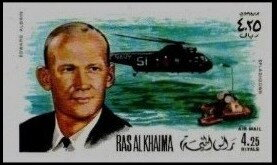
4 ريالات وربع بز ألدرن
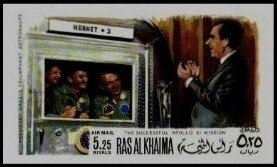
5 ريالات وربع ريتشارد نيكسون مع رواد الفضاء الثلاثة

وكذلك أصدرت بطاقات تذكارية:

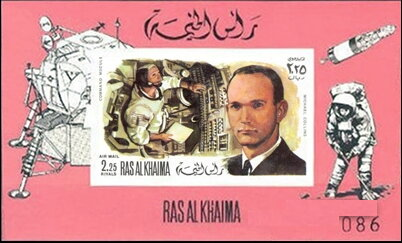
ريالان وربع مايكل كولينز
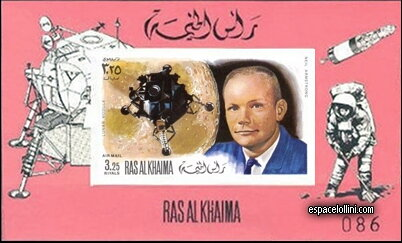
3 ريالات وربع نيل آرمسترونغ
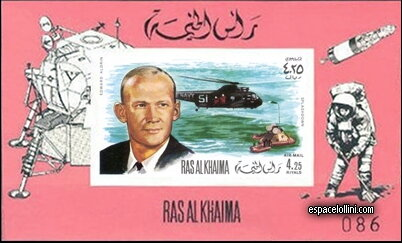
4 ريالات وربع بز ألدرن
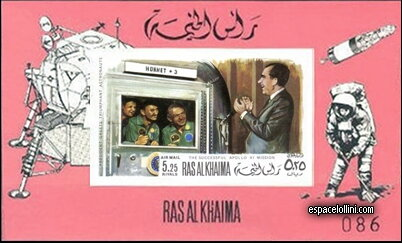
5 ريالات وربع ريتشارد نيكسون مع رواد الفضاء الثلاثة

وكذبك أصدرت بطاقة تذكارية:

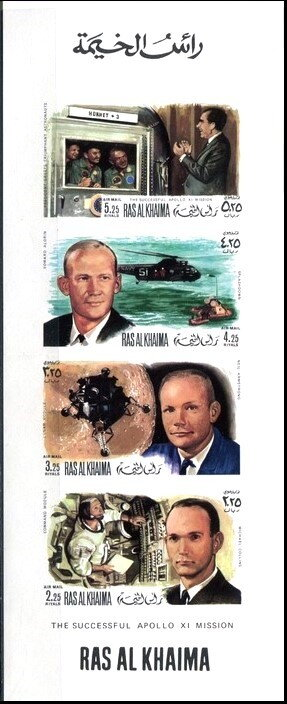
بطاقة تذكارية غير مخرمة تضم الطوابع الأربعة

كما أصدرت بطاقات وطوابع مذهبة في 30 أغسطس 1969، وكانت قيمة كل واحد منها 10 ريالات:

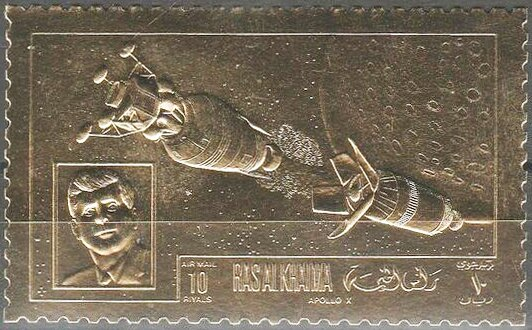
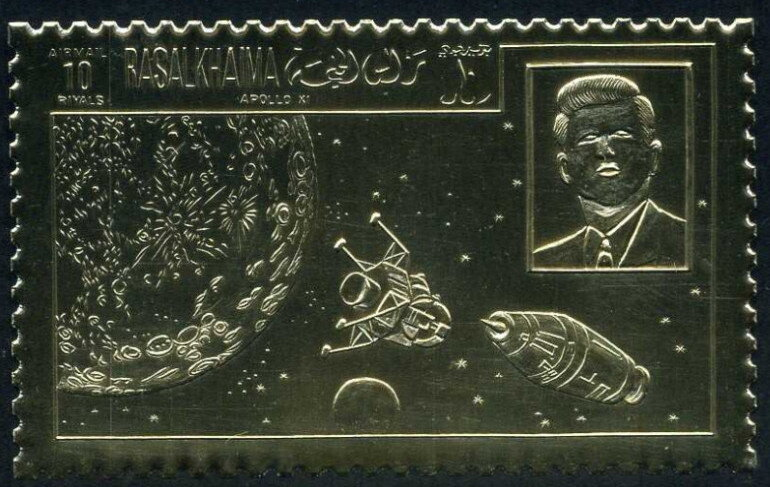
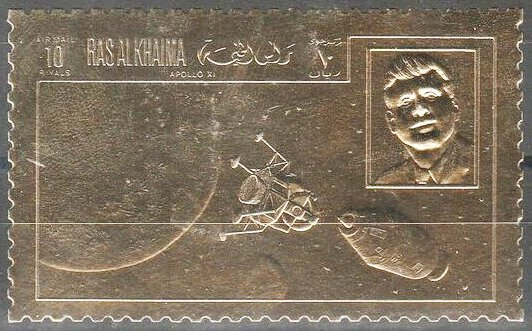

- الطوابع المخرمة:

- الطوابع غير المخرمة:

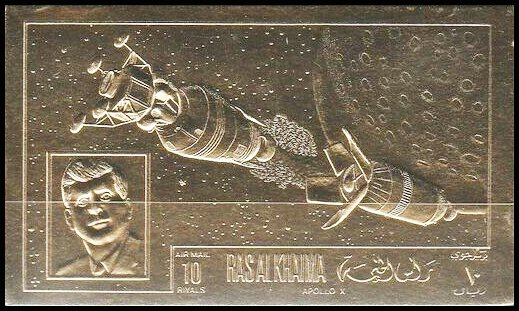
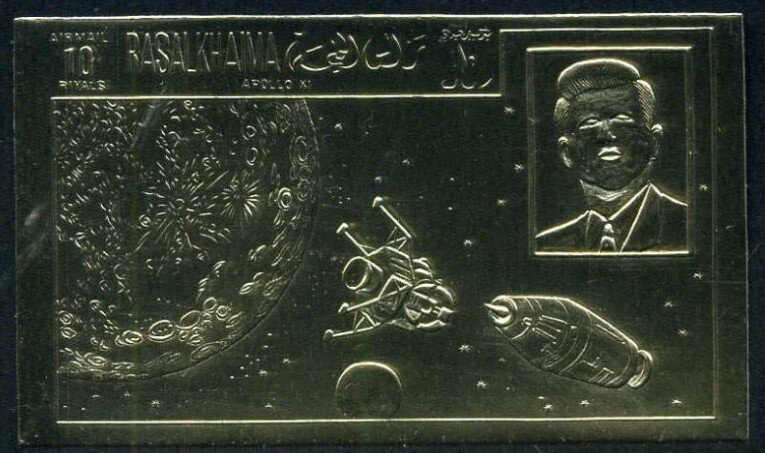
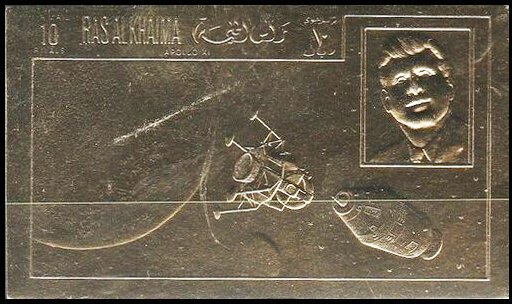

وكذلك أصدرت البطاقات تضم كل واحدة منها نسخة من الطوابع أعلاه:

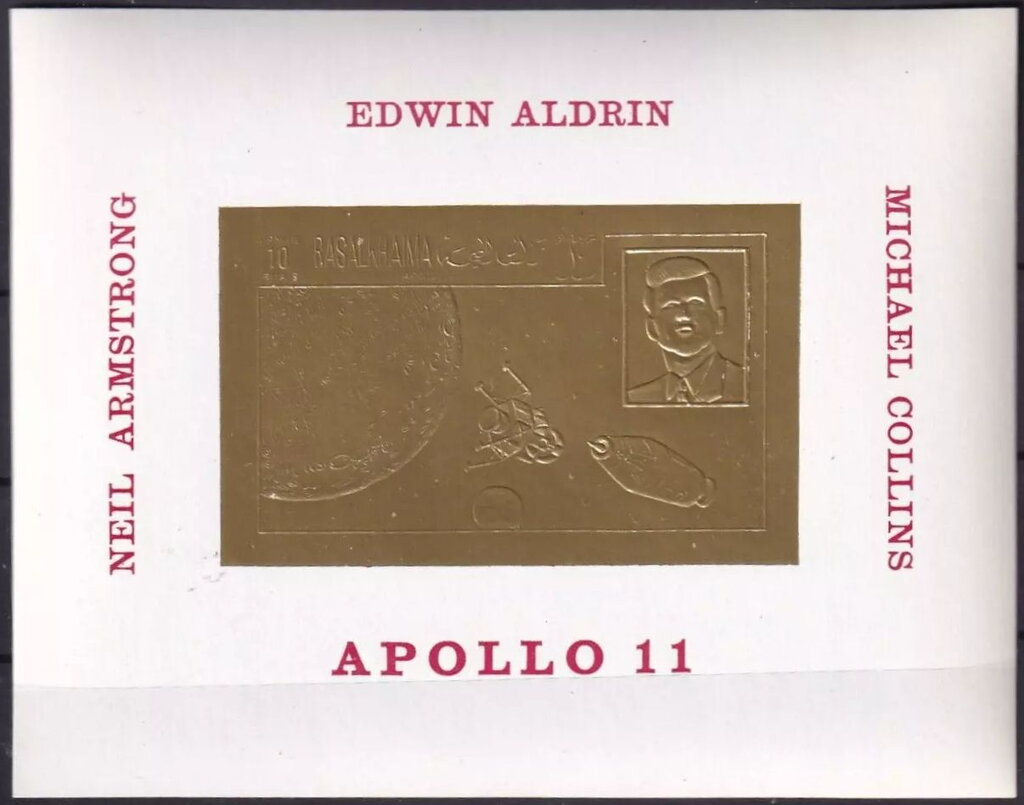
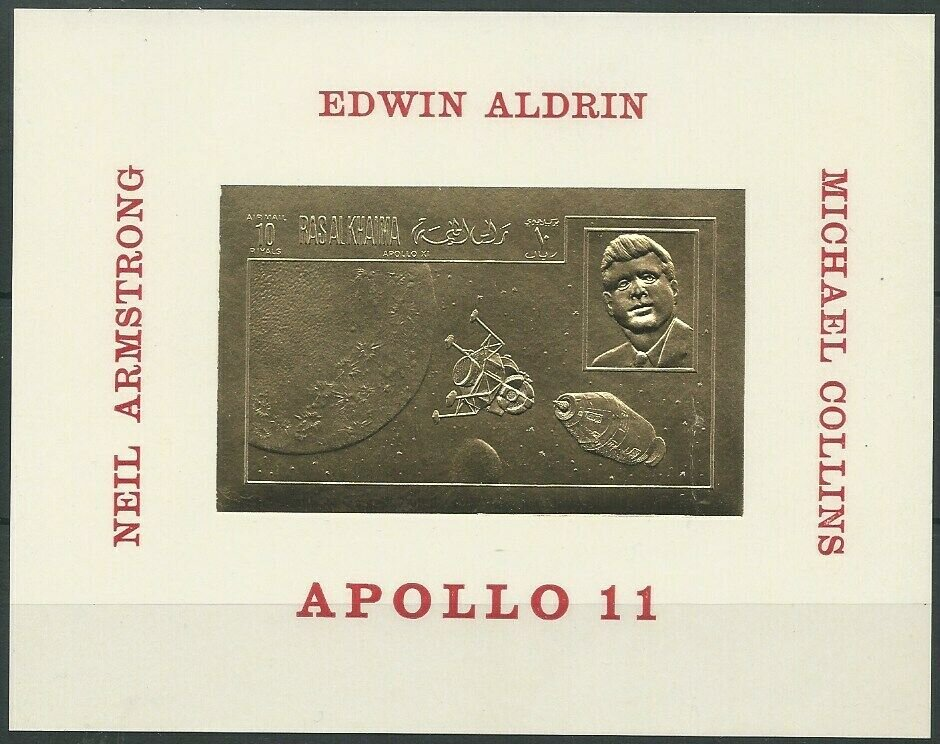

## إصدارات برنامج الفضاء أبولو 12
أصدرت في أغسطس 1969 طوابع تحتفي ببرنامج الفضاء أبولو 12:

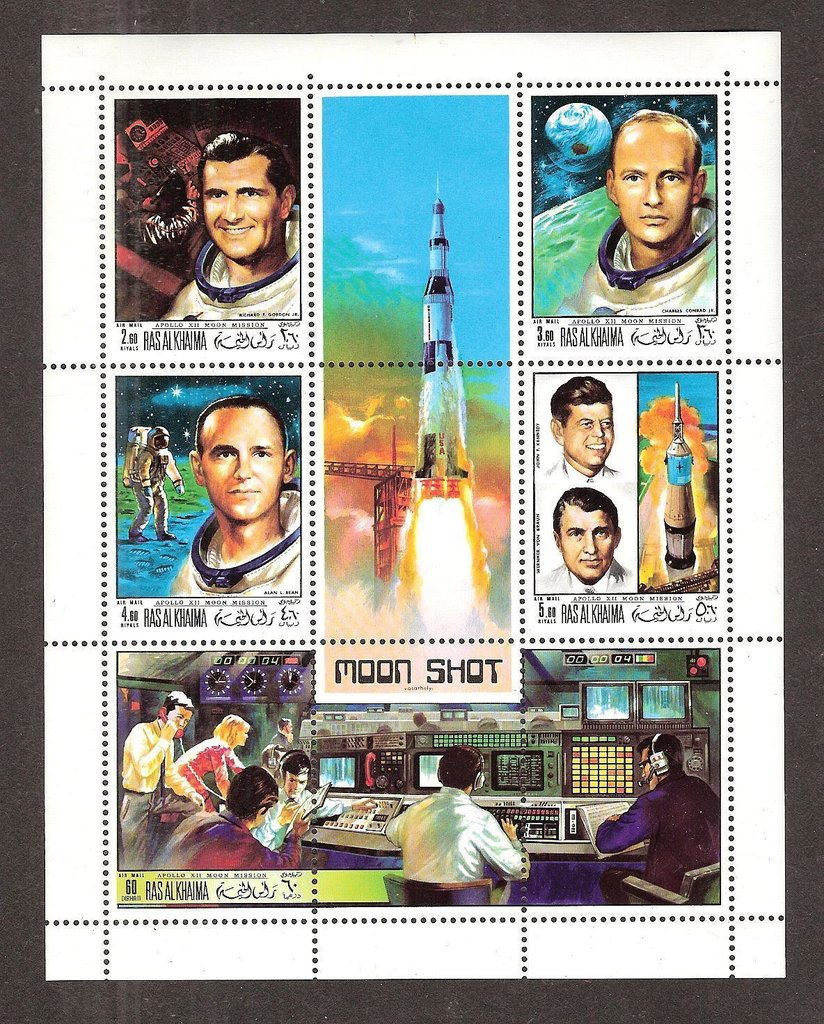
ورقة طوابع صغيرة مخرمة تضم جميع طوابع الإصدار.

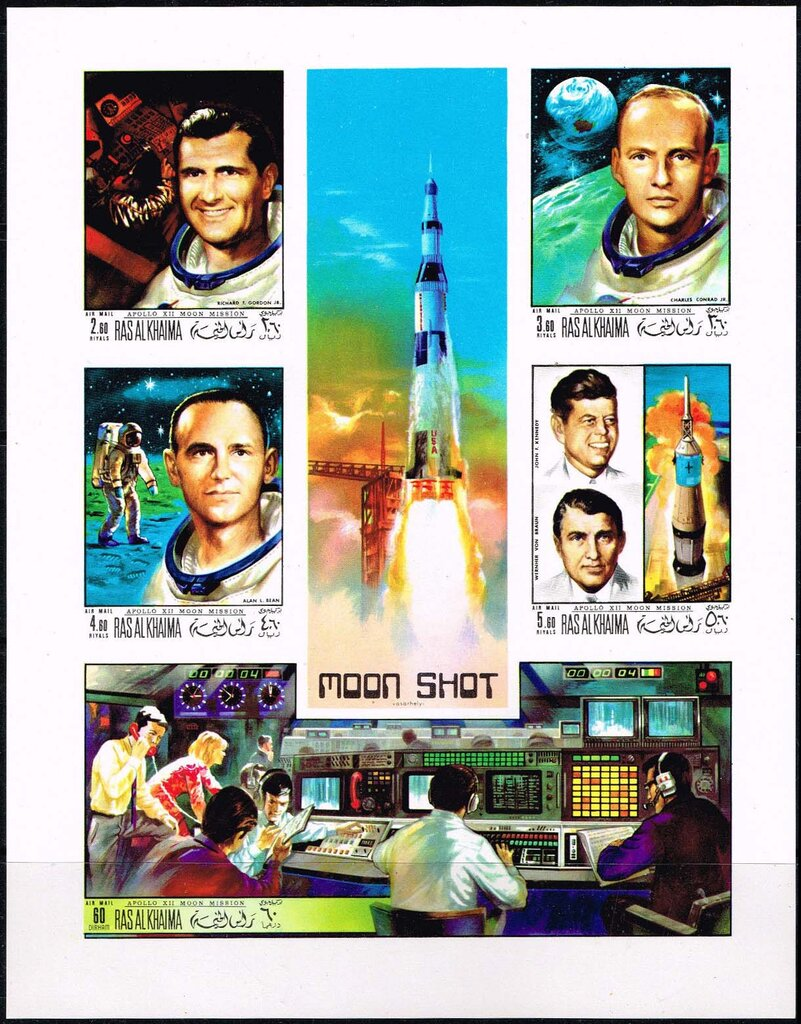
ورقة طوابع صغيرة غير مخرمة تضم جميع طوابع الإصدار.

أما طوابع الإصدار فكانت كما يلي:
- ستون درهما
محطة التحكم في هيوستن

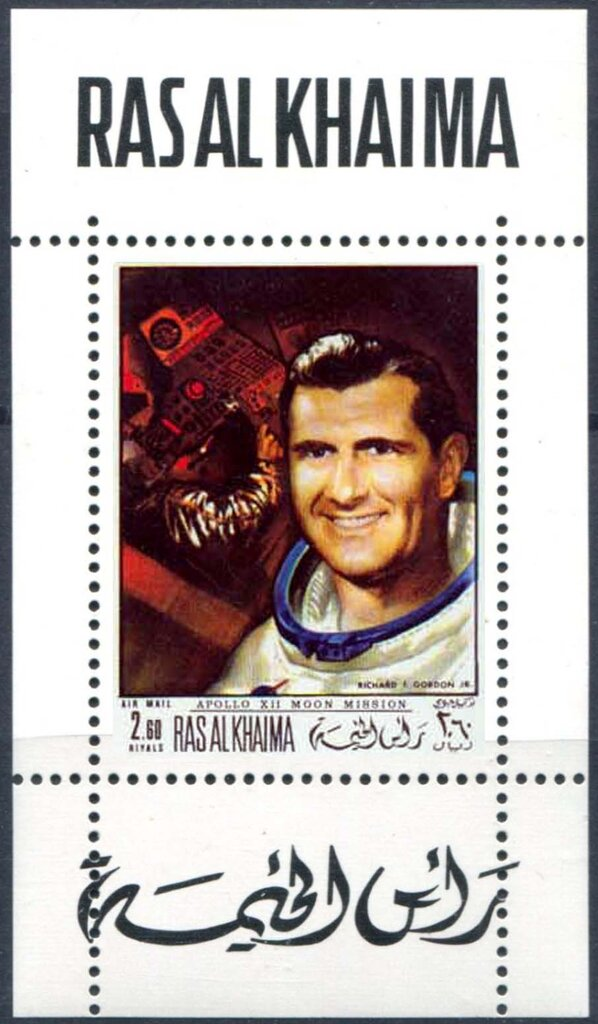
ريالان وستون درهما ريشارد جوردن
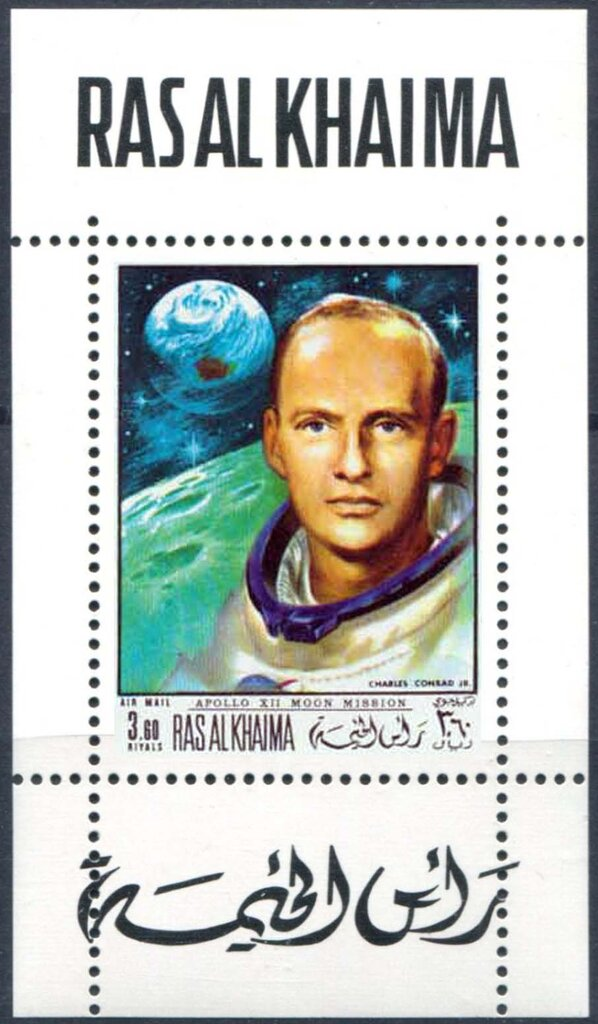
3 ريالات وستون درهما تشارلز كونراد
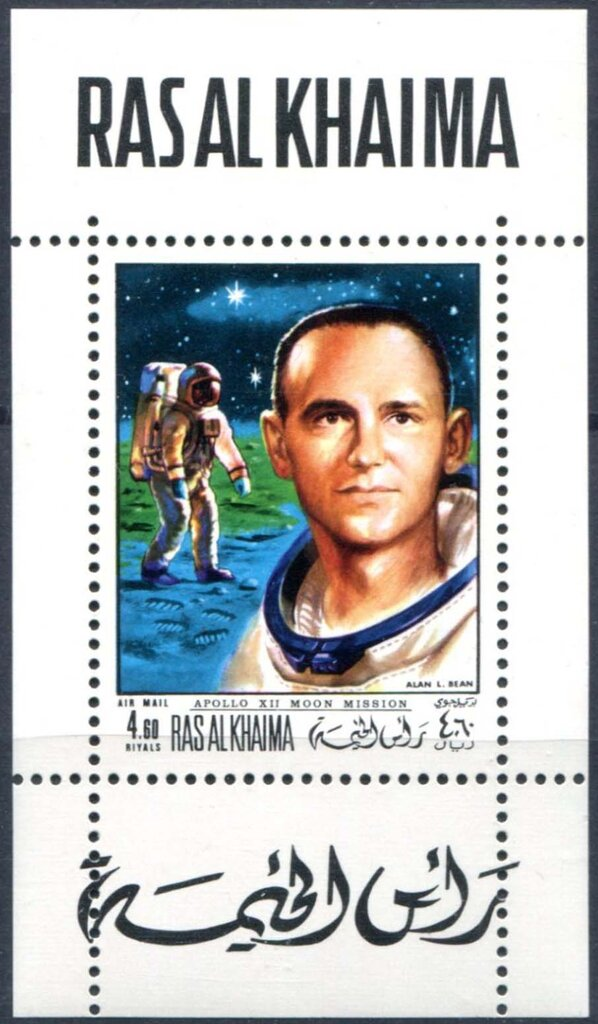
4 ريالات وستون درهما ألان بين
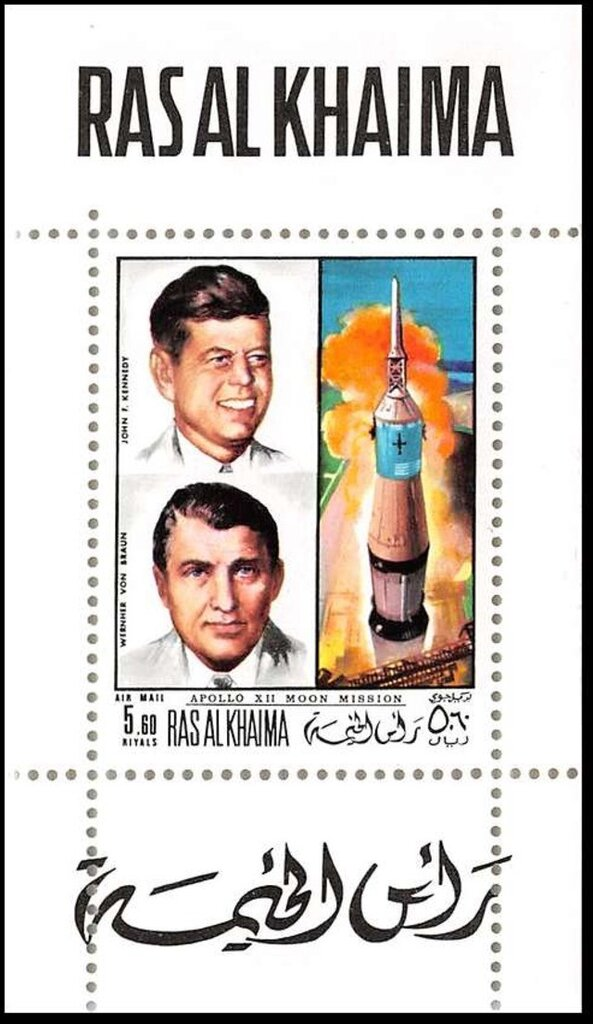
5 ريالات وستون درهما جون كينيدي وفرنر فون براون

وكذلك أصدرت بطاقات مخرمة تضم الطوابع:

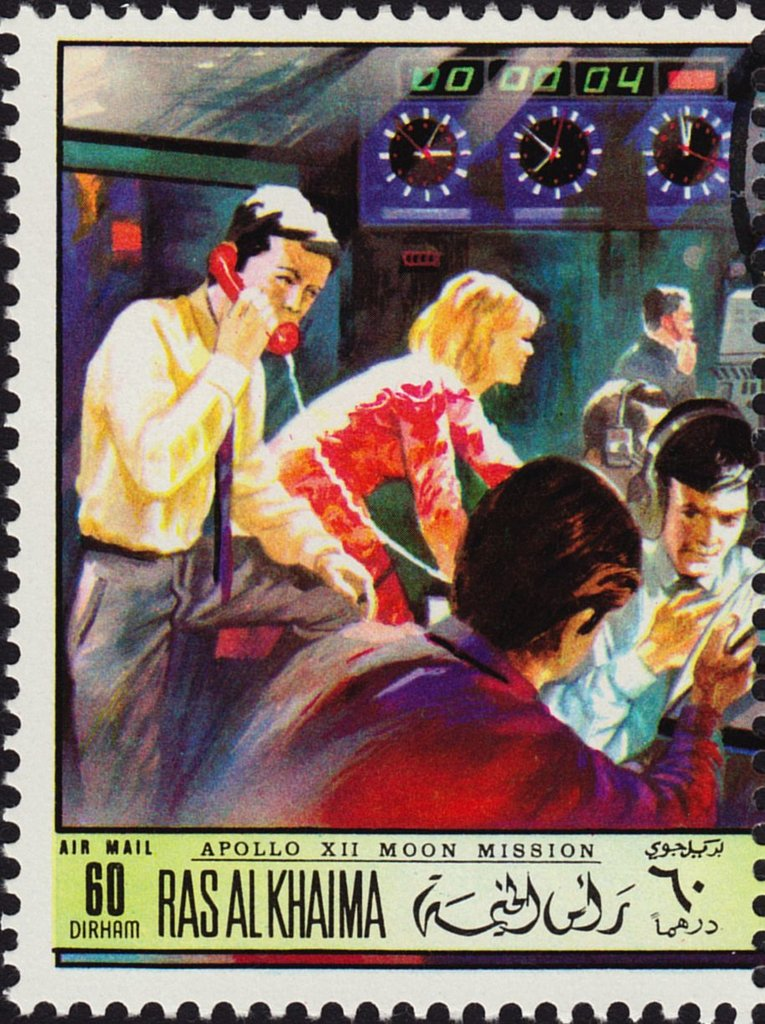
ستون درهما محطة التحكم في هيوستن
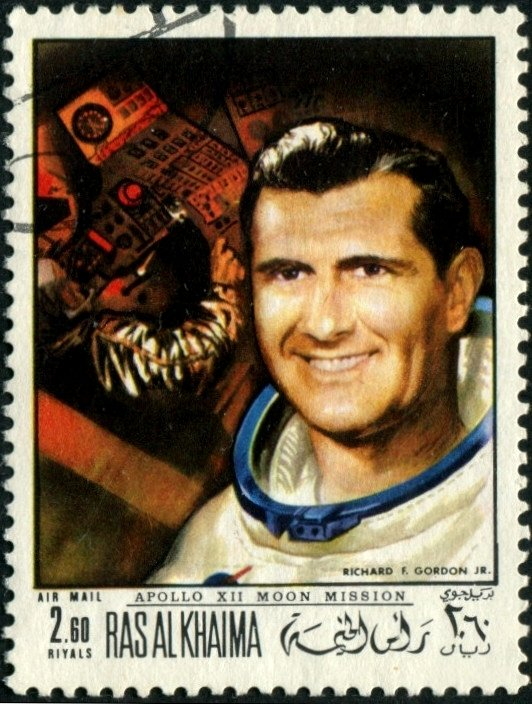
ريالان وستون درهما ريشارد جوردن
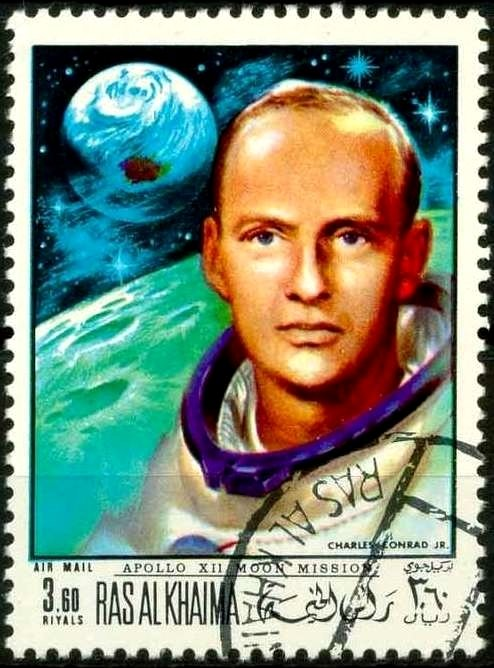
3 ريالات وستون درهما تشارلز كونراد
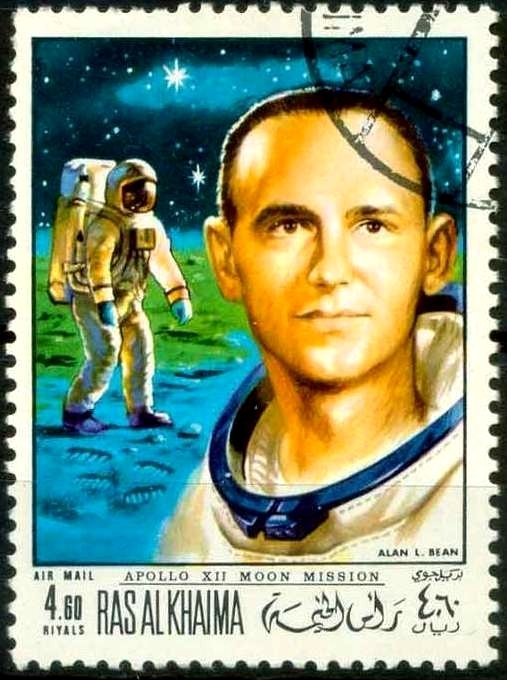
4 ريالات وستون درهما ألان بين
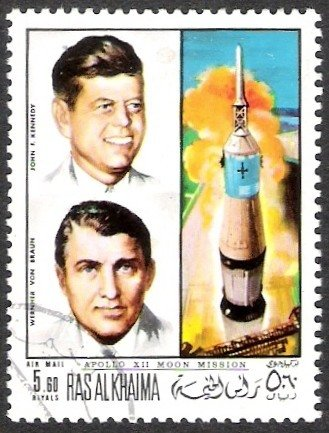
5 ريالات وستون درهما جون كينيدي وفرنر فون براون

وكذلك أصدرت طوابع غير مخرمة:
- ريالان وستون درهما
ريشارد جوردن
- 3 ريالات وستون درهما
تشارلز كونراد
- 4 ريالات وستون درهما
ألان بين
- 5 ريالات وستون درهما
جون كينيدي
وفرنر فون براون

وكذلك أصدرت بطاقات غير مخرمة تضم الطوابع:

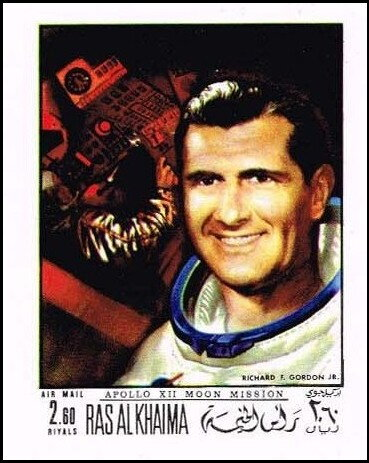
ريالان وستون درهما ريشارد جوردن
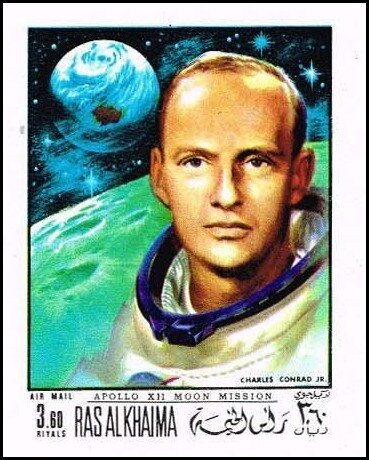
3 ريالات وستون درهما تشارلز كونراد
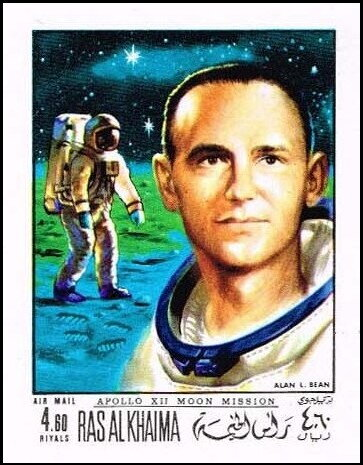
4 ريالات وستون درهما ألان بين
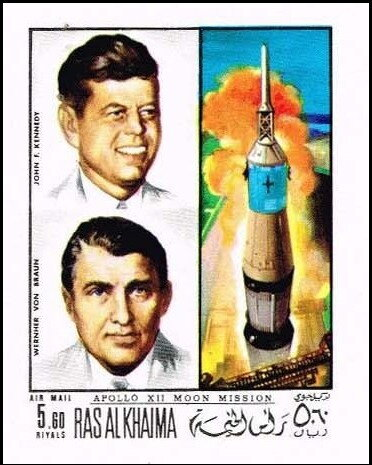
5 ريالات وستون درهما جون كينيدي وفرنر فون براون

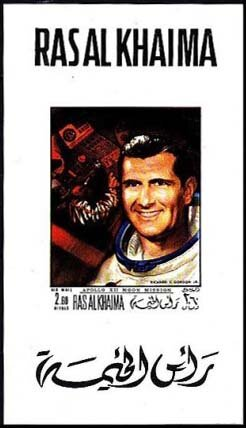
ريالان وستون درهما ريشارد جوردن
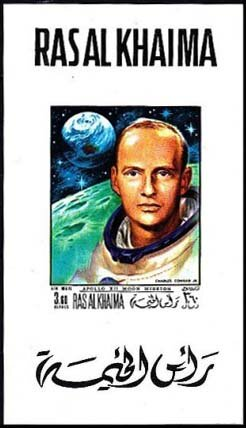
3 ريالات وستون درهما تشارلز كونراد
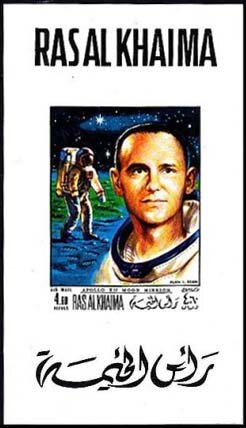
4 ريالات وستون درهما ألان بين
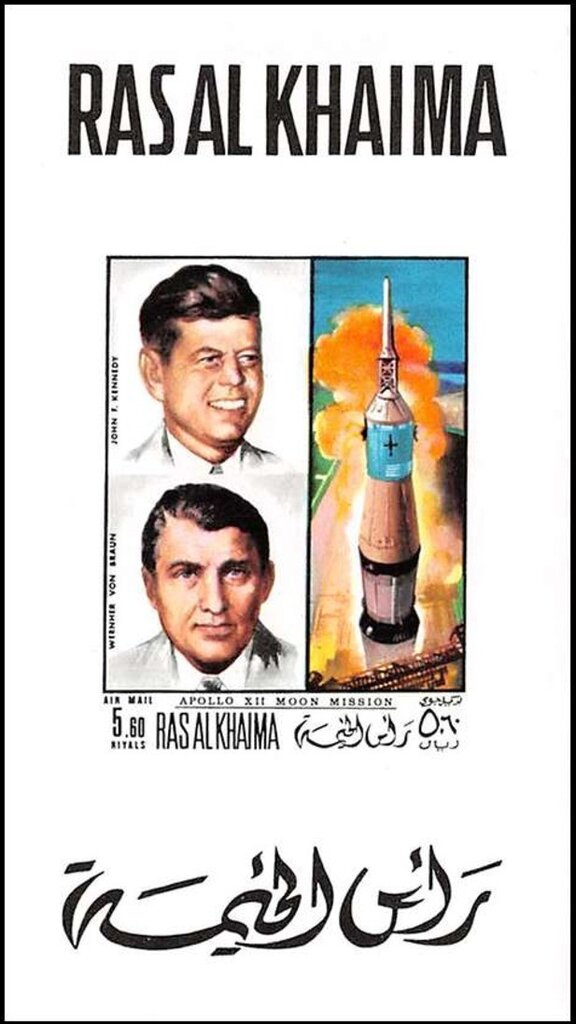
5 ريالات وستون درهما جون كينيدي وفرنر فون براون

أما الطابع من فئة 60 درهما فتوفر متجاورا مع ملصقتين وتظهر فيها صورة محطة التحكم في هيوستن:

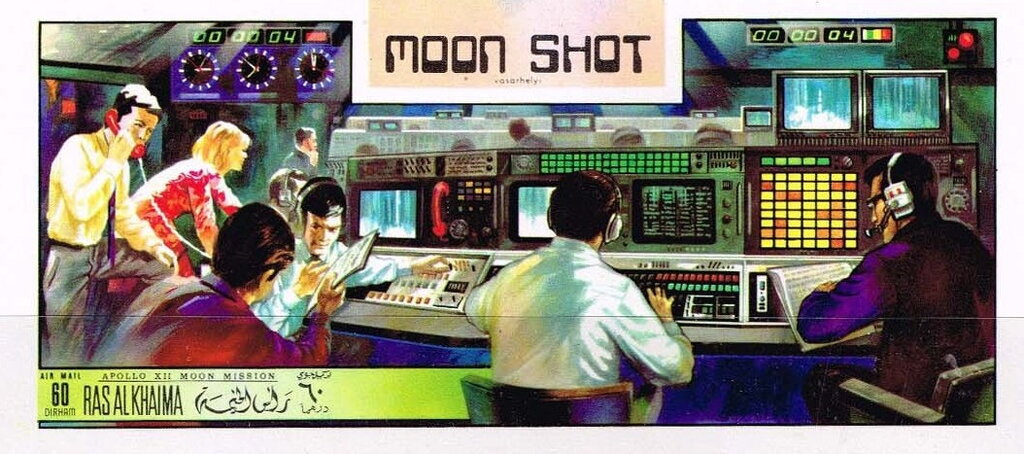
الطابع والملصقتين متصلات بدون تخريم
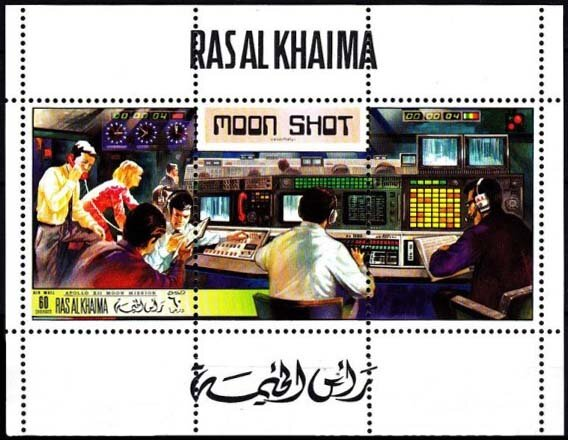
بطاقة مخرمة من الطابع والملصقتين
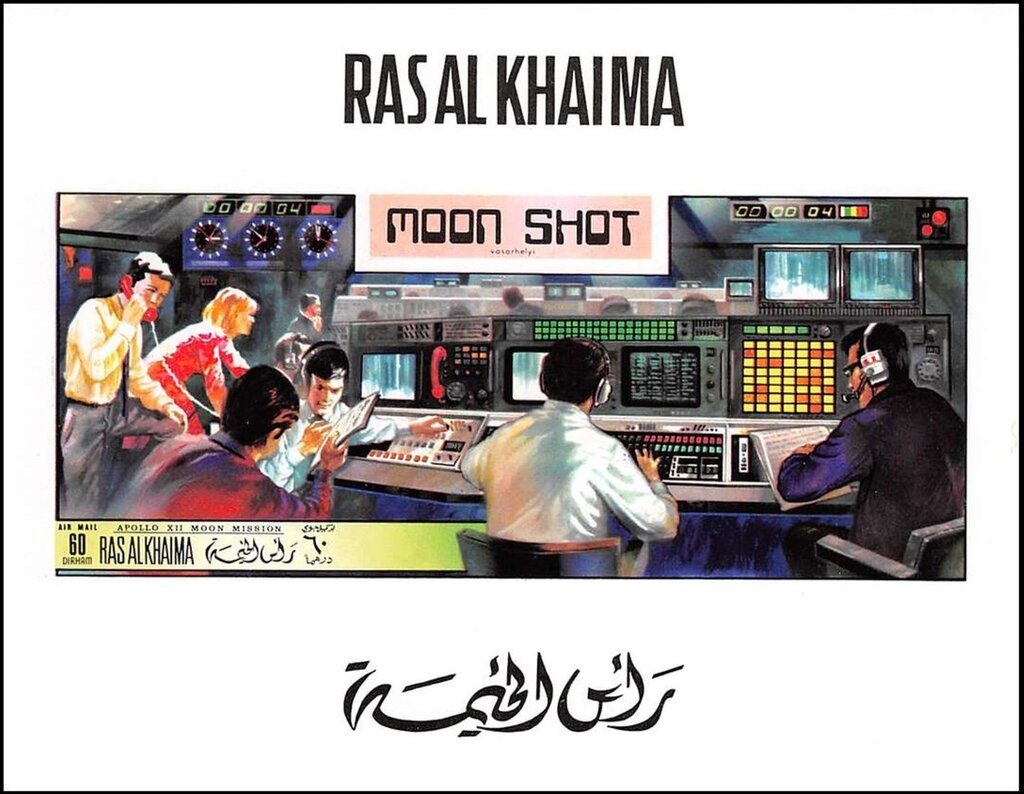
بطاقة غير مخرمة من الطابع والملصقتين

## إصدارات الهبوط على القمر
وشحت بطاقة جون كينيدي من إصدارات الشخصيات بتوشيح لمناسة الهبوط على القمر، وكان تاريخ توشيحها في أغسطس 1969:

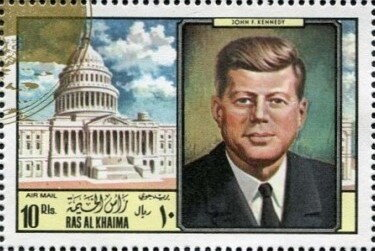
طابع مخرم وموشح
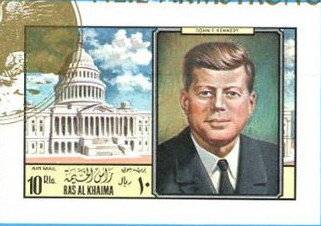
طابع موشح غير مخرم

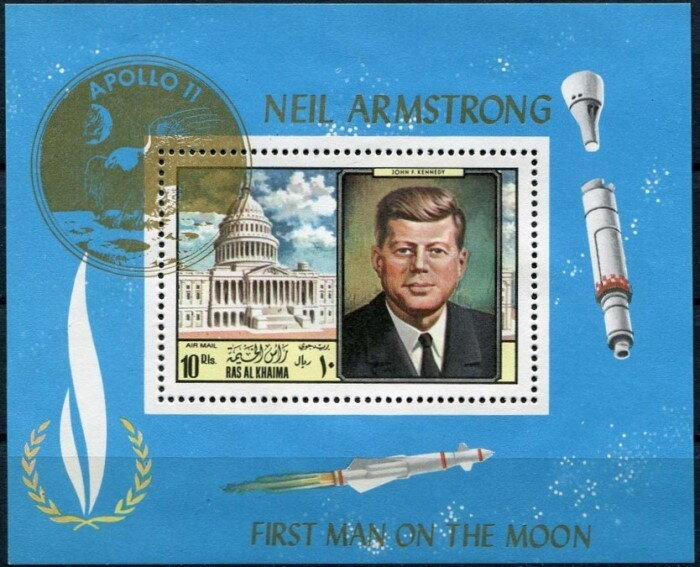
بطاقة مخرمة وموشحة.

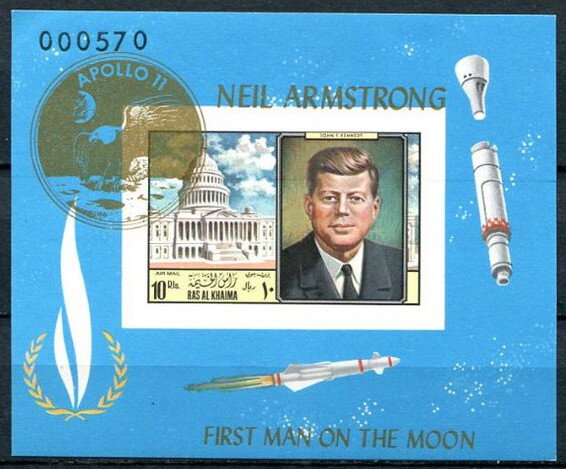
بطاقة موشحة فير مخرمة.

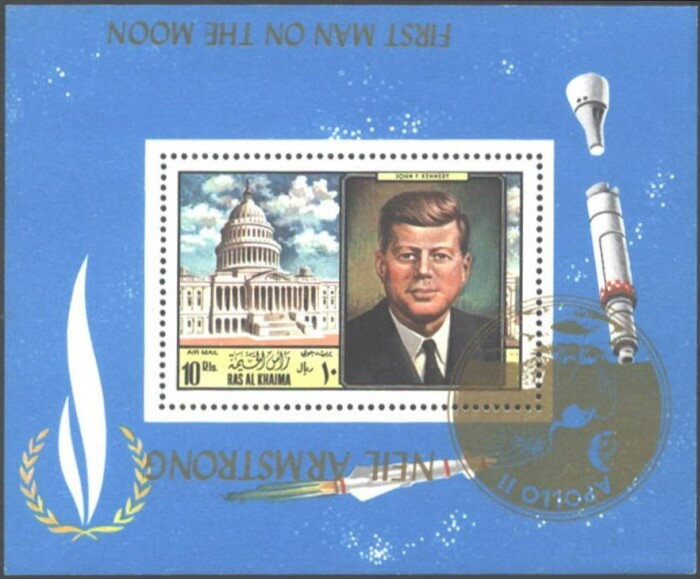
بطاقة مخرمة وموشحة بتوشيح مقلوب.

كما أصدرت طوابع وبطاقة مذهبة في سبتمبر 1969، وكانت قيمة كل منها 4 ريالات ونصف:

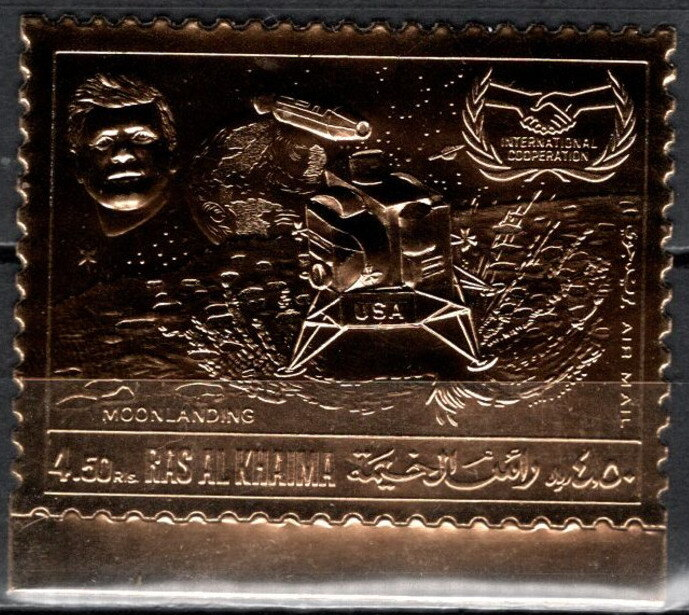
طابع مخرم
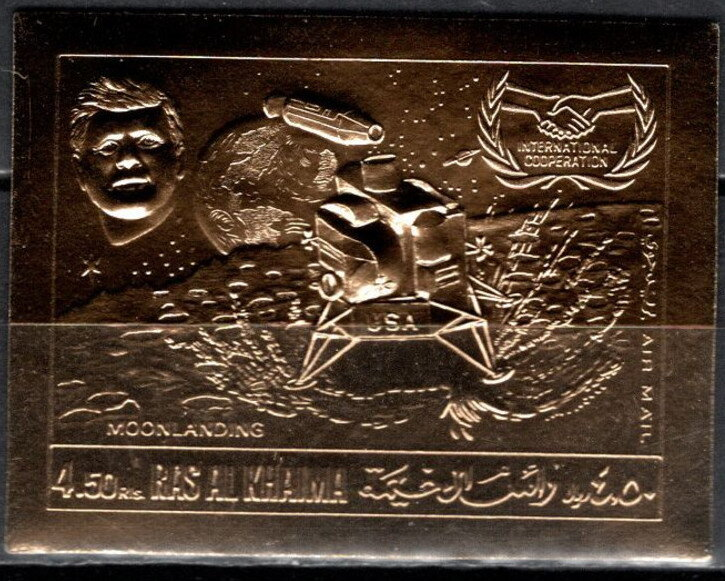
طابع غير مخرم
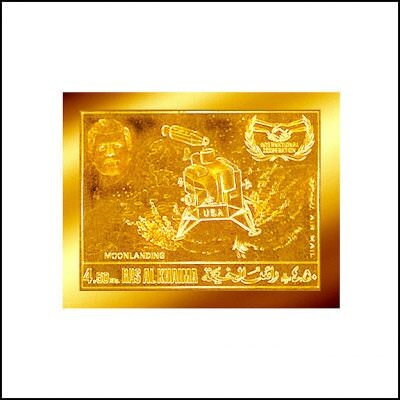
بطاقة تذكارية

## إصدارات الفائزين في الألعاب الأولمبية الشتوية
أعيد إصدار طوابع إصدارات الألعاب الأولمبية الشتوية لعام 1968 بتعديل قيمتهاـ وقد أصدرت في نوفمبر 1969:

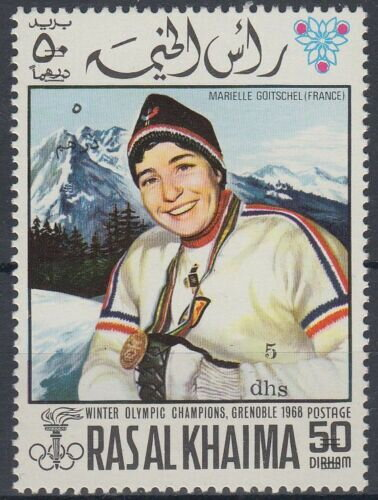
5 دراهم (كانت 50 درهما) طابع تظهر فيه صورة المتزلجة الفرنسية مارييل جوتشيل الحاصلة على ميدالية ذهبية برياضة التزلج المتعرج
5 دراهم (كانت ريالا واحدا) طابع تظهر فيه صورة المتزلج الإيطالي فرانسيسكو نونس الحاصل على ميدالية ذهبية برياضة التزحلف الريفي
5 دراهم (كانت ريال ونصف) طابع تظهر فيه صورة المتزلجين الفرنسيين جان كلود كيلي وغاي بريلا الحاصلين على ميدالية ذهبية برياضة داونهيل إحدى أنواع التزلج على المنحدرات الثلجية

## إصدارات الألعاب الأولمبية الصيفية في المكسيك 1968
هذه البطاقة التذكارية قد أصدرت عام 1968، إلا أن بعض الفهارس تذكر أيضا أنها أصدرت عام 1969:

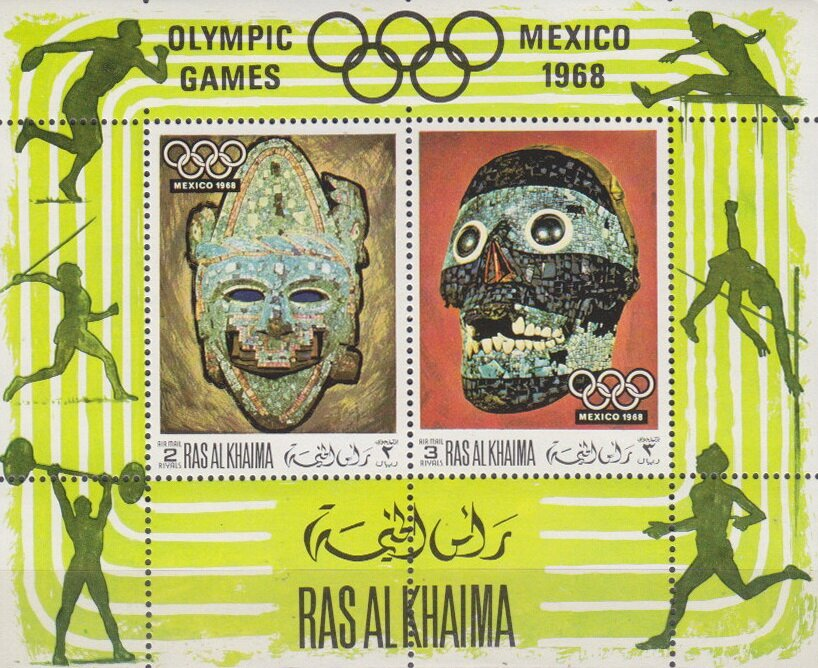
بطاقة تذكارية مخرمة متعددة الألوان يغلب عليها اللون الأصفر تظهر فيها صورة قناعين في الوسط وحولها صورة للرياضات الأولمبية المتعددة، وتضم البطاقة طابعين أحدهما بريالين واللآخر بثلاث ريالات.

## لوحات الفصول الأربعة
أيضا في سنة 1969 أصدر طابع يحمل لوحات الفصول الأربعة (Q21617095) للرسام أبل غريمر، وتوفر الطابع بنسخة مخرمة اللوحات إلى 4 ملصقات، ونسخة غير مخرمة، وكانت قيمة الطابع 10 ريالات.

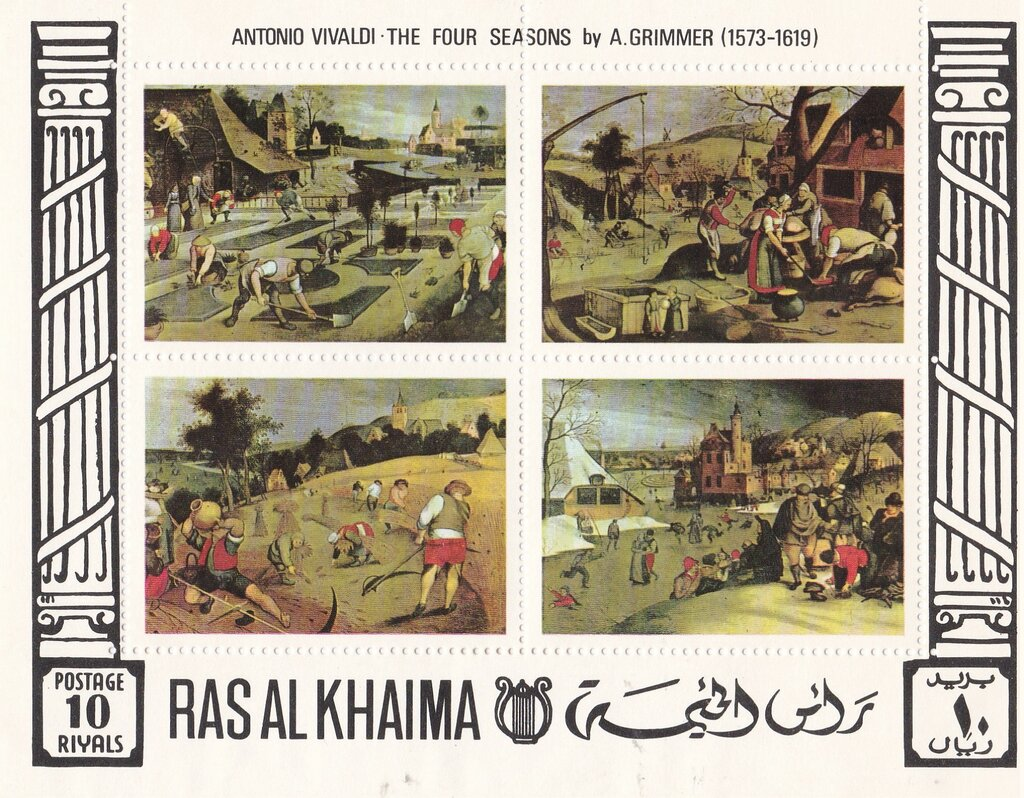
طابع الفصول الأربعة المخرم.

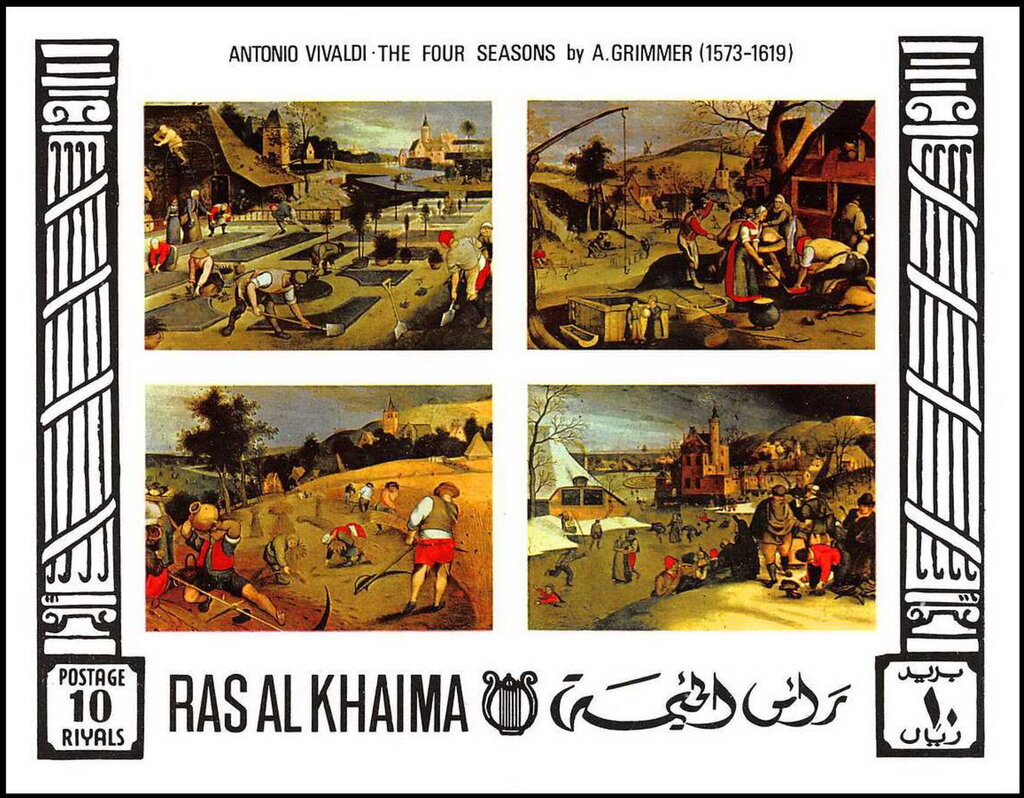
طابع الفصول الأربعة غير المخرم.